# マギの登場人物
マギの登場人物（マギのとうじょうじんぶつ）では、大高忍の漫画作品『マギ』及び、それを原作とするテレビアニメに登場する架空の人物を解説する。
各人物が所持している金属器・眷属器・魔法道具及びその能力も併記する。初期から登場している人物の年齢はおよそ5歳繰り上がっている。

## 主要人物
アラジン
声 - 石原夏織
本作の主人公。創世の魔法使い「マギ」と呼ばれる存在。
長い青髪を一本の三つ編みにし、胸にはサラシを巻いている謎の少年。目元や顔立ちは母親似だが、髪と目の色は父親似。巨大なジン・ウーゴくんが宿る笛を持ち、他のジンが潜む金属器を探し、旅をしている。「〜なのかい?」「〜しておくれよ」などの少々大人びた口調で話す。無邪気で純粋だが思慮深く、争いを好まない性格。「やわらかくて胸の大きい美人なお姉さん」を好み、見つけると躊躇なく胸元へ飛び込む 。一方モルジアナをはじめ、「筋肉質で硬いお姉さん」は対象には入っていない（ただし、モルジアナは友達として好き）。また、ウーゴくんとの別れの原因となった張本人の練紅玉に対して、当初は冷たい態度を取っていたが、その後の関係は良好。暗黒大陸から帰ってきた際には、紅玉のことが気になりだしている。趣味は読書。好きな食べ物は西瓜で嫌いな食べ物はない。好きなタイプはキレイな「おねいさん」で、嫌いなタイプは優しくない「おねえさん」。
杖を媒介にしてルフの持つ魔力を集め攻撃に用いたり、所持している笛に宿るウーゴくんを実体化させるなどの能力を持つ。後に魔法も使えるようになる。体内の魔力保有量は魔導士としては中の上程度だが、マギであるため周囲のルフの力を集めて単純な魔法でも膨大な威力を発揮する。当初は黄牙一族の長老・ババの形見である先端が鳥の形をした木製の杖を持ち歩いていたが、ムーとの戦闘で砕かれてしまい、その後はモガメットの遺品である先端に樹木の蔓のようなものが伸びた杖を受け継ぎ使用している。魔導士としては1型赤魔導士に属し、炎の金属器を扱うアリババとは相性が良い。
歴史上初めて現れた「4人目のマギ」であり、アル・サーメンからは「ソロモンの代行者」「ソロモンの傲慢」と呼ばれていたが、その正体は別世界であるアルマトランの王ソロモンと王妃シバの息子で、事実上アルマトランの王子に当たる存在。母がアルバに殺害された直後に胎児の状態で摘出され、以降は「黒の神」の封印後からウーゴくんが生き残った民達を作中の舞台となる世界に移住させるまでの間魔力を送られてその状態で生き続けていたが、現在のマギがジュダル・シェヘラザード・ユナンになった際、アル・サーメンの暗躍で生じた貧困や戦争により黒いルフが増えジュダルが組織の手に落ちたことをきっかけにウーゴくんにシバのルフを与えられたことでマギとして生誕した（なお、胎仔の状態で長い時を生き、誕生した時には既に幼児の姿だったため年齢は不明）。世界を思うがままにできる程の強大な力を有しているが、聖宮（アラジンは「頑丈な部屋」と呼んでいた）にいた頃はソロモンの意思で満たされた世界に悪影響を与えるべきではないというウーゴくんの考えから自分が何者であるかを教えられずに育ち、そのことに苦悩して荒れていたがウーゴくんが自分の頼みを聞いて友達になってくれたため、現在の優しい性格になった。しかし自分自身がこの世界の誰とも違う存在だと認識しているため、アリババに出会うまでは強い孤独感を抱いていた。
アリババや黄牙のババと出会いや別れを経て、徐々に自らのなすべきことや人同士の繋がり、世界の仕組みを学んでいく。ジュダルとの対決の後、乱入してきた紅玉の攻撃を受け消滅したウーゴくんを再生させようと魔力を使いすぎて意識を失う。自我のみを聖宮に招かれ、そこで再会したウーゴくんから助言を受け彼に別れを告げた。その後、窮地に立たされるアリババ達の元へ帰還し、新たに得た力・魔法とルフの意思を伝える力・ソロモンの知恵をもってジュダルと銀行屋を退ける。この時に異世界であるアルマトランの存在とその誕生から消滅に至るまでの経緯、そして自分が何者であるかを知り、以降世界を滅ぼさんとする動きに立ち向かう決意をする。
バルバッドでの戦いの後はアリババ・モルジアナと共にシンドリアに身を寄せる。そこでアラジンの素質を見込んだヤムライハを師匠とし、魔法の基礎を修行する。謝肉宴の最中アリババと2人きりになり、彼の決意を聞いた後、自らに課せられた正しい王を導き、世界の闇とアル・サーメンの手で「堕転」させられたマギや王の闇を晴らすという「使命」を明かし、アリババに「将来シンドバッドのような王となるだろう」という預言を告げる。
第61迷宮「ザガン」攻略後、闇の金属器の調査と自ら魔法の勉強を行うため、単身マグノシュタットの学校に入学。マギとしての能力を一時封印し、魔法の修行を基礎から始める。当初はルフの力を借りなければ魔導士として最低ランクのコドル6程度の力しか持たなかったが、マグノシュタットで体を鍛え体術の基礎や魔法についても学んだことで僅か2ヶ月でコドル1にまで成長した。その後、特待生になり2年生に進級。マグノシュタット学院がレーム帝国と開戦した際には、モガメットが非魔導士を恨んで暗黒点を生み出すのを防ぐために戦列に立ち、マギとしての力を発揮して学院都市を守り抜く。しかし、結局暗黒点は産み落とされてしまい、アリババや煌帝国軍と協力して、暗黒点やそこから「黒い神」を引き下ろす力点である「依り代」、依り代より生み出される無数の黒いジンと交戦した。
戦争後はマグノシュタットの復興に尽力。シンドリアに帰還してからは研究をしながらアリババの帰りを待っている。シンドリアと煌帝国との会談では、ティトスやユナンと共に現れ自身の故郷であるアルマトランについて語り始める。会談終了後、シンドリアと煌帝国、レームの三国に停戦協定を結ぶよう提案する。その後ジュダルが現れると同時に白龍が玉艶を謀殺したという報告を聞き、彼を取り戻すためにアリババと共に戦うことを決意、アリババと共に煌帝国の洛昌に行き暗黒点と同等の力を持ったジュダルと再び対峙し、激闘の末彼を宇宙空間に吹き飛ばすことで勝利するが、その戦いでアリババを失う。戦いの後、白龍から「不幸だからという理由で『堕転』という生き方が悪いと決められたくない」と説かれ、アル・サーメンは事実上壊滅し「黒の神」の出現も遠ざかったことで「堕転」が本当に悪いことなのかが分からなくなるが、バルバッドで紅炎からは「誰かに与えられた使命ではなく、自分の意志で立ち上がる時が来たのではないか」と諭される。アリババを助けるためソロモンの知恵でアリババの精神がどこに飛ばされたかを探ろうとするが、5日間かけても手掛かりが見つかることはなかった。華安平原の戦いでは、何をしたら良いかが分からず傍観の立場を取っていたが、内戦に介入してきたシンドバッドを見て驚愕する。終戦後、紅炎の処刑の回避を白龍に嘆願し一度拒否されるが、復讐を終えることを決意した白龍に頼まれ「水鏡の蜃気楼」で紅炎を表向きは斬首されたように見せかけた。
その後は約1年間煌帝国に留まっていたが、白瑛（アルバ）に敗れて重傷を負い逃亡。モルジアナ、白龍と共に2年間、鬼倭王国に身を寄せ、国である島ごと暗黒大陸に身を隠していた。成長期に入ったためか身長が急激に伸びて父親似の少年になっており、原始竜の元で魔法の修行を受けていた。その結果父が得意とした数々の力魔法を完全に使いこなせるようになり、極大魔法をいくつも使うアルバを一蹴できるほどの実力を身につけ、ソロモンすらも超えたと言われるようになる。シンドバッドがウーゴくんから聖宮の番人の座を奪った後、ユナンと共に世界に強烈な違和感を感じ、煌帝国と鬼倭王国が国際同盟に戻りレームが正式に加入したことでシンドバッドが自分とアリババ以外の世界中の人間のルフを書き換えたことに気付き、パルテビアでシンドバッドに問い詰める。シンドバッドが全人類にルフを還元させよう（=強制的に心中させよう）としていることを知り動揺、アリババのマギとして彼の決断を信じようと考える。アリババがシンドバッドに立ち向かう覚悟を決めたことで、聖宮を破壊して暗黒大陸のように白ルフと黒ルフの差がない世界を作ることを提案し、自分達に合流した白龍やジュダルと共に聖宮に赴く。聖宮では第三の迷宮である精神と傀儡の試練「ゼパル」に挑み、その中でシンドバッドの悲しみの一端に触れそれでも自分自身の倫理観のために戦ったが、アリババがシンドバッドに革新的な提案をしたことで試練が中止され「フルフル」まで呼び寄せられ、彼と交渉を行う。しかし、その途中で「世界をルフに還す魔法」を始動させたダビデを撃破するため、仲間達と共に外の世界へ帰還。シンドリアを白龍とジュダルに、エリオハプトをアリババに任せ、自らはダビデが潜む大峡谷の中へ突入する。その後は大峡谷最深部で祖父と問答し、聖宮の高まりと「世界をルフに還す魔法」を抑えこみ、聖宮消滅時にはシンドバッドやウーゴ、両親に助けられて地上に生還した。
名前の由来は『アラジンと魔法のランプ』のアラジンから。
- 魔法

- 灼熱の双掌（ハルハール・インフィガール）

熱魔法。熱で作った白い巨人の両手で攻撃する。極めて単純な魔法だがマギであるアラジンが放つため、その威力と熱量は甚大。力を封じたばかりの頃は小さな火の玉にまで威力が落ちたが、修行により自分自身の魔力でも従来の力を出せるようになった。「重力魔法」で作ったウーゴくんを介して放つこともでき、マギとしての力を開放すれば複数体のウーゴくんを用いて長射程で複数放つことも可能。
- 灼熱の連弾（ハルハール・ラサース）

多数の火球を操る熱魔法。ヤムライハの水魔法を参考に作り上げた、「灼熱の双掌」よりも多くの命令式を使う複雑な中級魔法。
- 蒸発の洗礼（シャラール・ラーキィ）

敵の体内の水分を熱して高温にする熱魔法と水魔法の合わせ技。
- 水鏡の蜃気楼（シャラール・サラブ）

水蒸気によって光を屈折させ幻影を産む水魔法。最初は自分の周囲だけが有効範囲だったが、マグノシュタットでの修行を経て、城一つを丸ごと映し出せるようになった。
- 突風（アスファル・リーフ）

マグノシュタットでの修業で会得した風魔法。
- 光線（フラーシュ）

マグノシュタットでの修行で会得した光魔法。光線を撃つ。
- 雷電（ラムズ）

マグノシュタットでの修行で会得した雷魔法。電撃の玉を飛ばす。
- 重力魔法（ウーゴくん）

アラジンのとっておきの重力魔法。重力で砂の形をウーゴくんを模した巨人の姿にして操る。その力はティトスの頑丈な防壁魔法を砕くほど。他にも、街並みや人間を砂で作り出すことができる。
- 共鳴棍（ハディーカ・ハデーカ）

5型魔法と6型魔法の合わせ技。杖の周囲の空気を音魔法で高速振動させる。攻撃範囲は非常に狭いが消費魔力も少なく、通常でも石を粉砕する威力を持っており同じ位置に攻撃を重ねれば防壁魔法すら砕くことができる。マイヤーズに叩き込まれた体術と併用することでさらなる威力を発揮する。
- 重力反作衝（ゾルフ・サバーハ）

父であるソロモンの重力魔法。ソロモンの知恵から情報を引き出し使えるようになったが、ソロモンと違い「ベクトル世界」を見られないため、相手の魔法を受け流したり跳ね返すことしかできなかったが、暗黒大陸で原始竜との3年間の修行の末、「ベクトル世界」をある程度見ることが出来るようになり極大魔法4発を全て跳ね返す事が可能になった。
- 推力固定衝（ゾルフ・アッシャーラ）

ソロモンの知恵から情報を引き出した力魔法。「重力魔法」で作ったウーゴくんでパンチを放ち、相手に当てたその力を「固着」させる魔法。一度生じた力はその向きと勢いのまま永遠に続き、たとえ障害物に当たったり相手が破片になっても進み続ける。世界の力の法則を書き換える恐るべき複雑な大魔法で、一度放てばアラジン本人にも止められず、初めて使用した際には、制御ができなければ人格が消えるほどの負担になっていた。
- 力場停止（ゾルフ・メドゥン）

ソロモンの知恵から情報を引き出した力魔法。相手や魔法の動きを停止させる。極大魔法の大津波をもせき止められる。
- 推力累加衝（ゾルフ・ルイーラ）

ソロモンの知恵から情報を引き出した力魔法。細かな瓦礫の破片を散弾のように高速で射出する。
- 錬金魔法（アルキミア・アルカディーマ）

元はユナンが使っていた、微粒子の再構成を行う魔法。アラジンは約102万2000個の魔法式を使い人体一つを丸ごと別の物に置換したが、生物に使用した場合は意識の覚醒がいつになるのか術者ですら分からないという副作用もある。
- 八ツ首の防壁（ボルグ・アルサーム）

元々は母のシバが使っていた、防壁魔法の形状を変えて操る魔法。作中ではソロモンの知恵で開いた聖宮への門を外部から守るために使用した。
- 遠隔透視魔法（えんかくとうしまほう）

モガメットと同じ魔法。作中ではユナンが手を貸し、アラジンがソロモンの知恵で見たアルマトランの風景を映し出した。
- 転送魔法陣（てんそうまほうじん）

紅明のダンダリオンやシェヘラザード、ヤムライハ、後のジュダルと同種の魔法。杖で空中に八芳星を描き別の場所に移動する。3年間の研鑽により、小島一つを丸ごと原始竜の飛行速度を上回るスピードで移動させることが可能となっている。ジュダルのものより、飛距離（魔法で転送できる距離。限界がある）が長い。
- 魔法のターバン

アラジンが普段から頭に巻いているターバン。聖宮でウーゴくんから貰った魔法道具。広げると樽を十数個乗せられるほどの大きさになる。お腹の力（体力）を分け与えることでゆっくりと飛ぶことができる。留め具である赤い宝石が本体で、そこが無事ならば布地自体が破壊されても修復することができる。後に単独ならば身につけるだけでもターバンを広げずに飛行能力を貸してもらえるようになった。
ウーゴくん
声 - 森川智之
アラジンの持つ笛の金属器に潜むジン。聖宮の番人。アラジンの大切な友達。
巨体で服装はふんどしのみだが、首から上は別空間にあり、笛から出られない。アラジン曰く「顔はハンサム」。非常にシャイな性格のため、女性に少し触れただけでトキメキの余りに気絶してしまう。この弱点は相手に慣れることで克服できるようで、モルジアナには触れても平気になった。実はアラジンのジンではなく彼の魔力とは独立した存在であり、他のジンからは「あなた様」「珍しいお方」などと敬われている。「ウーゴくん」という名もこの世界におけるアラジンからの愛称であり、真の名は別にある。53歳→58歳→62歳→67歳（アルマトラン時）。
アラジンの笛に宿っていた時点では、実体化した上での肉弾戦を得意とし、難敵には両腕に熱魔法を込めた必殺の掌打を繰り出す（後に、この戦闘スタイルはいつかアラジンが自分で魔法を使えるようになるための練習も兼ねていたと判明する）。実体化には膨大な魔力が必要で、マギであるアラジンの力をもってしても1日に3回実体化するのが限界。アルマトラン時は太陽のような形状の神杖を持っていた。
アルマトラン時は、ソロモンと共に抵抗軍の一員で神杖を持つ魔導士の一人で、後のアルマトランのソロモンの三賢者「マギ」の一人。本名はウラルトゥーゴ・ノイ・ヌエフで、「ウーゴ」は当時からの通称。元は魔導士聖教連創設以来の天才魔導理論構築者。ソロモンに会うまで自身の理論を実証できる魔導士がおらず、周囲から馬鹿にされていた。まだ見ぬ何かを生み出すずば抜けた想像力からソロモンからも「本当にすごいやつ」「世界最強の魔導士」と評されているが、当時から本当にシャイであり、眼鏡をかけ首にマフラーを巻いた姿をしているのは他人と話す時に目と口を隠すため である。50歳を超えても女性と浮いた話が一切なく、よく抵抗軍の仲間たちにいじられていた。魔導工学に長け、魔法道具の発明に一役買っている。自作の魔法道具の性能には強い自信を持ち、それを馬鹿にされると人が変わったかのように激怒する。ルフを最初に発見し、その名付け親になった人物でもある。
魔導士聖教連との最終決戦ではダビデの策略で大聖堂府にソロモン達共々閉じ込められ、ソロモンの叱責でそれを覆っている防壁魔法の解除に成功するも時すでに遅く、セッタやテスをはじめとする後方基地に残った仲間達を殺された。アルバが率いてきたアル・サーメンとの戦いでは、シバからアラジンを託され、ソロモンやジンとなった異種族の長達と共に迎え撃った。ソロモンがアル・サーメンを異空間へ封印した後、抵抗軍幹部唯一の生き残りとして生き残った民達をまとめるために奮闘・苦悩するも、ソロモンとシバの忘れ形見であるアラジンを「ソロモンのうつし身」と祭り上げる形で民達の活気を取り戻させた。その後、5年かけてアルマトランの民を物語の舞台であるこの世界に移住させる術を見つけ出した。さらに世界のためにマギや迷宮のシステムを作り出し、それを管理するために聖宮の番人としてジンになる道を選んだ。
ジュダルとの戦いの最中にアラジンの制御が利かなくなり、逆流する運命によってアラジンが殺されるのを防ぐため、暴走する形で止めを刺そうとするものの、乱入してきた紅玉の攻撃を受け消滅した。その後、笛に残された最期の力で意識を失ったアラジンを異空間に呼び 再会し、彼に助言と忠告を与え別れを告げた。以降も頭部だけは聖宮に残っており、マグノシュタット編終盤でモガメットを引き止めるために死んだティトスを新しいマギとして再誕させた。
最終章では聖宮で悠久の時を過ごした結果、作中世界における全能の神となり、「神の多重構造」の順番を入れ替える大魔法を開発して上位世界の神すら御するという研究成果を出すも、アラジンとの離別がきっかけとなり長い孤独を味わい続けたことで発狂、元々野心があったわけでもないため自らの手で世界を救うこともせず、ソロモンから任された世界を上手く運営することだけに腐心する存在に成り果てる。聖宮の番人の座を奪いに来たシンドバッドを返り討ちにし、彼の黒ルフから現れ自分を侵食しようとしたダビデも圧倒するが、バアル達の裏切りとダビデの魔法でソロモンの幻覚に囚われたことでシンドバッドに聖宮の番人の座を奪われてしまった。その後はシンドバッドと協力して聖宮を管理していたが、アリババが世界の間にある全ての壁を壊そうと提案したことでそれを制止するために会議に干渉、しかし彼からの説得で「ソロモン王の世界がなくなるのは悲しい」と思ったことで理性を取り戻す。聖宮の消滅に伴いアラジンにまた会いにくるように伝え、ジンと共に別れる。最期に自分の考えでアラジンを地上に帰還させた。
アリババ・サルージャ
声 - 梶裕貴、田村睦心（幼少期）
本作のもう一人の主人公。元バルバッド第三王子。迷宮攻略者。アラジンが選定した王の器。最終章以降は煌帝国宰相とアリババ商会会長を兼ねる。
金髪で、角のような形状のくせ毛がある少年。顔立ちは母親似で、髪型や髪色は父親譲り。耳には青緑色のピアスを付け、バルバッド編以降はカシムの形見である2つの赤いピアスを左耳に付けている。迷宮攻略を目指しており、一見するといい加減で軽薄なように見えるが、正しいと思ったことをやり通す頑固な性格で、いつも必要以上に背負わなくてもいい責任を一人で背負おうとし、誰かのために自分の全てを捧げて何かを成そうとする心優しき人物。その一面をアラジンに「王の器」として見出され、アモンからも「他人のために命をすり減らす度に周囲の淀んだルフを心地よい流れに変える」と評される。生まれついて何かずば抜けた能力を持っていたわけではないが、自分以外の人を素直に尊敬し認めることのできる性格をアラジンに「すごくない所がすごい」と評され、周囲の人間を触発して共に進むことができることから皆で前に進む世界の可能性を感じて王候補に選ばれた。人の機微に鋭く、他人が心に秘めた大切なものに気付くことができる他、交渉などの際には相手の気持ちを読み取ってそこを突くことでその者にとって無茶苦茶な条件でも強引に話を進める豪胆さを併せ持ち、咄嗟の状況でも機転が利く。また全ての人間が対等であると本気で信じる懐の深さを持ち、アラジンは最も大きな王の器ではないかと考えている。太りやすい体質で美的センスは疎い。煙草が苦手で、酒のために何度か酷い目に遭っている。また、人間の女性にモテないことをかなり気にしており、「ただ一人の女性に愛されたい」という欲求が非常に強い。それ故にモルジアナの告白を曲解してしまった時には、恥ずかしさのあまり一時的に極度の人間不信に陥るほど。17歳→18歳→19歳→22歳。身長168cm→170cmで体重64kg。趣味は商売。好きな食べ物はパパゴラス鳥の丸焼きで嫌いな食べ物はない。好きなタイプは彼女になった子（彼女が出来たことはない）で嫌いなタイプは屈強すぎるNo.1ホステス。
元々は貧民街の出身だが、バルバッド先王・ラシッドと侍女・アニスとの間に儲けられた。貧民街で娼婦となっていた母の死後、12歳時にラシッドに引き取られ、将来は嫡子の補佐役となるべく語学・剣術・経済学などをはじめ多岐に渡り徹底した帝王学の教育を受けて育った。しかし、15歳時に病床にあったラシッドの死とそれを招いた事件とに責任を感じて再び野に下り、現在に至る。
稽古で習ったバルバッド地方の「王宮剣術」を得意とする。シャルルカンに師事してからはエリオハプトに伝わる剣の峰で攻撃を受け流す技術を身につけており、シャンバルからも「君の複雑な生き方がにじみ出るような剣」の使い手と称されている。当初はアリババが初めて商売の交渉で手に入れたナイフを武器に使っていたが、後にカシムとの戦いで折れたのでシンドバッドがかつてラシッドから預かっていた王家に伝わる宝剣に変わった。また、難解なトラン語を解読することもできる。体内の魔力の量は並より少し上程度とそれほど多いというわけではないため、ジンを多く従えることはできない。後述の修行で魔力操作を身につけ、「気功剣」も使うことが出来るが、まだ剣の柄頭までしか魔力で覆うことしか出来ない。
煌帝国編にて一度死亡した際に（経緯は後述）精神だけの存在となって「1日か2日の出来事を100年のことかのように感じる」という体験をしたことで「一瞬を永遠に感じる超集中力」を獲得する。これはいわゆる走馬灯のようなもので、この能力を発揮している間はどんなに早い攻撃でも認識できるため、相手にはまるで魔法を使って攻撃を瞬時にすり抜けているかのように感じられる。本来であれば認識通りに体を動かすのは難しいが、動かしづらい人形の体を2年以上操作し続けたことでこの欠点をクリアしている。また膨大な量の書物を短時間で読む時などにも応用することが可能。
故郷を出奔してからは砂漠の街チーシャンを拠点にブドウ酒を運搬する荷車の運転手として生計を立てていたが、仕事中に多大な借金を負い、返済の望みを懸けて出会ったばかりのアラジンと共に第7迷宮「アモン」攻略に挑み、同じく迷宮攻略に来たチーシャン領主・ジャミルを圧倒してアモンと契約する。迷宮脱出後はアラジンと離れ離れになるが、迷宮攻略によって得た財宝のほとんどを費やして、ジャミルの支配下にあった奴隷解放と今後の生活の保障をし、彼らにある伝言を託して単身で故郷バルバッドへと旅立った。
バルバッド帰国後、カシムに請われる形で霧の団の頭領に祭り上げられ、義賊として活動していた。バルバッドにやってきたアラジン達と再会し、一時はカシムへの義理から対立するもモルジアナのとりなしで和解。カシムと袂を分かち、シンドバッドの許で特訓し武器化魔装を身につけた。王朝の解体を成功させクーデターを実行したカシム達と王宮で激突。アラジンの力でカシムとルフ同士の対話を行うことで、互いの心の内を知って和解できた。しかし、黒いジンの崩壊と共にカシムは死亡してしまい、もっと早く皆に助けを求めていればカシムは死なずに済んだと後悔している。
戦いの後はアラジン・モルジアナと共にシンドリアへ身を寄せ、カシムを利用したアル・サーメンと戦うためシャルルカンを師匠とし、剣術と武器化魔装の修行を行った。後にアラジンに自らのアル・サーメンに対する考えと彼らと戦う決意を示す。そしてアラジンから、彼の「使命」と「将来シンドバッドのような王になるだろう」という預言を告げられた。
武器化魔装を数日でマスターする才能を持っていたが、ソロモンの知恵によりカシムのルフが体内に入ったことで魔力の質が変質し、そこから先の段階に進むことができなくなってしまった上、体内で2つの魔力が暴走する車裂き寸前の非常に危険な状態となっていた。そのためレームへ渡り剣闘士をしながらヤンバラの元で魔力操作の修行を受けることとなり、ガルダとの剣闘試合の中でカシムの遺志を悟り魔力が統合された。その後は剣闘場でファナリス兵団団長・ムーに一太刀浴びせるほどに腕を上げ全身魔装も会得し、レームとマグノシュタットの戦争ではムーに頼み込み客分としてレーム軍に同行。アラジンがレーム軍と交戦を開始したことを察し彼の元に駆けつけた。その後、紅覇率いる軍を襲うアルマトランの黒いジンを退け、バルバッドを拠点に置いている紅炎と対面、煌帝国の金属器使いと共に黒いジンや暗黒点、「黒の神」と戦った。
アラジンと共にマグノシュタットの復興を手伝った後、シンドリアの使節としてバルバッドへと向かう。そこで紅炎に将来的にバルバッドの全権を返す代わりに煌帝国の将軍になることと練家の皇女と婚儀を交わすことを強制する条件を押し付けられたものの、皇帝崩御により話は有耶無耶となった。皇帝玉艶を謀殺した白龍を連れ戻すため「皇帝の不在による命令系統の混乱」を言い訳にアラジンと共に煌帝国の洛昌に行き、そこでバルバッドの民達を操ろうとする白龍を止めるため彼との戦いに挑み魔装同士での死闘を繰り広げるも、最終的に極大魔法の激突で白龍の「絶葬鎌」を頭から受けて自身の精神が肉体から別の亜空間へと飛ばされ、しばらくして肉体の生命活動も停止した。その後は精神だけの存在になって何の因果か「黒の神」が封印されている異次元に到達、そこでアルマトラン時代に死んで「黒の神」の黒ルフに還っていった魔導士であるワヒード・セッタ・テスと出会い、彼らから「黒の神」にダビデの人格が宿ったことでシンドバッドの黒ルフと共鳴して異変を起こしていることと聖宮の鍵となるアラジンを狙っていることを聞き、それを止めるために彼らを説得して「世界の壁を越える大魔法」を体感にして100年近い時間（実際は1～2日）をかけて習得する。彼らから角がある小さな埴輪のような人形の肉体 を与えられ、見送る彼らに死者のルフが離ればなれになったままの状態を変えることを誓って旅立つ。自分達の世界にいる原始竜を探すよう助言されて暗黒大陸の南端へと飛ばされ、同じく飛ばされたジュダルと共に原始竜に接触し、暗黒大陸からの脱出を図る。
最終章にて3年の時を経て帰還。ユナンが保管していた自身の肉体に戻り蘇生するが、長期間仮死状態で体力が落ちていた上に身体感覚もズレており、目覚めてしばらくしてからはユナンの指導の元リハビリに励み、回復した後は失踪したアラジン達を探すために旅立った。あまりに変化した世界に驚きながらもパルテビアを訪れ一度シンドバッドの様子を探った後、衰退した煌帝国に向かい困難に直面する友人の紅玉を心配して協力を申し出る。シンドバッドを強引に説得した功績が認められて煌帝国宰相に抜擢され、外交官のような立場で諸外国を巡り国の再建に関わっていく。その後帰還してきたアラジン達と再会、モルジアナにプロポーズして婚約を果たした。ところがシンドバッドによってアラジンや一度死んだことで世界の規格から外れた自分以外の世界中のルフを書き換えられ、モルジアナにルフに還りたいと言われて激しく動揺し、世界中の人々の心の自由を取り戻すためにシンドバッドと戦う決意を固め、アモンの金属器を取り戻して聖宮に乗り込む。そして第四の迷宮である狂気と冥暗の試練「フルフル」でシンドバッドもまた大義名分に縛り付けられたままだという事実を突きつけると同時に、アラジンが提示する「聖宮を破壊してルフの横の壁だけを破壊する」のでもシンドバットが掲げる「世界中の人々をルフに帰すことで世界の縦の壁だけを破壊する」のでもない、「縦と横の全ての壁を壊す」という新たな案を提示する。「世界をルフに還す魔法」が始動すると外の世界へ帰還、「大峡谷」に近いエリオハプト王国へ向かう。王国軍を率いるシャルルカンと対峙し、彼を剣術で退け世界をルフに還させないと誓って説得。次いで国際同盟から派遣される煌帝国軍とレーム帝国軍を止めるために死力を尽くし、駆けつけた紅炎と共にせり上がった大峡谷に立ち向かう。シンドバッドから14人の金属器使いから力の譲渡を受け、大きな力を持った唯一の王になるよう提案されたが、自分のやりたいことぐらい自分で決めるべきだと拒否して仲間を鼓舞し、誰もが活躍できる可能性を秘めた新しい世界を作るため、「迷宮の塔」の破壊を行った。金属器使いとしての力を失った後も世界の復興で精力的に活動を続け、モルジアナとも結婚、新世界の地質調査と世界地図の作製に向け商会に暗黒大陸調査部署を新設する。
外伝にも登場。当時はスラムに暮らす5歳の子供で、ラシッドの謁見を後にしたシンドバッド達を見かけている。
名前の由来は『アリババと40人の盗賊』のアリババから。
アモン
声 - 柴田秀勝
第7迷宮の主。礼節と厳格の精霊。
髭を蓄えた筋骨隆々で威圧感のある老人の姿をしている。アリババが「ザガン」の攻略に向かうと「ワシの何が不満だというんじゃい」と言ってやる気をなくすなど見かけによらず嫉妬深い一面もある。当初は軽薄そうな印象のアリババをあまり快く思っていなかったが、現在はアリババの人を思いやる優しい心を王の器として認め、彼のために力を尽くす覚悟でいる。アルマトラン時は仙老族を束ねる長で、ザガンとは同じ絶縁結界で暮らした師弟関係にあったらしい。炎を操る能力を持つ。金属器はアリババのナイフ→バルバッドの宝剣。
自分の所まで辿り着いたアラジンとアリババを迷宮完全攻略者と認めた後、アリババのナイフへとその身を宿す。しかし、ジュダルと黒いジンとの戦いの最中、金属器であるナイフの刀身を破壊され機能を失う。その後、シンドバッドがバルバッドの宝剣をアリババに託し、修行を重ねて宝剣がアリババの身に馴染んだ瞬間その宝剣に再びその身を宿した。最終章ではアリババが仮死状態でいる間に国際同盟の管理下に置かれ彼の手から離れていたが、聖宮突入時に奪取された。
魔装では、髪が伸びて太陽のような鮮やかな色になり、腕を覆ったオレンジ色の鎧と緩やかな生地で出来た白い衣を身につけて足に炎を纏い光背状の炎を背負った姿になる。体表の温度は約1500度もあるらしい。通常攻撃の炎は射程がそれほど長くないのが弱点。
- 炎の壁（アモール・ベルカ）

金属器の使い方をよく知らなかった霧の団時代に編み出した技。ナイフから発生させた巨大な炎で壁を形成する。逃走に用いていた。通常時では単に炎を放つだけの技であるため金属器の本来の使い方とは程遠いが、全身魔装で放てば森を焼き払うほどの威力になる。
- アモンの剣（アモール・サイカ）

武器化魔装。高熱によってどんなものでも溶解して切り裂く防御不能の漆黒の大剣。大型の敵相手には有効だが、アリババの身の丈に合わない大きさで具現化したことで得意の王宮剣術を最大限に駆使できず、その上魔力消費も激しいという欠点がある。
- アモンの宝剣（アモンのほうけん）

「アモンの剣」を自らの魔力で抑え込み、元のバルバッドの宝剣の形まで収束させた状態。これにより、王宮剣術の腕前を十分に発揮できるようになった。
- アモンの轟炎剣（アモール・ゼルサイカ）

全身魔装の状態で、「アモンの宝剣」から巨大な炎の剣を作り出して剣技を振るう。刺突の一撃で黒いジンを複数体焼き尽くすほどの威力を誇る。
- 炎宰相の裂斬剣（アモール・アルバドールサイカ）

極大魔法。業火を剣先まで召した大剣を携えた炎の巨人を上空に出現させ、その大剣を振り下ろして強烈な炎の斬撃を繰り出す。白龍との戦いでは2つの炎で退路を断ち、炎を巨大な鳥の形にして相手に加速・突撃する使い方をしている。
モルジアナ
声 - 戸松遥
本作のヒロイン。アリババの眷族。狩猟民族・ファナリス出身。
左側にサイドポニーにした長い赤髪を持つ少女。整った顔立ちをしているものの当初は無表情で無愛想だったが、奴隷身分から解放されてからは表情が少しずつ豊かになってきている。誰に対しても敬語を使う。気丈で優しく、よく気が利くがアドリブが苦手。苛立つと地団太を踏んで地面を大きくへこませる癖がある。アリババが他の女性を口説いているのを見てむくれたり、アリババに彼女ができたという話（アリババの見栄から出た嘘）を聞いた時は一晩中眠れなくなるなど、ただの恩人以上に意識している面も見られるが、後述の通り幼少期から長い間奴隷として生きてきたため恋愛感情をよく理解できない。しかし、白龍との戦いでアリババが消えて初めて自身が彼に恋していたことを理解した。アラジンからは「モルさん」と呼ばれる。料理が苦手。14歳→15歳→16歳→19歳。身長145cm→148cm→150cm→151cmで体重51kg（体脂肪率5%）。趣味は筋トレ。好きな食べ物は魚全般で嫌いな食べ物はとうもろこし。好きなタイプは「よくわかりません」（本人談）で嫌いなタイプは奴隷使い。
遠距離からでも瞬時に相手に接近し垂直な壁さえ駆け上ることが可能な強靭な脚力に加え、落とし穴の底から漂う死臭や見えない場所に隠れている者の体臭さえ嗅ぎ分ける犬並みに鋭い嗅覚を備えている。脚力には劣るものの腕力も相当なもので複数の人を抱えて高速で移動し、アリババ位の人間なら軽々と投げ飛ばせる。咆哮で凶暴な暗黒大陸の猛獣や迷宮生物達を恐れ慄かせ、視覚の使えない暗闇では咆哮をソナー代わりに使ったこともある。気配察知にも優れているらしく、シンドリアの森の中でマスルールと修行の最中であっても彼と同じく遠くの王宮にシンドバッドが帰還したことに気が付くほど。アモンには強い生命力の持ち主として評価されているが、体内の魔力が少ないため眷属器で大技を使うと魔力の使い過ぎで自力で回復できないほどに衰弱する。また、海で泳いだことがないため泳げない。暗黒大陸で出会ったトランの民からトラン語を学び、簡単な会話程度ならトラン語ができるようになった。暗黒大陸での修業後はアルマトラン最強の剣士であるアルバをまるで寄せ付けないほどの速さを身につけている。
元はジャミルの奴隷。アリババによって奴隷の身から解放された後は恩人であるゴルタスの言葉を胸に、故郷カタルゴへの帰郷を志す。カタルゴへと向かう船が出るためバルバッドを目指し、バルバッドを通るライラとサアサの商隊に加わり商隊旅を始める。バルバッド入りを妨げていた採掘砦の盗賊団を壊滅させようと潜入し、再び奴隷にされかけたがゴルタスのルフに励まされ危機を脱出。解放されてしばらくの間は幼少時より植え付けられたトラウマで悩まされていたが、これを機に克服している。その際に砦で捕らえられていたアラジンと再会し、後にバルバッドではアリババと合流する。
戦いの後はアラジン・アリババと共にシンドリアに身を寄せる。そこでアル・サーメンの話を聞き、故郷へ向かうよりもアラジン達と戦うことを選び、同郷であるマスルールを師匠とし格闘の稽古を積む。また、魔法を使う敵との戦いではあまり役に立てていなかったことを気にしており、シンドバッドから眷属器を持つことを提案され、眷属器を使ってアラジン達の「羽」になることを決意する。白龍の励ましがきっかけで再び暗黒大陸へと向かう決意を固める。そして「ザガン」攻略中にアリババの眷族として目覚めた。
大聖母を討伐した後、天山高原へ向かう白龍から告白されるが、気持ちの整理がつかず断っている。その後、故郷カタルゴに辿り着くもファナリスはおらず、探索のために降りた大峡谷の谷底でユナンと出会う。ユナンに眷属器の効率的な使い方を学びながら七海連合の国々を回って協力を取り付け、「黒の神」と交戦するアリババの下へと駆けつけた。依り代を倒した後にファナリス兵団と出会い、目が輝き左に編んでいた髪がブルンブルン回るほど喜んでいた。
白龍達との戦いでアリババが消えた後、彼の精神がどこに飛ばされたかの手掛かりを得るため眷属器で肉体への負担を酷使してでも再びユナンの元へ向かうが何も得られず、ユナンの力でバルバッドへ戻るとアリババはもう手遅れの状態になってしまっていた。白龍の復讐心を理解していながら止められなかったことを深く後悔しており、今度は間違わないようにと彼を見張るためにアラジンと共に煌帝国に留まっていたが、アルバの襲撃を受けて鬼倭王国に亡命、魔法で人間体を保ちながら暗黒大陸でファナリス達と戦闘訓練を積んでいた。再会したアリババからのプロポーズを受け婚約者になる。ルフの書き換えを受けて行動を起こせないことに悔しさを滲ませるも、聖宮の内部には同行できなかった。聖宮の消滅後はルフの書き換えがなくなり、「アガレスの塔」と「ザガンの塔」を破壊してアリババに合流、世界中の「迷宮の塔」破壊に尽力した。一連の事件からしばらくして、煌帝国洛昌城下町にてアリババと結婚式を挙げた。
名前の由来は『アリババと40人の盗賊』に登場するアリババに仕える女奴隷のモルジアナから。イメージモデルはうさぎ。
- 炎翼鉄鎖（アモール・セルセイラ）

アモンの眷属器。その身に馴染んだ金属として奴隷時代に身に着けていた「大切な人々の恩義の積もった誇らしい品」である足枷をシンドリアの金工職人に加工してもらったもの。暗黒大陸で太陽の象徴として信仰されている「火の鳥」の模様が刻まれている。当初は蹴りに邪魔であるため鎖付きの腕飾りとしていたが、ユナンに教えを受けた後は足に付けている。
長く伸ばした鎖を腕のように操って周囲の壁に突き刺し、反動を使って空中を移動することができる。さらに、敵に鎖を絡み付かせ高熱を発して焼き尽くす攻撃もできるが、この技は魔力を大量消費する上にモルジアナは元々魔力が少なく、使用すると魔力回復が追いつかない程に衰弱するために乱発はできない。足に身に付けた後は鎖を巨大な足状にして炎を纏った蹴りを放つようになった。炎を鎖の周囲に留め、熱で気流を操ることで飛行も可能。
白龍との戦いの後、一時期アリババの生命活動が停止したことでその機能を失った。

## シンドリア王国
シンドバッド
声 - 小野大輔、高本めぐみ（幼少）
シンドリア王国初代国王→シンドリア商会会長。七海連合の長→国際同盟理事長。
縛った紫色の長髪と太眉が特徴の男性。頭にターバンを巻き、大きなリング状の耳飾りを付けている。14歳の時に第1迷宮「バアル」を攻略し、以来七つの海と迷宮を制覇して七体のジンの主となった「伝説の複数迷宮攻略者」。同時に現在世界で3人しかいない複数の金属器を所有する者でもあり、「七海の覇王」の異名を持つ。愛称はシン。29歳→30歳→31歳→34歳。身長183cmで体重83kg。趣味は冒険。好きな食べ物は魚全般で嫌いな食べ物は油っぽい食べ物。好きなタイプは全ての女性で嫌いなタイプはジュダル。
名君として、八人将をはじめ臣下には心から尊敬されており、基本的に兄貴肌で面倒見が良く厳しい性格。ただし、国王ながらいい加減で間の抜けた一面も併せ持ち、酒癖・女癖の悪さが災いし失態を犯すことが多いため、その点においては幾度となく騒動に巻き込まれ、失態に付き合わされてきた八人将からは全く信用されていない。寝ている間に服を全部脱いだり、寝惚けると間違って髪の左側だけ（酷い時には眉毛ごと）剃り落とすなどの癖がある。女性に絶大な人気を誇り、旅先でも多くの現地妻を持つ程女遊びは好きだが、国のために私心を砕いており生涯結婚をするつもりはないと決めている。また、力を得すぎたために自分でも望まないものに変わってしまったことを自覚している。元は貧民の生まれであったことからかつては自身の血統に関してコンプレックスを持っており、王族の身分を捨てる決意をしたアリババに対して羨望のような感情を抱いている。
七体のジンを従えていることからもうかがえるように、超人的な魔力を秘めている。さらに、金属器の力とは別に自分の魔力を操作し、他者の魔力攻撃を相殺して無効化する魔力操作も身につけている。魔法使いではないためルフを見ることはできないにも拘らず、ルフの存在を感覚的に知覚することができる。現在のシンドリア以前に建国した自分の国がパルテビアとの戦争で壊滅的な打撃を受けた際に死亡した国民の黒いルフを体内に取り込んでおり、その結果半分「堕転」している。そのため白ルフと黒ルフの両方を使用することができ、黒ルフによる呪いの効果も無く（シンドリアから逃亡したイスナーンと対峙した際、「既に呪われた身」と自称している）、その影響でアルマトランの「黒の神」=ダビデとも繋がっていた。
先天的に「運命」を認識できる能力を持つ「特異点」であり、自分自身の手で世界を変えたいという強い欲求を持っている。その真の目的は恒久的な世界平和を実現することで、幼少期から戦乱で何人もの大切な人々を失ってきた経験に起因している。運命を知る自分以上に優れた「王の器」は存在しないという傲慢な考えも持ち、自分が手綱を取り世界を統一するという野望を抱いている。シンドリア建国以前からアル・サーメンと戦ってきた人物でもあり、彼らにとっての警戒対象で「第一級特異点」と呼ばれる。同時にシンドバッド自身もアル・サーメンを警戒し続けており、「世界の異変」にも気付いていた。
バルバッドの前国王・ラシッドとは親交があり、貿易業を教わった他バルバッドの宝剣を授かっていた（後にアリババに託している）。船舶貿易の再開についての交渉のためにジャーファル・マスルールと共にバルバッドへ赴き、その途中でアラジン達と出会う。来たるべき戦いに備えて力を蓄えており、その一環でアラジン達だけでなく対立関係にある煌帝国の皇族である白龍や紅玉も味方につけようとし、その目的で多少なりとも冷徹で汚い手段を使っている。
アラジンがマグノシュタットに旅立つ頃にレーム帝国と同盟を結ぼうと働きかけていた。その後ユナンとモルジアナの呼びかけに応じ、七海連合と共にマグノシュタットに駆けつける。煌帝国との会談ではヤンバラと共に紅炎達を待ち、会談終了後アル・サーメンと手を切ることを条件に手を結ぶことを紅炎に提案したが、ジュダルの出現と共に玉艶が謀殺された報告を聞き、内戦になったことで紅炎とバルバッドに協力することを決める。しかし、華安平原の戦いの20日前に白龍と連絡を取りジュダルがいなくなったことを知ると、彼が次の皇帝になるために七海連合総出で手を貸す。白龍が玉艶を倒したことでアル・サーメンが弱体化し、今まで困難だった煌帝国の諜報活動が容易になり紅炎達に気取られぬまま内戦に介入、エリオハプト・アルテミュラの大艦隊を率いて紅炎がいるバルバッドに向かった。終戦後は玉艶（アルバ）に憑依された白瑛と手を結ぶ。
最終章ではシンドリア国王の地位をドラコーンに譲ってシンドリア商会会長の地位に戻り、ダビデの知識を利用して世界を発展させる。同時にソロモンが作った古い決まり事から出るためにアラジンが持つ聖宮の力を求めて彼の行方を捜しており、アルマトランの真実を知ったことでルフシステムの根本を書き換え、自分という優れた指導者が信じたことを遂行させるべく世界の仕組みそのものを操り永久に幸せな世界を作ろうと画策する。本社に来たアリババが生きていたことを知って驚きながらも自分がダビデと繋がっていることを告白した。アラジンが複数の金属器使いに相当する実力を持つアルバを一蹴したことを知ると自身の敗北を宣言する。しかしアラジンが語る「運命は人々の希望の束である」という考えには納得できておらず、次々と自分が見てきた「運命」から外れたことが起きることに焦りを感じ始める。アルバから金属器を利用した聖宮に赴く方法を聞かされた後、ジャーファルの叱責を受けたことが切っ掛けで自分やアラジン達との間に差はないことを認めた上で「強欲なただの一人の人間」として自分の願いを叶えるために人の肉体を捨てて聖宮に乗り込む。魔装を駆使して突き進みながらもウーゴくんの圧倒的な力に叩きのめされ、一度は体が消失して自らの白ルフがルフの「大いなる流れ」に帰されるが、自分の七体のジンがルフを引き留めダビデがそれを引き上げることで復活し、ウーゴくんから聖宮の番人の座を奪うことに成功する。大切な物を守るために変革を諦め諍いを起こす、という人間の本質を悲観していたことから手始めに世界中の人間のルフを書き換えて思想を統一し、煌帝国・レーム・鬼倭王国を国際同盟に戻した。この世界の人類が上位世界の神の奴隷として搾取される現状を打破しより良い世界を勝ち取るために全てをルフに還ろうと世界中に宣言し、世界中から賞賛を受ける。しかしアラジン・アリババ・白龍・ジュダル・白瑛・ネルヴァがルフの書き換えからこぼれ落ちていることを知り、「自分が神にふさわしいのか」という唯一の心残りを解消するため聖宮でアラジン・アリババ・白龍・ジュダルに自分が攻略した七つの迷宮に基づく試練を与え対決する。しかし「フルフル」で対峙したアリババから自分が考えもしなかった意見を提示され、新たな方策を模索しようとする。アリババによって軍国主義的な固定観念から引きずり出され、「特異点」も自分が今まで見下してきた人間と変わらないということに気付き、「世界をルフに還す魔法」を一旦停止させる。その直後、ダビデに寝首をかかれて聖宮のシステムを奪われたが、7人のジンの力で復活、「聖宮の魔法」を止めるために魔法道具の限界による聖宮の消滅を目的とし、分身体と「神の順序を入れ替える魔法」による聖宮の主導権争いを繰り広げる。そして自身の死を覚悟の上で、「自分が本当に望むことは何かを、考え続けなければならない」と唯一の正しい道を世界から消し去り、自由で過酷な道を人々に課すことを決断した。その後、アラジンのソロモンの知恵で魔法を一時的に停止させ、ルフの色分けが無くなり「堕転」という形で排除される仕組みがなくなり戦争が増えることを危惧して、15人の金属器使いの力を一人に束ねて「迷宮の塔」を異次元に封印すべきだと主張し、混乱を収める大きな力を持ったその一人を次元を行き来する手段を持つアリババにするよう提案するが、当のアリババから拒否されたため彼の意思を尊重することにした。最期はダビデからアラジンを庇い、アリババへ「必ず戻ってくる」と約束して聖宮の消滅に伴って消えていった。
外伝では主人公として描かれる。14歳当時の身長は156cm。14歳→15歳→16歳→17歳→18歳。パルテビア帝国の漁村・ティソン村に生まれ、生後間もない頃から正しい運命を選ぶ力を持っていた。5歳の頃に父・バドルを戦争で失い母・エスラも病で倒れたため、エスラを支えるために護衛や荷運びなどの仕事をしていた。国民を見捨てるパルテビアに不信感を抱いており、14歳の頃にユナンに誘われ世界を変える「王の力」を手にするために第1迷宮「バアル」の攻略に挑み、ドラコーンと共に宝物庫まで辿り着きバアルの前での決闘の末勝利し、「バアル」を攻略する。迷宮脱出後、パルテビアの軍に包囲されるも現れたユナンの助言により初めてバアルの力を発動させ軍を撃退しティソン村に戻るが、エスラの死に立ち会うことになる。その後、コンタスティア港を包囲していた軍を退け旅立つも、飢えと衰弱で漂流していた所でまだ名前がなかった頃のヒナホホと出会い、彼を通じてイムチャック族の社会を知る。迷宮攻略に向かったヒナホホを追って第6迷宮「ブァレフォール」に挑み、世界中の人と国を繋げる新しい「国」を作る構想を掲げてジャーファルらを仲間にし、「ブァレフォール」を攻略。その後、ラメトトとの交渉でイムチャックとの独占交易権とイムチャック製の貨物船を手にし、元シャム＝ラシュの3人とヒナホホ夫妻とで建国資金を作るために貿易商船団「シンドリア商会」を立ち上げる。最初の交易地として訪れたレームでラシッドと出会い、慣れない商売に苦戦しながらも迷宮攻略者である自身の経験を「語り部」とすることで金を貯え商会を設立、ラシッドの勧めで劇場公演を行い財を成す。その後、ササンとアルテミュラそれぞれの王と同盟を結ぶことに成功するが、商会の活動が順調な様子を見て次第に「自分は運命に導かれた特別な人間」という傲慢な考えに取りつかれ、マリアデル商会の当主マーデルの謀略で奴隷の身に堕とされる。折檻や拷問を受け続け精神と肉体をすり減らしていたが、マスルールの誇り高い姿を見て気力を取り戻し、内部からの工作でマリアデル商会を崩壊させる。自身の目的のために奴隷の子供達を利用したことに罪悪感を感じるが、ジャーファルに叱咤されて再起し生き残った者達を商会に受け入れた。バルバッドにてラシッドに協力の礼を述べた際、建国時に必要となる国土について暗黒大陸の未開の地を紹介されエリオハプトに渡り、そこで現王派と先王派の争いを解決するため第16迷宮「ゼパル」に挑むも、ゼパルの試練でセレンディーネと議論した末に「王族の血を引いていない自分は独裁者にはなれても王にはなれない」という意見を告げられ反論できないまま敗北する。暗黒大陸にあるトランの村から奴隷の話を聞いてカタルゴに戻った後、現れたジュダルからパルテビアで国民の「粛清」が起きていることを知り、ラシッドが外交に行く際の護衛として随伴する形でパルテビアに帰郷し、そこでバルバロッサと対面する。同じ優秀なパルテビア人として友人になろうと持ち掛けられてきたバルバロッサを利用することを考え、国土を自分に売買することを提案しシンドリア商会を活かせる商業国家を誘致する島を手に入れることに成功する。しかし、そこにあった軍の研究施設で「粛清」の被害に遭ったティソン村などの住民達の成れの果てを目の当たりにし、助けを求められるも苦悩の末建国のためにこれを黙認する。その後、かつて「ブァレフォール」で相まみえたファーランから自分が「運命」から世界を解放する「特異点」であると語られ、同時にナイフの形をした闇の金属器を託されるが放棄した。その1年後、遂にシンドリア王国を立ち上げ建国式典を迎えるに至るが、1年前の手合わせで脳に仕込まれていたゼパルの効果でセレンディーネに操られ、逆賊バルバロッサの打倒と、新生パルテビア帝国の建国を宣言、バルバロッサに向けて「雷光剣」を撃たされてしまう。なし崩しでセレンディーネの革命に協力せざるを得なくなり、自国民を守るためにバルバロッサの討伐に向かうが、ジュダルの裏切りで金属器を破壊されてしまう。「運命」に後押しされるようにバルバロッサを追い詰めていくが、アル・サーメンの介入によって戦場から隔離され、帰還した頃には国民の大多数が虐殺され、八人将の3名が死亡、セレンディーネは人間の姿も自我も失った「暗黒点」と化すという状況となっていた。暗黒点を介して「特異点」であるダビデと繋がり、彼に身体を操られてファーランを撃破。意識を取り戻すと、セレンディーネをはじめとする犠牲者達の黒いルフが己に宿っていることを知り、彼女達の悲願を果たすために託された「ゼパル」の力も借りて行動を続けることを決意する。その後1年間で変質した体内のルフを制御するため、ヤンバラの下で魔力操作の修行を行い、修行に協力したヤムライハを連れて商会へ帰還する。バルバロッサとの因縁に決着を付けると、後見人としてセイランを擁立して新皇帝へ即位させ、南海の孤島を開拓して新しいシンドリア王国を建国。七海連合の下、世界の調和のために国際的軍事同盟を結ぶ。その後は、「フルフル」「フォカロル」「ヴェパール」「クローセル」を次々攻略するが、次に向かった「ザガン」に迷宮への侵入を拒絶されたため、かつて暗黒大陸で出会ったトランの民を迷宮が出現した島に招き監視を任せた。数年後、バルバッドの異変を感じ取り、直接相手国へ向かったところで外伝は幕を閉じ、本編へと繋がっていく。
名前の由来は『船乗りシンドバードの物語』から。
バアル
声 - 東地宏樹
第1迷宮の主。憤怒と英傑の精霊。
2本の角と翼や尾を持つ、不機嫌そうな顔をした竜人のような姿をしている。威厳のある風格だが、迷宮内にいた頃から特に何もすることもなく退屈な日々を送っており、バドルの形見の剣に宿ってもそれは変わらず、中で快適に暮らすためにちゃぶ台やタンスを作る始末だった。雷を操る能力を持つ。金属器はバドルの形見の剣→シンドバッドの剣。
自身の元へ辿り着いたシンドバッドとドラコーンの決闘を見届け、それに勝利した14歳時のシンドバッドとジンの中で最初に契約した。「堕転」したジャーファルをシンドバッドが救い出す際には彼に助言している。
魔装では、剣は柄鍔に竜の手が巻きついたような意匠がある両刃の直剣になり、身につけた装飾品は3連の首飾りになって稲妻のような2本の角と龍の尾が生え全身が青い鱗に覆われた姿になる。
- 雷光（バララーク）

外伝で使用。剣から比較的小規模の雷撃を放つ。しかし、全身魔装の状態では段違いの威力を誇る。
- 雷光剣（バララーク・サイカ）

全身魔装の状態で、武器化魔装による直剣に雷を取り込み、小島を覆い尽くすほどの巨大な落雷を放つ。極大魔法ではないものの「銀行屋」を圧倒的な力で粉砕したり、依り代を吹き飛ばす程の強力な魔法。
- 雷光滅剣（バララーク・インケラード・サイカ）

極大魔法。「雷光剣」よりも何倍にも威力を増大させた巨大な落雷を放ち、射程範囲内の全てのものを粉砕する。
ブァレフォール
声 - 山口勝平
第6迷宮の主。虚偽と信望の精霊。
6つの目を持つ狼の姿をしている。かなりマイペースな性格でフランクな口調。迷宮挑戦者が全員宝物庫に揃うまで待つなど公平性を重んじ、暴力を嫌う。アル・サーメンを毛嫌いしており、ファーランの分身体を問答無用で破壊し彼女が生み出した魔獣を倒すために契約前にも拘らずシンドバッド達に協力した。また、バアルのことも「堅物」と称し快く思っておらず、自分を猫扱い する彼を苦手としている。物質の動きを操り移動を制御する「停滞」の能力を持ち、周囲の物を凍らせたり低体温によって相手を呼吸困難にすることができる。金属器は迷宮内にあったルビーの付いた首飾り→シンドバッドの金の首飾り。
自身の元へ辿り着いたシンドバッド達に最後の試練として自身の分身であるミニフォールを捕まえることを示した。ファーランが生み出した魔獣を倒した後、ジャーファル達から満場一致の推薦を受けた15歳時のシンドバッドとジンの中で2番目に契約した。
魔装では、首飾りは小さな鐘になり、両掌に目が開き髪の色が紫からピンク色の長髪になって大きなリング状の耳飾りを付けた獣耳と複数の大きな尻尾を生やした姿になる。「停滞」の能力を人間にかけることができ、相手の肉体・思考を気付かせないまま鈍化させることが可能。ただし、それ故魔装は非常に脆く、使用の際は慎重にならなければならない。
- 氷獣咆哮波（ガルフォル・ザイール）

外伝で使用。全身魔装の状態で、掌の目で空気中の水の動きを停止・固化させ多数の氷柱を作り、一斉に発射する。
- 氷獣結晶陣（ガルフォル・キレスタール）

外伝で使用。全身魔装の状態で、掌の目で相手を大きな氷の中に閉じ込める。
ゼパル
第16迷宮の主。精神と傀儡の精霊。
頭に複数本の角、背中に悪魔のような翼が生えた子供の姿をしており、餓鬼のように膨らんだ腹と羊のような足を持つ。かつてはセレンディーネの契約精霊で、彼女の命を犠牲にしてそのルフと同化することでシンドバッドが3番目に契約した。対象者の精神に特殊な音波で干渉し、自身のルフを頭に中にねじ込み住みつかせて、少しの間その者を操る能力を持つ（しかし、ルフは同時に住みつかせられるのは3人までで、これを使い世界から情報を集めている）。金属器はセレンディーネのサーベル→シンドバッドが右手の中指に嵌めている指輪。
迷宮を破壊して宝物庫へたどり着こうとしたシンドバッド達をゴールまで招く。シンドバッドが王の器であることを認めながらも、アルマトランで部下の反乱によって王が死に国が滅んだのを目にしたことから彼に従う者達の力を測るため試練を課す。しかし彼らが全力の殺し合いに反感を持ち自身に抗ったため選定を取りやめようとしたが、新たな王の器として立候補したセレンディーネの言葉に耳を貸し、試練としてシンドバッドとセレンディーネに議論させることを決めその勝者となったセレンディーネを王の器として認め契約した。
魔装では、指輪は大声を出す口になり、ジンと同様腹が膨れ体が小さくなって角と尾を生やした悪魔のような姿になる。町全体に届くほどの大声で精神に直接語りかけて眠らせることができるが、攻撃範囲が広い反面、技が大味となり上手く制御できない。外伝では最初に契約したセレンディーネが魔装した際に周囲の空気を振動させ触れるものを粉々にする技を使用していた。
フルフル
第34迷宮の主。狂喜と冥闇の精霊。
一対の特徴的な長い角とヒレが付いた悪魔のような矢印状の尻尾を生やした青年の姿をしている。2番目のシンドリア王国を建国した直後、21歳時のシンドバッドが4番目に契約した。金属器はシンドバッドの銀の首飾り。
魔装では、銀の首飾りはヒレと腕輪が付いた両手になり、ジンと同様一対の角と尻尾を生やし腕と尻尾にヒレが付いて大きな羽衣を纏った姿になる。詳細は不明だが、両手や発生させた八芳星から強力な光弾を連射できる。
フォカロル
第41迷宮の主。支配と服従の精霊。
かなり男前で黒い羽のような長髪の男性の姿をしている。アルマトラン時は多数の女性からモテていた。シンドバッドが5番目に契約した。風を操る能力を持つ。金属器はシンドバッドが右腕につけている銀の腕輪。
魔装では、銀の腕輪は漆黒の羽毛に包まれた両手になり、羽衣を纏って髪や足も漆黒の羽毛となった姿になる。
- 風裂斬（フォラーズゾーラ）

全身魔装の状態で、両手から生み出した2つの巨大な竜巻を相手に放つ。岩山を丸ごと削り取るほどの威力を持つ。
ヴェパール
第42迷宮の主。
葉のような2本の触角と蝶のような翅を生やし、下半身が鱗状になった露出度の高い長髪の女性の姿をしている。24歳時のシンドバッドが6番目に契約した。金属器はシンドバッドが右手の人差し指に嵌めている指輪。
魔装では、王冠を被ったウロボロスのような刃が生えた巨大な蛇と竜状の羽衣に加え髑髏が連なった首飾りを身に付け、ジンと同様蝶のような3対の翅を頭に生やした水色の肌を持つ人魚の姿になる。詳細は不明だが、斬撃を操る能力を持つ。
- 千剣時雨（ヴェパール・イステラーハ）

全身魔装の状態で、上空から無数の斬撃を雨のように降らせ広範囲の相手を切り刻む。
クローセル
第49迷宮の主。
背中に太陽のような多数の球体を浮かし、虎を思わせる耳や体毛を持つ顎が尖った4つ目の男の姿をしている。25歳時のシンドバッドが7番目に契約し、7つもの迷宮を攻略したシンドバッドに「もう十分だろ」と告げている。金属器はシンドバッドの左の腕輪。
魔装では、湾曲した片刃の長剣を持ち、ジンと同様太陽のような多数の球体と大きな羽衣を身に付け髪の色が紫から獣の二本脚を生やしたオレンジ色の長髪になって半人半獣のケンタウロスの姿になる。
ドラコーン
シンドリア王国第二代国王。詳細は八人将を参照。
サヘル
ドラコーンの妻。詳細はパルテビア帝国を参照。

### 八人将
シンドリア王国内で最強の八人の戦士で、その内の七人はシンドバッドの眷族。有事には先頭に立って戦い、シンドリアの守護神として国民の人気が高い。その下には八人将に次ぐ強さと特殊な戦闘能力を持つ直属の戦闘部隊がいる。八人将の内、ヤムライハ・シャルルカン・ピスティ・スパルトスは同盟国からの食客である。また、ドラコーン、ヒナホホ、ジャーファルの3名は既に半分眷族と同化している。
最終章では食客達は自国へ戻って国家元首に就任している。
ジャーファル
声 - 櫻井孝宏
八人将の一人。シンドリア王国政務官→シンドリア商会会長室室長。元暗殺者。
年の割に童顔であり、白い肌とそばかすが特徴。普段から袖余りの官服を着ているため、私服は14歳の時にシンドバッドから貰った一着（もう小さくて着られない）だけしか持っていない。暗殺組織の出身で、出会った当初はシンドバッドに差し向けられた刺客であったが、今ではシンドバッドに対し高い忠誠心を持ち、彼を侮辱した人間には我を忘れて殺意を向けるほど。だが、一方でシンドバッドの奔放ともいえる行動に頭を抱えたり、時には卒倒しそうになったりと気苦労が絶えない。王であるシンドバッドがたとえどんな道を進もうと付き従うことを明言しているが、一方でシンドバッドの目的のための手段として利用されている者（紅玉など）に対して少なからず心を痛めているような節も窺える。普段は穏やかな性格だが、怒りっぽい所がある。また、子供に対しては甘やかす傾向にある。25歳→26歳→27歳→30歳。身長172cmで体重65kg。趣味は仕事で、仕事が切れると蕁麻疹が出る。好きな食べ物はコーヒーで嫌いな食べ物は酒。好きなタイプはシンドリアに貢献してくれる女性で嫌いなタイプは忠誠心のない従者。
特殊な暗殺術の名手で、眷属器である2本の縄鏢を武器に使い相手を縛って捕まえることもできる。それを基本スタイルとして明晰な頭脳と巧みな戦術で戦う。また、わずかな霧の色や匂いにも気付くなど、研ぎ澄まされた非常に敏感な感覚の持ち主。外伝では蛇を食用に捌いたりとサバイバルに強い一面も覗かせている他、特殊な孔を突き自分の意思で一時的に仮死状態となる技も使っている。
バルバッドへ赴くシンドバッドにマスルールと共に同行している。アラジン達をシンドリアに招いた際には、友人を失った彼らを励まそうと御馳走してアラジン・アリババの2人を激太りさせた。夏黄文は上述の嫌いなタイプに当てはまるため、彼が紅玉を利用してシンドバッドを陥れようとした計画が露呈した後に夏黄文に唾を吐くほど敵意を露わにしていた。
最終章では八人将で唯一シンドバッドの元に残り、シンドリア商会の会長室室長を務めている。本社に来たアリババが生きていたことに驚きながらもシンドバッドのスケジュールを調節して彼への面会を通した。煌帝国と鬼倭王国が国際同盟から離脱を表明した後、シンドバッドにそれを阻止するよう進言するが、遠い未来までも守るために聖宮に行こうとするシンドバッドに対し、築いたものを後の世代に任せることに怯える弱い男だと指摘した上で暗殺者時代の口調に戻って「王の器としての自分の限界から目を背けるな」と叱責した。一連の事件後も聖宮と共に消滅したシンドバッドの帰還を信じて待ち続けている。
外伝にも登場。11歳→12歳→13歳。当時は11歳の子供ながらにパルテビアの暗殺集団・シャム＝ラシュの筆頭を務める。シャム＝ラシュの風習で同じ組織に属していた両親を殺しており、それが原因で「堕転」が進行していた。口汚く部下にもかなり高圧的で、礼儀正しい青年となっている現在からは想像のつかない性格をしている他、食事をよく噛まずに食べていたせいか成長が遅く、キキリクやマスルールといった年下の面々に身長を抜かれてストレスを感じることもあった。ドラコーン率いるシンドバッド追跡部隊に加えられ、イムチャックでシンドバッドの寝込みを襲うも敗走する。その後ドラコーンや部下達と共に「ブァレフォール」に挑む。ブァレフォールの最後の試練の後、ファーランの魔法道具により部下のヴィッテル・マハド共々魔獣にされるが、シンドバッド達によって救われる。同時に「堕転」からも解放され、シンドバッドの仲間になった。シンドバッドの部下となってからはルルムを師に読み書き計算や礼節を学ぶ。慣れない勉強に四苦八苦しながらもルルムの厳しくも愛情に満ちた教育を受け、次第に心を開いていく。後にルルムが産んだキキリクの子守りをすることになり、当初は邪険に扱っていたものの、レーム帝国のナーポリア近郊の森で剣闘場から逃げ出したマウレニアヒヒから「キキリクを守りたい」という気持ちによりシンドバッドの2番目の眷族として目覚めた。シンドバッドが奴隷としてマリアデル商会に捕えられた際には、ルルムの助言を受けラシッドの力を借りるためにレマーノに向かい、そこでシンドバッドを救うための一つのヒントを得、ルルムと共にマーデルを自分達が嵌められたのと同様の罠に嵌め、無事にシンドバッドの身柄を取り戻した。シンドバッドが起こした暴動の後、皮肉にもマーデルと同じやり方で奴隷達を操り犠牲者を出したことで半ば自暴自棄に陥ったシンドバッドに対しかつての口調に戻って叱責した。旧シンドリア王国建国時には八人将として認定される。式典失敗後の撤退戦では国民の避難を助けていたが、元上司のシャカに襲撃されて右腕を失い、苦肉の策で敵を押さえつけたヴィッテルやマハドごと眷属器の魔力で倒そうとする。止めを刺しきれず部下2人は落命するも、眷族同化を果たして失った右腕を再生させ、その力でシャカの首を切断して勝利する。
名前の由来はアッバース朝の宰相ヤフヤー・イブン＝ハーリドの次男・ジャアファルから。
- 双蛇鏢（バララーク・セイ）

バアルの眷属器。2本の縄鏢にそれぞれ蛇の形をした電撃を纏わせて攻撃する。鏢全体に電流が流れ、触れたもの全ての動きを封じ、電撃によるダメージを与える。
- 技

- 鏢操術（ひょうそうじゅつ）

シャム＝ラシュ式暗殺術技。外伝で使用。魔力操作で2本の縄鏢を自在に操り、相手を貫く。
マスルール
声 - 細谷佳正
八人将の一人。モルジアナと同じファナリス。
赤髪短髪の男性。普段からあまり話さず、無表情かつ無愛想。シンドバッドや先輩に対しては語尾に「〜っスね」と付けるなどの敬語を使う。小さい頃はレームで流行っている格闘競技の戦士である剣闘士（剣奴）だった。私室を与えられているが、頻繁にそこから抜け出す。よく先輩であるシャルルカンに絡まれるが、尊敬する人物の言うことしか聞かない（現在言うことを聞くと確定している人物はシンドバッドとジャーファル）。一方でシンドバッド一人が全てを背負い込んで事を決めるのには疑問を抱いている。20歳→21歳→22歳→25歳。身長195cmで体重105kg。趣味は昼寝。好きな食べ物は肉全般で嫌いな食べ物はなし。好きなタイプは胸がでかい女性で嫌いなタイプはうるさい人。子供が弱点。
ファナリス故に魔力量は少ないが、桁外れな身体能力を生かした肉弾戦を得意とする。また、剣闘士だった名残りで腰に大剣（外伝ではより巨大な大剣を武器にしていた）を差しているが、奴隷時代を思い出すので特別な時しか使わず、腕も当時より鈍っている。
バルバッドから自国に帰還した後はモルジアナの武術の師匠として彼女の指導を行っており、モルジアナが「ザガン」攻略後にアラジン達を襲ってきたアル・サーメンのズルムッドに殺されそうになった時には本気で怒り、彼を撃破した。モルジアナとはよく兄妹と間違われ、彼女から直接言われたことこそないものの本当の兄のように慕われており、後にモルジアナがアリババの眷族として思い悩んでいた時には眷族の役目は「どんなことになっても主の精神的な敵にならずに居られるか」と諭していた。
最終章ではシンドリア商会では自分の仕事がないと判断したこと、白瑛（アルバ）が側近となったことなどからシンドバッドの元を離れ、レーム帝国のファナリス兵団に身を寄せている。2人の妻を娶り、4児の父となっている。レーム帝国を訪れたアリババと再会し、ティトスの元へと連れて行った。
外伝にも登場。7歳→8歳。当時は7歳の幼い子供にしてマリアデル商会の奴隷だったが、ファナリスとしての誇りを持っていたことから心底からマーデルの「子供」にはなりきれておらず、他の奴隷とは違い重りの付いた足枷を嵌められて剣闘士として働いていた。リア・ヴェニス島で100人以上の剣闘士を倒しており、特別試合でシンドバッドと戦い彼を一撃で沈めた。自身の姿を見て誇りを取り戻したシンドバッドから自分の生きる世界を選択するように告げられ、他の奴隷達を率いて反乱を起こす。奴隷から解放されてからは自身が異質であるという自覚から単独で行動していたが、ヒナホホの体を張った説得で心を開く。自身の故郷を見たいと願いを持ち、暗黒大陸への旅に同行する。そこで辿り着いたトランの村の村長から暗黒大陸にファナリスはもういないことを告げられ、シャルルカンと共にトランの民を奴隷にしようとする奴隷商人を捕まえた後もう故郷に戻らないことを決意し、シンドリア商会に戻った。旧シンドリア王国建国時にはジャーファルやシャルルカンよりも背が伸び、八人将として認定される。建国式典失敗後はルルムと共に避難民のために行動し、彼女の戦死後もその場でシャム＝ラシュと戦い続けた。
名前の由来はアッバース朝第5代目カリフ、ハールーン・アッ＝ラシードに仕えた首切り役・マスルールから。
- 金剛鎧甲（バララーク・カウーザ）

バアルの眷属器。電流によって筋収縮のリミッターを外す金色の鎧。ファナリスとしての力を最大限発揮することができるが、筋肉への負担が大きく使用後には動くこともままならない。よって使用はその発動が必要とされる時かマスルールが激情に駆られた時のみである。
ヤムライハ
声 - 堀江由衣
八人将の一人。ムスタシム王国出身。新マグノシュタット学院学長。
黒い三角帽子を被り、水色のロングヘアを胸の前で結んでおさげにした巨乳美女。魔法には強い思い入れとプライドがあり、剣士であるシャルルカンとはしょっちゅう喧嘩をしている。魔導士としての腕はまさに天才だが、教え方が大雑把で教え子の適性より自分の好みを優先するなど、指導者としての腕前は微妙な所。意中の相手の前では魔法の話しか出来ない程緊張するため、ピスティからは「魔法使いの男の人と付き合えばいい」と提案されていた。寝起きに弱い。23歳→24歳→25歳→28歳。身長160cmで体重49kg。趣味は魔法アイテム収集。好きな食べ物は酒で嫌いな食べ物はコーヒー。好きなタイプはヒゲの年上の男性 で嫌いなタイプは魔法をバカにする人。
珊瑚と真珠で出来た杖を持ち、主に水の魔法を使用する。耳と胸に着けた貝殻の形をした装身具は全てが自身で発明した世界で唯一の魔力蓄蔵装置となっており、普段から身につけておくことで魔力を蓄え、組み合わせ次第では大魔法を発動することもできる。また、シンドバッドと共にシンドリア上空を覆う「防御結界」と「転送魔法陣」を発明している。
魔導士だったがために両親から捨てられ処分されそうになっていた所をマグノシュタットの学長・モガメットに保護され、育てられた。かつてはマグノシュタット学院創始以来の天才といわれていたが、自身はムスタシム王家に忠誠を誓っており、10年前の反乱の際にはシンドバッドらが手を尽くしシンドリアに保護した。
アラジンのシンドリア滞在以降は彼の魔法の師匠となり、アラジンからは「ヤム（おねえ）さん」と呼ばれている。「ザガン」攻略後にアラジン達を襲ってきたアル・サーメンとの戦いではアポロニウスを撃破した。「黒の神」との戦いではシンドバッドやドラコーン、七海連合と共に参戦しアラジンのソロモンの知恵で依り代の核となっていたモガメットと再会、彼が王宮から自身を攫って育てたことを謝罪されるが、「私は幸せだった」と返しモガメットが依り代と共に消える際には涙を流した。その後、モガメットの意思を受け継いだアラジンにモガメットの杖を託した。
最終章ではマグノシュタットの学長に就任。未だ良縁には恵まれず周囲にばかり幸せが訪れることに忸怩たる思いを抱いており、とうとう独り身の寂しさに負けて子犬を飼い始める。復活したアリババに商談を持ちかけられ、転送魔法陣の魔法道具化という物流に革命を起こしうる研究に興味を示し、共同研究を申し出る。
外伝にも登場。当時はまだ子供で、バルバロッサに呼び出されたモガメットに同行してパルテビアに訪れており、その帰りでシンドバッド達を見かけている。それから2年後、自分の魔法や自分自身を誰かに利用されることを恐れ、学院から脱走。その際にヤンバラの元で魔力操作の修行をしていたシンドバッドと出会い、彼と共にシンドリア商会に身を寄せることになる。
イメージは人魚姫。
- 魔法

- 隠者の水膜（シャラール・マグド）

水蒸気による光の屈折を操り、他者の視界から姿を消す魔法。「水を集める」「水蒸気に変換する」「光の屈折を操作する」という3つの命令式をルフに与えることで使うことができる。
- 真実の水人形劇（シャラール・ラケーサ）

透視魔法の一種。血を混ぜ込んだ水に魔法をかけて人形を作り、あらかじめ作っておいた建物の模型の中でルフに語りかけ見えないものや離れた場所や昔のことを教えてもらう。
- ルフの瞳（ルフのひとみ）

マグノシュタット学院在学中に考案した魔法道具。遠隔透視魔法が込められており、2人が同じものを持てば大気中のルフを介して情報を伝達できる。持つ者の魔力量に応じて交信できる距離が変わる。
シャルルカン・アメン・ラー
声 - 森久保祥太郎
八人将の一人。元エリオハプト王国王子→エリオハプト王国第37代国王。エリオハプト第35代国王・アテンクメンと正妻パトラの息子で、第36代国王アールマカンは異母兄。
浅黒い肌をした銀髪の剣士。尊敬するシンドバッドを真似た服装で、砲丸の付いた鎖 を身につけている。楽観的かつ目立ちたがり屋な性格だが、剣術の修行になると激烈な性格に変わる。勤務時間外は仕事をしない主義で終業後にはよく飲みに行く。剣術には並々ならぬ思い入れがあり、ヤムライハとよく衝突しているが、実際には少年時代パルテビアで一目見たヤムライハに一目惚れしている。彼女がシンドバッドに手を出されたと聞いた時は動揺したり、17巻のオマケでヤムライハの好みのタイプを聞き自分の髭を伸ばそうとするなど、彼女を想うようなシーンもある。現在の性格は、ヤムライハの興味がシンドバッドに向いていることを知り、彼の女性に対する接し方を見てマネした結果である。一方のヤムライハには心から「剣術バカ」と呼ばれており、弟のようにしか思われていない。幼い頃にはかっこいい所を見せたいあまり、好きな女の子を剣の鍛錬場へ連れて行く癖があった。先輩（年上）が苦手。21歳→22歳→23歳→26歳。身長180cmで体重70kg。趣味は宴会。好きな食べ物は酒で嫌いな食べ物は肉全般。好きなタイプは玄人女性で嫌いなタイプは剣術をバカにする人。
エリオハプトの王宮剣術の達人で、その腕前は巨大な南海生物を一瞬で解体して盛り付けるほど。蛇行しながら隙をついて翻弄する柔軟な剣捌きを使って相手の攻撃を外へ受け流すのを得意とする。体内の魔力の量は少ないため、眷属器は一日につき数分しか発動できない。
かつてエリオハプト王国を追われて家名・継承権を剥奪された。シンドバッドが煌帝国に滞在した際、共に付いて行った人物の一人。アリババのシンドリア滞在以降、彼の新たな剣術の師匠となり彼を厳しく指導する（後にオルバ達の師匠にもなる）。「ザガン」攻略後にアラジン達を襲ってきたアル・サーメンとの戦いではビョルンを撃破した。レームに武者修行へいったアリババに自分以外に2人の師匠（ムーとシャンバル）ができたことを知った時には嫉妬し憤慨していた。
最終章では世界に平和が訪れエリオハプトの内輪揉めも安定したことから八人将を辞めて自国へ戻ってエリオハプト国王となっており、巨大な蛇を体に巻いている。帰国の夢を叶えてくれたシンドバッドには非常に感謝しているが、煌帝国の内乱直後に彼が言った「国という、小さなことに囚われずに生きなさい」という言葉には納得しておらず、国王としてその責務を果たす覚悟をしている。「世界をルフに還す魔法」の発動後、エリオハプトに現れて天使達と戦うアリババの前に国王軍を率いて現れる。ルフに還ることが正しいと思いながらも、自分の国を守った先に何があるのかと不安を感じつつ、自分以上の剣士に成長した弟子との勝負に敗北、正しいかは分からずともアリババのことを信じると決め、エリオハプトを守るよう頼んで意識を失った。
外伝にも登場。当時は9歳の子供で、父である第35代国王・アテンクメンの死に伴い第一王妃により傀儡として祭り上げられており、現在と比べ物静かな性格だった。幼少故に母親に従っていたが本心では兄との対立を望んでおらず、兄弟仲が悪くなることに心を痛めながらも兄を王位に着かせるためあえて挑発的な言動を取っていた。自国を訪問したシンドバッド達に母の目を盗んで接触し、政情不安を解決するために迷宮攻略を頼んだ。迷宮攻略後、先王派が失脚したことで国内での立場が危うくなり、兄が混乱を収めるまでシンドリア商会が食客として身柄を預かることになった。暗黒大陸への旅では、事情に詳しいトランの村への案内役を申し出るが、自分より年下のマスルールに上から目線で見られていることに釈然としない気持ちを抱いており、奴隷商人捕縛後互いの力を認めた上で自分のことを先輩と呼ぶようにして現在のような関係と性格になった。シンドリア王国建国時にはまだ眷属器も秀でた能力も無いため仮の八人将として認定される。旧シンドリア王国建国式典直前に母が心労で体調不良になっていると聞かされて一時帰国しており、パルテビアとの戦争の時は仲間の元を離れていた。
名前の由来はオマル・ビン・アル・ヌウマン王と二人の息子シャルルカンとザウ・アル・マカンの物語に登場するネマーン王の息子・シャルルカンから。
- 流閃剣（フォラーズ・サイカ）

フォカロルの眷属器。一度放った斬撃を数秒間空間に留めることができる細身で黒い刀身の曲刀。さらにその軌道を鞭状にコントロールして長くしならせることも可能。
ピスティ・ディアノス・アルテミーナ
声 - 大久保瑠美
八人将の一人。新アルテミュラ王国女王。アルテミュラ女王・ミラの末娘。
見た目はアラジンと変わらぬ小柄で幼児体型な少女だが、実はアリババより年上。足元には一番好きな鳥の羽を飾っている。その容姿からか、セクシーな女性への複雑な感情があり、胸の大きさと意義についてモルジアナに語っていた。王宮内には多くの恋人がおり、手玉に取っている状態のオオカミ少女（嘘つきの意）で、宮中で問題の種となっている（一方で、女友達はヤムライハのみである）。嘘泣きが得意だが、ジャーファルにはもう通用しない。18歳→19歳→20歳→23歳。身長140cmで体重35kg。趣味は歌。好きな食べ物は甘い物で嫌いな食べ物は牛乳。好きなタイプはこだわり無しで嫌いなタイプは特に無し。
笛を吹くことで動物とルフの波長を合わせて、懐柔する能力を持つ。鳥が一番懐柔しやすいが、逆に海洋生物は苦手。
アラジン達が第61迷宮「ザガン」に行く時、途中まで同行している。マグノシュタット編後、ついにアラジンと身長が並んでしまったことにショックを受ける。最終章では八人将を辞めて自国へ戻り、アルテミュラ女王となっている。
外伝にも登場。当時はまだ5歳で、精神的にも幼い子供だったにも拘わらず現在とほとんど変らない姿をしており、巨大鳥を操れる力を持っていた。また、この頃から好奇心旺盛で積極的な性格だったらしく、シンドバッドを一目見て気に入り、彼に幸運の羽根をプレゼントしている。
スパルトス・レオクセス
声 - 羽多野渉
八人将の一人。新ササン王国騎士王。
ターバンと鎧、白いマントで身を包み、左目を前髪で隠している。冷静沈着かつ真面目な性格。祖国の教義の関係で人付き合いの幅が狭くなりがちで、家族と許嫁以外の女性と目を合わせるべきではないとされている ため、女性が苦手（唯一、自分と対照的な性格であるピスティとは仲が良い）。後述の家族以外にも弟がいる。22歳→23歳→24歳→27歳。身長179cmで体重68kg。趣味はお祈り。好きな食べ物は精進料理で嫌いな食べ物は教義で禁止されているもの。好きなタイプは明るい人で嫌いなタイプは下品な人。
ランスと円形の楯を武器に持ち、槍術を得意とする。任務では主に槍のリーチを活かせる商船警護に就いている。
兄・ミストラスの死後、彼の後任として八人将の地位を引き継ぎシンドバッドに仕えている。シンドバッドが煌帝国に滞在した際、共に付いて行った人物の一人。最終章では八人将を辞めて自国へ戻り、ササンの騎士王となっている。
外伝にも登場。当時は8歳の子供でササン騎士王・ダリオスの第二子。外の世界に憧れそのための努力を惜しまないミストラスのことを尊敬し慕っており、彼がシンドバッドと共に旅立つ際には悲しんでいたが、ミストラスから大きくなって立派な騎士になった時に一緒に旅をしようと約束された。
ドラコーン
声 - 杉田智和
八人将の一人。シンドリア国軍大将軍→シンドリア王国第二代国王。元パルテビア帝国軍人。
元々は特徴的な形に整えた緑色の長髪 を持つ普通の人間だったが、眷族と同化したことで現在は緑色の皮膚を持つ竜人のような姿をしている。シンドバッド曰く誠実な男。26歳の時に結婚した美人の妻・サヘルがいるが弱点でもある。軍務が特技。29歳→30歳→31歳。身長226cmで体重202kg。趣味は部下の教育で、「後進の育成」という言葉に弱い。好きな食べ物は嫁・サヘルの手料理で嫌いな食べ物はアバレオトシゴ。好きなタイプはサヘル（言わされた）で嫌いなタイプは若い女（言わされた）。
バアルの眷族で眷属器は左耳のピアス。巨大化して口から雷の光線を吐くことができ、同化の影響で定期的に脱皮する体質になってしまっている。外伝では剣術も得意としている。
最終章ではシンドバッドから国王の地位を引き継ぎ、シンドリア国王に就任している。年に一度のシンドリア王国の古株達が集まるシンドリア建国の英霊達への墓参りでは、八人将の労をねぎらうシンドバッドに対して「シンドバッドこそが国と世界のために力を尽くした人間」だとし、他の仲間と共に自分達の誇りだと評した。一連の事件後は金属器の消滅に伴い同化が解け、シンドバッドに頼りすぎていたことを反省して国の再建を目指して頑張っている。
外伝にも登場。本名はドラグル・ノル・ヘンリウス・ゴビアス・メヌディアス・パルテヌボノミアス・ドゥミド・オウス・コルタノーン。シンドバッドとは同い年の14歳→15歳→16歳→17歳で当時の身長は158cm。パルテビア将軍家・ドラグル家の末子で、年少ながら西方辺境部隊小隊長を務める。秘かに慕っていた皇女・セレンディーネを助けるべく力を求め、総勢100名の部隊を率いて「バアル」攻略に臨むが、半数とは迷宮到着時にはぐれてしまい、残り半数も迷宮生物の攻撃によって全滅したため、シンドバッドと共に行動することになる。バアルとの契約を賭けたシンドバッドとの決闘で敗れ帰還してからは、失態の責任のためジャーファルら3人を率いて海に出たシンドバッド捜索に臨み、「ブァレフォール」攻略に挑む。魔獣となったジャーファル達との戦いでは、ファーランを通して兄・バルバロッサに自身が切り捨てられたことを知り、彼からセレンディーネを救うために復讐を誓いシンドバッドの仲間になったが、迷宮から帰還後に彼女を助け出すべくシンドバッド達と別れ単身パルテビアへ向かう。なお、この時には既にシンドバッド及び世界で最初の眷族に目覚めており、四天将軍の一人・ロッターとの戦いで眷属器を発動させサヘルと共に彼を撃破するも、半身魔装状態のバルバロッサには敵わず瀕死の重傷を負わされる。しかし、セレンディーネを守るためのさらなる力を求めたことで眷族と同化し現在の竜人の姿となり、セレンディーネ達を連れてパルテビアから逃亡する。その後はシャム＝ラシュに追われる逃亡生活を送っていたが、その異形の姿から周りの者に「化け物」と恐れられ精神的に追い詰められていき、レームに入国して港を目指す中でセレンディーネ達とは別行動を取り町の郊外に身を潜めていた。しかし、逃亡資金も底をついてしまい、食糧を得るため襲ったキャラバンでシンドバッドの冒険書を見つけ、シンドバッドの助力を得るためサヘルと相談してシンドリア商会に辿り着く。そこでセレンディーネを守ってほしいとシンドバッドに懇願するが、「お前自身が最期まで守るべきだ」と言われると同時にこのような姿になっても人間であり仲間と認められていたことに涙を流した。その後はシンドリア商会の一員として身を置き、シンドバッドが奴隷としてマリアデル商会に捕えられた際にはルルムの頼みで商会の仕事の補佐を務める。セレンディーネ達が去った後も商会に残り、旧シンドリア王国建国時には八人将として認定される。旧シンドリア王国建国式典の直前に初代八人将の1人に任命され、式典の失敗によるパルテビア帝国軍との戦いの中で防衛戦から撤退戦へ移行する戦況に対応するべく指揮を執り、沈みゆく島からの脱出船を守るため、眷族の力で敵戦艦を轟沈させる。
- 拳銃型の魔法道具

正式名称は不明。外伝で「バアル」帰還から眷属器発動までの間使用していた。雷の力を瞬時に収束した矢を発射する銃で、雷の収束を切り替えることでより力を収束させた貫通力のある雷矢や収束を弱めた拡散する矢を放てる。前者は人体に使用すれば神経に激痛が走り、しばらく動けなくなる。
- 剛神鱗甲（バララーク・バラシーフ）

バアルの眷属器。外伝で発動し、左耳のピアスに宿る。肉体（主に両腕）を竜の鱗で覆い、受けた衝撃を防いで攻撃に転化する。また、電流により神経を活性化された筋組織は常人ならざる肉体強化をドラコーンに与える。
ヒナホホ
声 - 藤原啓治
八人将の一人。新イムチャック族首長。極北の秘境・イムチャックの戦士。
青色の長髪を持つ見上げるほどの巨漢で、左頬から肩にかけて傷がある。濃い藍色のバンダナ状のターバンを頭に巻き、生まれた時に親から授かった一族固有の頭飾りの角を付けている。パルテビアとの戦争で妻のルルムを亡くし、4人の子供を持つ男やもめ。絵が上手い。35歳→36歳→37歳。身長240cmで体重155kg。趣味は子供の世話。好きな食べ物はステーキで嫌いな食べ物は腹にたまらない食べ物。好きなタイプは嫁・ルルム（故人）で嫌いなタイプは家族を大切にしない人。
イムチャック族の伝統的な武器である、アバレイッカクの角から削り出された独特の形状の赤い棍棒を武器に持つ。イムチャック人として泳ぎと狩りが得意で、外伝では水中戦において無類の強さを発揮し、強靭な身体と地面を抉るほどの怪力の持ち主でもある。一方で出身地の関係からか暑さに非常に弱く、アルテミュラのような高温多湿な環境ではすぐに疲れ果てる（砂漠の高温乾燥な気候も熱帯気候ほどではないが苦手）。
最終章では八人将を辞めて自国へ戻り、イムチャックの首長となっており孫も産まれている。自分がシンドバッドと比べて国民をまとめる王であることに力不足を痛感している。
外伝にも登場。当時は21歳の青年でイムチャック族族長の息子。21歳→22歳→23歳。現在とは違ってかなり気弱な性格で、成人の儀であるアバレイッカクを討ち取ることができず、一人前の戦士になって幼馴染であるルルムにプロポーズすることを望んでいた。シンドバッドの協力によって儀式を成功させ、「大海のごとく清らかな」という意味の「ヒナホホ」の名を授かる。しかし、止めを刺したのがシンドバッドであったために戦士としての自信を欠くことになり、それを知らない周囲から向けられる賛美から生じる重圧に耐えかね、本当の戦士になる力を手にするべく単身「ブァレフォール」攻略に臨む。ブァレフォールの元に辿り着いた時はバアルの金属器を所持しているにも拘わらずさらに力を得ようとするシンドバッドに不信感を抱くも、魔獣になったジャーファル達を救おうとする彼を王の器と認めてシンドバッドの仲間になり、同時に荒々しく強気な性格に変わった。帰還後は閉鎖予定の迷宮に勝手に侵入した責任を負ってイムチャックを去ろうとしていたが、ルルムの想いを受けシンドバッドと共にラメトトを説得しルルムと結婚する。後に彼女との間に長男のキキリクと双子の女の子を儲ける。マリアデル商会崩壊後、周囲と馴染めずにいたマスルールをかつての自分と重ね、彼のわだかまりを解いた。「ゼパル」攻略ではゼパルの試練としてミストラスとの試合を言い渡され、シンドバッドの「最強の矛」を決める戦いの最中でシンドバッドの眷族として目覚めた。シンドリア王国建国時には八人将として認定される。式典の失敗に伴うパルテビア帝国軍との戦争では、四天将軍のザイザフォンを撃破するという戦果を上げるも、魔力を消耗していた自分を助けたミストラスが戦死、さらに国民の避難誘導を行っていた最愛の妻まで喪い眷族の力を暴走させかける。ドラコーンの説得で落ち着きを取り戻し、息子達を守るために戦うことを決意し、眷族同化した力を振るいパルテビアの艦隊を全滅させた。
- 技

- 一番銛（いちばんもり）

漁の栄誉とされるイムチャック人最大最強の攻撃。外伝で使用。「気」や魔力操作に近い技で、全てのパワーを棍棒に込めて相手に投げつける。後に発動が早い分、コントロールが難しいとされる素手による「一番銛」も放てるようになる。
- 氷海一坤（ガルフォル・ロロムス）

ブァレフォールの眷属器。外伝で発動。棍棒の穂先に大気中の水分を凍らせるほどの冷気を纏った巨大な氷の狼を出現させ、一直線に敵を飲み込む。
ミストラス・レオクセス
スパルトスの兄で彼の前任の八人将。外伝に登場。故人。詳細はササン王国を参照。
ヴィッテル
元八人将。外伝に登場。詳細はパルテビア帝国を参照。
マハド
元八人将。外伝に登場。詳細はパルテビア帝国を参照。

### シンドリア商会
シンドバッド
シンドリア商会会長。詳細はシンドリア王国を参照。
練白瑛（れん はくえい）
シンドリア商会最高顧問。詳細は煌帝国を参照。
ジャーファル
シンドリア商会会長室室長。詳細は八人将を参照。
ピピリカ
声 - 藤村歩
ヒナホホの妹。外伝に登場。
青色のショートヘアが特徴の大柄な少女。当時の兄とは対照的に活発な性格。兄思いだが、彼が弱気を見せた時には厳しく接している。また、ヒナホホに似ず画力は無い。必殺技はジャンプしてそのまま着地と共にヒナホホと土下座する「ダイビング土下座」。初登場時はヒナホホより8歳年下の13歳。
兄が旅立ってからも故郷に留まっていたが、第二・三子を出産するために義姉が帰国した際に子守りの手伝いをするためレームへ同行、シンドリア商会に合流した。後に自分に告白してきたミストラスと恋人同士になり、文化の違いに戸惑いながらも関係を深めていったが、パルテビアとの戦争で死別し悲恋に終わる。
本編には最終章から登場し、年齢は32歳。シンドリアに食客として来たアラジン達の身の回りの世話をしていたが、アリババからはカシムを亡くしたこともあってあまり覚えられてなかった。最終章ではシンドリア商会秘書室に所属し、ジャーファルの部下になっている。本社に来たアリババが生きていたことに驚きながらもジャーファルのスケジュールを調節して彼への面会を通した。
ルルム
シンドリア商会当主代理。外伝に登場。故人。詳細はイムチャックを参照。
ヴィッテル
シンドリア商会会計顧問。外伝に登場。詳細はパルテビア帝国を参照。
マハド
シンドリア商会の一員。外伝に登場。詳細はパルテビア帝国を参照。
ダルダール、マーサ、アンジュ
シンドリア商会の一員。外伝に登場。
ダルダールは髪を一筋前にたらし口の左側に傷がある男で、元々野盗だった自分を堅気にしてくれたシンドバッドに感謝している。マーサは縦ロールとおさげの髪型をした女性。アンジュは右目に泣きボクロがある女性。
フリオ、スコルピアス、オリビア、ハオ、カロン
元マリアデル商会所有の高級奴隷。外伝に登場。
反乱から生き残った後、家族のない孤児であったためシンドリア商会の一員となる。

## 煌帝国

### 皇族（練家）
練紅炎（れん こうえん）
声 - 中村悠一
元煌帝国第一皇子。西征軍大総督。第二代皇帝・練紅徳の第一子。複数迷宮攻略者。
赤髪で顎髭 を生やした男性。頭に冠を乗せて甲冑を身につけ、表地が黒で裏地が赤いマントを羽織っている。異名は「炎帝」で、白龍曰く「野心家であり比類なき最強の将軍」。普段はぼんやりした印象（作者曰くコケシのような顔）だが、世界の仕組みや在り方、謎について興味を持つ知的好奇心の塊で、自分が追い求める世界の真理についての話になると人が変わったように精力的になり、そのためには自分が傷付くような戦い方も厭わない。一方で知識欲の対象外のことで感情を動かすことはほとんどないが、アリババに女性経験が全くないと知った時には珍しく大爆笑している（この時「本当に軽蔑した」と述べているが、彼の持つ王の器は認めている）。どんな汚い手を使ってでも国を守ろうと考え、そのために自国と繋がりを持つアル・サーメンをも自身の一部とし、全てのものを自分の武器に変えて進み続けると決めている。弟の紅明・紅覇からは「兄王様」と呼ばれ、彼ら弟妹達には信頼を寄せている。伯父である初代皇帝・白徳を尊敬し、白雄・白蓮にも敬意を払っていた。白徳の皇女である白瑛とは良好な関係を築いており、その弟である白龍も気にかけているが、彼が玉艶や自分に恨みを抱いていることにも気付き、「恨みを飲みくだせぬ王の器」を持つ彼を王にさせないとしていた。戦争が特技でファッションセンスが弱点。28歳→29歳→32歳。身長185cmで体重83kg。趣味は歴史研究。好きな食べ物は辛い物で嫌いな食べ物は甘い物。好きなタイプは賢い女性で嫌いなタイプは愚図。
複数迷宮攻略者としては、シンドバッドに次ぐ三体のジンの主。判断力に長け、魔力消費で戦闘不能に陥らないために冷静に状況分析をし、その状況に応じて魔装を変える戦法を取る。アガレスの力により噴出した溶岩でアシュタロスの金属器に自ら魔力を補填し、それによる連戦が可能。9歳時には既に剣術をマスターしている。なお、紅覇と共に第14迷宮「レラージュ」に入っていることから、シンドバッドとは違いまだジンの力を得られる模様。
幼少期には紅明と共に中原統一をかけた吾国・凱国との戦争の惨状を目の当たりにし戦う意味を失いかけていたが、白徳から「それぞれの正義のために戦い、守るべきものがあるからこそ恨みが生まれる」と諭される。玉艶によって白徳達が死んだ後は彼らの志を継ぎ、戦を後世に残さないために世界中の思想の数を減らし、この世から一切の戦争を消し去ろうと考えている。当時はまだ金属器は二つしかなく、仮に内戦を起こして玉艶を討っても国は弱くなり、世界の統一は果たせないという理由から彼女と手を組み強くあろうとし、得体の知れない力を持つ玉艶に恐怖を感じていたため「王にならなかった」のではなく「王になれなかった」のだと自嘲している。力と知識を蓄え続けていたのはいずれ白徳達の仇である玉艶を討つためでもあり、トラン語を学んでこの世界の人々が一つの言語を使用しているのは通じ合えずに争い滅びることがないようにするためだという考えに至り、一人の王が世界を統一する必要性を見出した（その過程でアルマトランの存在も突き止めている）。
バルバッドに派遣され、そこから一気に西方侵略を果たそうとしている。紅徳の葬儀の後、白龍が仮に反旗を翻したことを考えてフェニクスの能力で「何もできない」ように仕向けていた。マグノシュタット侵攻の際は先鋒隊の窮状を察し、自身の眷族達と共に紅覇の元へ駆けつける。アラジンから「世界の真実の全て」を聞くことを条件に軍を退き、暗黒点を閉じるために煌帝国の全金属器使いを前線に呼び寄せる。戦争終結後、マグノシュタットから引く代わりにアラジンを貰うと宣言し、シンドバッドにも「扱いづらい男」と称された。その後、シンドバッドとの会談の前に使節として自身の遠征軍の居城を構えるバルバッドにアリババを呼び寄せる。そこでアリババに将来的にバルバッドの全権を返すのと引き換えにシンドバッド達と手を切り、煌帝国の将軍（自分の部下）になるように強制する。
会談でアラジンからアルマトランの話を聞いた後、ジュダルの出現と共に兵達から玉艶が白龍に謀殺されたという報告を聞き、彼を迎え撃つためにバルバッドへ戻った。白龍達との戦いでアリババとジュダルが消えた際にはアリババの行動を「やり方は稚拙だったと思うが、奴なりにバルバッドを守るために戦った」と評価した上でアラジン自身が何がしたいのかを説いた。その後、バルバッドを首都に自らを皇帝と宣言し白龍を討ち取るために挙兵したが、七海連合の介入により劣勢となり臣下達の命を守るため自ら降伏した。裁きを待つだけの身でバルバッド城の牢に入れられ、その6日後に白龍と対面。詰問する白龍に「復讐より世界から争いを失くすことの方が大事だ」と説き、玉艶の死に対してはそのしぶとさから疑念を投げかけていた。先に事を成した白龍に負けを認めて紅明や紅覇は内政に加わらせてほしいと頼み拒否されるが、フェニクスの能力で自身の手足を代償に白龍の左腕と両足を治した。その後はアラジンの魔法で表向き斬首刑に処されたことにして、ザガンの力で補強された木製義肢 を身につけ杖を突いた姿で「無様に生きながらえてしまった」と自虐的な笑みを浮かべながらも煌帝国領沖合の沙門島で紅明・紅覇と同じく流刑となった。
最終章では流刑生活の影響かかなりやつれており、自分への召集命令から3年ぶりに戻って来たアリババと再会した。「堕転」していた頃の白龍のルフが半分混じっていたことからルフの書き換えを受けておらず、アラジン達が聖宮に向かう直前、白龍から国際同盟本部に置かれていた金属器を託される。「世界をルフに還す魔法」が発動するとエリオハプト王国へ駆けつけ、「いましめの輪」によって紅玉達がアリババに向けて発動しようとしていた極大魔法を停止させる。一喝だけで煌帝国軍を制止させるなど、かつてのカリスマ性は健在。
アガレス
声 - 橘潤二
16歳時の紅炎が初めて契約したジン。不屈と創造の精霊。
ワニの鱗のような肌を持つ狼の姿をしている。アルマトラン時は鱗狼族を束ねる長だった。力魔法を操る。金属器は紅炎の右肩の防具。
魔装では、右肩の防具は悪魔のような巨大な右腕になり、それに対して体は小さくなって尾が生え光背を背負ったような姿になる。大地に地脈に達するほど深い大穴を穿つことができる。
- 地殻旋斬爪（アウグ・アルハザード）

極大魔法。地面から複数の巨大な鋭い土の柱を作り、対象を貫く。アルマトラン時にはソロモンから改造された神杖を与えられたことでアガレス自身が使用した。
アシュタロス
声 - 松本健太
第29迷宮の主。恐怖と瞑想の精霊。
蛇のような髪と鱗、ドラゴンのような鋭い爪を持つ男性の姿をしている。アルマトラン時は蛇人族を束ねる長だった。16歳時の紅炎が2番目に契約した。三体のジンの中で最も使用頻度が高く、アモンと同じく炎を操る能力を持つ。金属器は紅炎の愛用の刀。
魔装では、刀は刀身の端が黒い細身で両刃の長剣になり、ジンと同様髪の色が赤からオレンジ色の蛇の鱗のような長髪になって全身がオレンジ色の鱗に覆われ白い炎の竜を纏った姿になる。武器化魔装による長剣で斬ったものはその部分から燃やされ爆裂する。
- 白閃煉獄竜翔（アシュトル・インケラード）

極大魔法。巨大な竜の形状の白い炎を放ち、対象を焼き尽くす。放った後も発生した炎は紅炎が命じない限り永遠に消えない。また、作中ではアリババの「炎宰相の裂斬剣」に炎を分け与えることで威力を強化させている。
フェニクス
声 - 三木美
21歳時の紅炎が3番目に契約したジン。慈愛と調停の精霊。
額に飾りをつけ鳥のような羽を持つ、憂いを帯びた女性の姿をしている。アルマトラン時は鳥人族を束ねる長だった。治癒能力を持ち、金属器使いの体の一部を欠損した相手の体に移植させることも出来る。金属器は紅炎の刀の柄頭についた金の装飾品。
- いましめの輪

対象者の頭に天使のような輪を発生させ、殺意と体を遮断し縛り上げ行動を抑える。事前に相手に仕込むこともでき、その者の殺意が温められている間は効果は無いが、明確な意図と確信によって育てられた殺意が表面化した時に発動する。
練紅明（れん こうめい）
声 - 日野聡
元煌帝国第二皇子。紅徳の第二子。紅炎の唯一の同母弟。迷宮攻略者。
長い赤髪を後ろに結い上げ右目を前髪で隠しており、地顔は男前だが痘痕と乱れ髪のために陰気な印象をした男性。薄紫色の着物と陰陽魚太極図の形をした胴を纏い、左耳にハートの形をした耳飾りを付け、腕にはハートの飾りがついた数珠のようなものを巻いている。一人称は「私」で、常に敬語で話す。生活力が皆無であり、他人にやってもらわないと何もできず、テンションも低めの物静かな性格。また、軍議で寝不足になることも多いらしく、バルバッドでは紅炎に呼ばれアリババの前に現れた直後に立ったまま居眠りをしていた。アリババのことを「バカ」と称しながらも「バルバッドをより効率的に支配するのに使える人間」と評し、様々な国の重要人物をも引き付ける彼は国外で力を発揮することに気付いており、大罪人として国民から憎まれようとも自国のために尽くす覚悟を持つという点では似た者同士であるとも語っている。26歳→27歳→30歳。身長177cmで体重66kg。趣味は鳩の餌やり。好きな食べ物はアバレヤリイカの燻製で嫌いな食べ物は肉全般。好きなタイプは世話女房で嫌いなタイプはテンションの高い人。
実戦は得意ではなく、金属器がなければ戦闘力もない が、その一方軍略に長けた頭脳派であり、その才能をもってバルバッドをはじめとした煌帝国の傘下を法的に支配している。先見の明については兄弟の中でも群を抜いており、幼少期からその当時東方では評価の低かった気（魔法）が将来戦争を大きく変えると確信しその研究を率先して行っていた。そのため紅炎は「平時の王」としての器を買ってかなり早い段階から世界の統一後に譲位することを決意していた他、アリババも紅明がもっと早く生まれていたならば本当に煌帝国が世界を征服していたかもしれないと考えている。
共和制となったバルバッドから自治権を奪い、奴隷制度を持ち込んだ人物。「黒の神」との戦いの時は後衛に回って他の金属器使い達をサポートし続けながら、街への被害を別の場所へ転移させていた。シンドリアとの会談前では紅炎や紅玉と共にバルバッドに訪れ、そこでアリババに「人間はそれぞれで思想が違うために分かり合うことは不可能」「世界を統一し、未来の安寧のために戦争も奴隷制も今は仕方がない」ことを話した。
白龍率いる東軍との戦いでは、19万の兵を率いて西軍の総大将を務める。本陣で作戦指揮を執りながらジンによる支援を行い、東軍側の煌帝国兵の犠牲を最小限に留める包囲殲滅作戦を展開したが、突然の鬼倭王国軍とササン騎士団の乱入に加え白瑛の裏切りに動揺・唖然とする中、健彦の遠距離攻撃を食らい重傷を負うが一命は取り留める。敗戦後は流刑の身となった。
最終章では長い髪を切り、過酷な流刑生活のために精悍な容姿の青年になっている。危機に瀕する煌帝国の軍師（＝相談役）としてアリババから渡された仮面 を付け正体を伏せて 本国に帰還、アリババ達に協力することとなる。「世界をルフに還す魔法」の起動時には転送魔法で煌帝国軍をエリオハプト王国へと送るが、流刑地から駆けつけた兄にその不甲斐なさを叱責される。
ダンダリオン
20歳時の紅明と契約したジン。
頭に二本の山羊のような角を生やした長髪の女性の姿をしている。口が悪く、フォカロルを「色ボケ」と称していた。戦闘向きではないものの、空間を支配する能力を持ちサポートに長けている。金属器は紅明の黒い羽毛の扇。
魔装では、黒い羽毛の扇は別の場所に物を転送する光を出す両手になり、ジンと同様頭から二本の山羊のような角が生えて硬い鎧を纏い腰には内側に星座が描かれたマントを巻いた姿になる。
- 七星転送方陣（ダンテ・アルタイス）

北斗七星に近い形状の魔法陣を空中に作り出し、その光の枠内に入った物体の転送を行う魔法。攻撃を別の場所へ受け流すだけでなく、味方の攻撃を敵に対して最も効果的な場所へ送る、複数の味方の攻撃を一ヶ所に集めて一気に放つ、味方の攻撃の規模を拡大させることもできる。一度に移動できる物の数や質量の上限は不明だが、山を丸ごと一つ転移させることも可能。
練紅覇（れん こうは）
声 - 柿原徹也
元煌帝国第三皇子。紅徳の第三子。迷宮攻略者。
中性的な容姿をした小柄な少年 で、部分的に伸ばし三つ編みを交えた独特の赤髪を持つ。帽子を被り露出度の高い衣装を着ている。一人称は「僕」で、外見とは裏腹にかなりの戦闘狂。紅炎のことは「炎兄」「兄王様」、紅明のことは「明兄」と呼び、二人とは異母兄弟に当たりそのことを少し引け目に思っている。配下は魔導士のなり損ないや反逆者の末裔、汚れ仕事を請け負ってきた一族など問題のある者達ばかりだが、彼らのことを大切に思っており、同時に彼らには厚く慕われている。18歳→19歳→22歳。身長158cmで体重45kg。趣味は美容・オシャレ。好きな食べ物はイチジクで嫌いな食べ物は辛い物。好きなタイプは個性的な女性で嫌いなタイプは自分から何もしない人。
ジン・レラージュの金属器である大刀「如意練刀（にょいれんとう）」を武器に持ち、大きさを自在に変えることができる。ただし、巨大化させすぎると重量で扱いが難しくなるため、敵を斬る瞬間だけ巨大にしており、めった斬りを特技とする。また、その巨大さを生かして盾のような使い方も可能。
幼少期は紅徳に母親共々「用無し」として見捨てられた挙句、母は心を病んで幼児退行を起こし赤子のような態度しかできず、宮中の奥で5〜6歳にして難しい言葉を使って母の保護者のように振る舞いながら暮らしていた。また当時は今以上に過激な性格で、近づく者や小動物を傷つけ自分と同じ「用無し」にしようとしていた。紅炎・紅明のことも出会った当初から暴力を振るったが、紅明に「自国の中で認められれば居場所を見つけられる」と諭されて紅炎からも実力を見出され、「唯一の弟」と認められたことで紅炎達を慕うようになる。
マグノシュタットに煌帝国への服従を強いるため、そこへ向かう途中にアラジンと出会い、旅に同行する。マグノシュタット滞在中に父の崩御を知り、一時帰国。その後、レームと開戦したマグノシュタットへ進軍する軍の先鋒隊総大将を務めることとなる。行軍中に黒いジン達の襲撃を受け、かなりの数の部下を失い激昂して反撃するも負傷。ジンを追ってきたアリババの救援で難を逃れ、続けて現れた紅炎の治癒を受けジンの掃討に加わる。戦争終結後は、白瑛と共に天山でマグノシュタットの暗黒点の跡を見張っている。
白龍率いる東軍との戦いでは、22万の兵を率いて西軍第一軍の軍団長を務め、戦いの先鋒を切る。紅玉と共に白龍の目前まで迫ったが、健彦とダリオスの加勢で戦況が一変し、シンドバッドに操られた紅玉に身柄を取り押さえられる。終戦後は兄達と共に流刑に処されることとなった。
最終章では流刑生活の中で成長し、アリババよりも身長が伸びて彼との再会時に「長身の美女」と勘違いされた。
レラージュ
声 - 長沢美樹
第14迷宮の主。
煙管を携え、結晶のような髪が生えた化粧のくずれた女性の姿をしている。紅覇曰く「男に捨てられそうな顔」。アルマトラン時はフォカロルに想いを寄せていたが、女性にモテモテだった彼への想いは報われなかったため、後に「浮気者に身を焦がすのはやめよう」と決意することになる。アガレスと同じく力魔法を操り、武器化魔装をした状態でも衝撃波を放てる。金属器は紅覇の「如意練刀」。
3年前、紅炎に連れられて迷宮攻略をした紅覇の「日陰者達の王」としての器を見抜き、彼と契約した。また、既に三体のジンと契約していた紅炎を「浮気者」と言っていた。
魔装では、「如意練刀」は峰の部分が槌になった大鎌になり、髪の色が赤から薄紫の長髪になって背中からは結晶状の翼が生えた姿になる。武器化魔装による大鎌も自在に巨大化させることが可能。
- 如意練槌（レラーゾ・マドラーガ）

極大魔法。武器化魔装による大鎌を振るい槌部分から巨大なサークル状の衝撃波を放ち、一定範囲内の物体を押し潰す。
練白龍（れん はくりゅう）
声 - 小野賢章
煌帝国第四皇子→煌帝国第四代皇帝（後に自ら退位）。初代皇帝・練白徳の第四子にして三男。白瑛の実弟。紅徳の養子。複数迷宮攻略者。
顔の左半分を火傷の痕で覆われているため、右目は青で左目は灰色のオッドアイが特徴。口元にホクロがあり、頭には冠を乗せている。「ザガン」攻略後、体内に入り込んでいたイスナーンの復活に伴い左腕を肘の先から失い、以降は木製の義手を付けている。性格は至って真面目だが小さなことでも思い悩んでしまい、アリババからは「真面目すぎて意外と面倒くさい」と評される。誠実であるあまり正論を真っ直ぐ伝えすぎて他人に悪い印象を与えることもあり、世の中の我慢できないことから目を背けられないことが後述の「堕転」にも繋がる。かなりの泣き虫でもあり、「ザガン」ではザガンにアラジン達の足を引っ張っていることを指摘され、周囲に当たりながら泣き喚いていた。アリババほどではないが酒にはあまり強くなく泣上戸で、酔っては管を巻き周囲を困らせる。姉であり母親代わりでもある白瑛のことをただ一人の大切な姉弟として大切に思っている。冗談が弱点。16歳→17歳→18歳→21歳。身長165cm→169cm→172cmで体重58kg。趣味は料理。好きな食べ物・嫌いな食べ物は白瑛の手料理。好きなタイプは凛々しい女性で嫌いなタイプは不真面目な人。
特技は槍術で、後にジン・ザガンの金属器となった青龍偃月刀を武器に扱う。魔力操作の一種である「気」を使うことができ、それを青龍偃月刀に宿らせて戦う。その性質上長時間は使えないが、魔力量だけでいえばアリババよりも多い。
白瑛の他に2人の実兄がいたが、アル・サーメンから自分を守ってどちらも死亡し、自身もその際に顔や左半身に火傷を負う。この時、暗殺の首謀者が実母の玉艶であることを知り、「煌帝国を滅ぼし、母を殺す」という目的に取りつかれるようになる。紅徳が父を疎んでいたことで国政に関わる権限は一切与えられず、監視付きで冷遇されていた。母に対する強い憎悪と怒りを買うジュダルから才能を見込まれ自身も力を欲していたが、「組織」と深く繋がっている彼の手を借りるわけにはいかないという理由で自国にいる間は迷宮攻略に行かず、紅徳に従順で鍛錬と学問にしか興味のない振りをしていた。
煌帝国の留学生としてシンドリアを訪れ、シンドバッドとの会談を強く望んでいた最中アラジンとアリババの2人と出会い、姉の命を救ったアラジンに感謝の意を示す。シンドバッドにのみ自分の真の目的を明かすが、彼からは世界を学ぶように諭され、アラジン達と共に行動するように命じられた。後に迷宮攻略の指令が下ったアラジン達に同行を申し出て、共に第61迷宮「ザガン」攻略へと向かう。当初は自分の責任を果たすために自分一人の力で迷宮攻略をやり遂げようとして自らの力不足に悩み、その姿は霧の団時代のアリババに酷似していた。また、自国が占領下にあっても不甲斐なさを感じているように見えないバルバッドの王族達に不信感を抱いていたが、無力感からアラジン達一行に当たってしまった時アリババの涙ながらの説得を受け和解し、彼への軽薄でいい加減だという評価を改めた。アル・サーメンとの戦いの後に迷宮攻略に成功し、ザガンと契約する。
ジンの入手及び煌帝国を滅ぼす際の協力をシンドバッドに要請するという2つの目的を果たした後は、白瑛と合流するべく天山西部へと向かうことを決める。途中までアラジン達と行動を共にした際の大聖母との戦いで彼らにも自分の目的を明かすが、その思想が受け入れられることはなく、想いを寄せるようになったモルジアナにも半ば強引に迫るも拒絶され、諦めきれないまま帰還した。白瑛との合流後は、金属器の力を振るい数々の戦で活躍するも、力に任せた無慈悲な戦いを繰り返している。その後ジュダルの手引きで仇である玉艶と対峙するものの敗れ、ジュダルに「堕転」を勧められる。マグノシュタットの戦いでは紅炎の招集に応じず、ジュダルと共に行動していた。
その後、ジュダルが出現させた第68迷宮「ベリアル」の攻略に向かい、そこで白瑛やモルジアナ、アリババの幻影を見せられ仲間として戻ってくるよう言われるも自分の中の怒りを捨てられないが故に「堕転」し、幻影とはいえ彼女らを切り捨てる非情さを見せ迷宮を攻略、シンドバッドや紅炎に次ぐ3人目の複数迷宮攻略者となった。迷宮脱出後は戦力を得るためにザガンとベリアルの能力を使い、兵の頭に植物を仕掛けて憎しみと興奮の回路を刺激させ「玉艶と紅炎が煌帝国を盗み、このままでは家族が無残に殺される」という幻を丸6日間見せることで記憶を固着させ強靭な戦士を作り上げた。決戦直前には紅炎が仕掛けたフェニクスの「いましめの輪」により行動を抑制されながらも立ち上がり、玉艶を討つために煌帝国帝都の洛昌に攻め込み、ジュダル・青龍・黒彪と共に激闘の末玉艶の首を討ち取る。その後は一時的に放心状態になっていたが、「世界の人々から怒りを奪う紅炎が許せない」という自身の行動を棚上げした大義を掲げ、恨みの矛先を紅炎に向ける。説得に来たアラジンとアリババを拒絶し、彼らを自分達の兵士にするためアリババと死闘を繰り広げるが、最終的に極大魔法の激突で両足を焼き切られる重傷を負いながらもアリババの精神を奪うことに成功する。しかし、アラジンの魔法でジュダルを失い、当初の計画としてシンドバッドと連絡して七海連合の使節である七海と合流。その後皇帝の即位を宣言し、「おそれ」と「慈悲」をそぎ落とすことで強化した兵士達を率い、東軍の総大将として紅炎率いる西軍に対抗するため華安渓谷に本陣を移す。支配下に置いたアル・サーメンの魔導士から魔力を供給しながらも魔力切れで義肢の保持もままならず兵力差の前に劣勢に陥るが、七海連合の援軍により「一人で国を取り戻せなかった」という後悔や取り戻した国もシンドバッドの手でいずれ消滅するという悩みを抱えながらも勝利する。その6日後、牢に入れられた紅炎と問答し、彼のフェニクスの金属器の力で失われた手足を取り戻す。そして人間の正しさが変わるということを理解し、自身がこれまでに様々なものを切り捨ててきたことを後悔するようになり、復讐を終えて空虚さに甘えず前に進むという覚悟を持って紅炎を密かに助命した。これと同時に「堕転」していた自分のルフが白に戻っている。
即位後は同盟の新政策による打撃を受けてしまい、法を作り直したり失業者に財を分配したりして必死に自国を治めようと奔走していたが、領内で発生したクーデターの責任を負って更迭される。その後はアルバに襲撃されたアラジン達を助け、ザガンの金属器を所持したまま鬼倭王国へ亡命したために世界指名手配犯となり、鬼倭王国では同じ金属器使いの健彦に修行をつけてもらっていた。アラジンが姉の肉体からアルバを追い出した後で彼女に体を乗っ取られそうになるが、紅炎の手足を移植された際に彼のルフが混じり生まれついての「練白龍」とは異なる存在となっており、そのおかげでアルバと適合せず支配を免れた。アリババと再会し彼と和解した後、自分の魔力を込めたネツメグサの種子を手掛かりにジュダルを発見した。一度「堕転」していたことで「大いなる流れ」の規格から外れたためシンドバッドのルフの書き換えから逃れ、ベリアルの金属器を取り戻しアラジン・アリババ・ジュダルと共に聖宮に赴く。聖宮では第二の迷宮である虚偽と信望の試練「ブァレフォール」に単独で挑み、国を守れなかった自分の姿を見せつけられるが、王としての力を紅玉に託した決断が正しかったと信じていることや、姉を守ろうとするのではなく全てを打ち明け共に戦うべきだったと反省していることを告げ、自分以外を信じていないシンドバッドを否定し、生きている内に何度も変わる正しさではなく己以外の存在を信じるべきだと意見し試練を突破する。ダビデの手で「世界をルフに還す魔法」が開始されると外の世界へ戻り、ジュダルと共にシンドリア王国で聖宮から現れる無数の天使達を迎え撃ち、国際同盟から派遣された鬼倭王国軍と対峙する。
ザガン
声 - 高橋広樹
第61迷宮の主。忠節と清浄の精霊。
孔雀の羽のような装身具と仮面を着けた若者の姿をしている。自分可愛さに簡単に人を裏切る面を持つ人間を嫌っているため、マギ以外の人間にはとことん冷淡な態度を取る。また、アルマトラン時からアモンとも仲が悪いが、それは同じ絶縁結界で暮らしていた頃の師弟関係が尾を引いているらしい。大地と生命を司る能力を持ち、金属器に直接触れた植物の力を呼び覚ますことができる。白龍の失われた手足の代わりに装着している木製義肢はザガンの魔力で補強された物であり、生身同様とはいかないまでも自由に動かすことが可能で魔力の続く限り機能し続ける（魔力切れになると自然に外れる）。魔力操作能力と合わせて魔力を植物内に送り込んでおくことで魔力が切れるまでは遠隔操作をすることも可能。金属器は白龍の青龍偃月刀。
迷宮攻略者の中で最も魔力の量が多く、自分の能力と相性の良い魔力操作能力を持つ白龍と契約した。また、白龍に上記のような一面がなく、姉と同様に痛いほど真っ直ぐなルフを持っていることも彼と契約した理由の一つである（一方で彼のルフが黒く染まりつつあることも見抜いていた）。
魔装では、青龍偃月刀は両端に刃がある槍になり、孔雀の羽のような長髪になって全身が黒い鱗に覆われた姿になる。半身まで魔装が進むと空気中の菌類や単細胞生物をも成長させ眷族として操ることができる。
- 降龍木蓮衝（ザウグ・モバレーゾ）

左手の木製の義手に生命を与えて爆発的に成長させ、龍の形に変形させて自在に操る。全身魔装の状態では巨大な森を発生させ龍の形にして操っている。ベリアルの攻撃を確実に当てるために拘束具の代わりに使うことも可能。
- 操命弓（ザウグ・アルアズラー）

武器化魔装による槍を「弓」にして、魔力で瞬時に成長・増殖させた空気中の微生物を「矢」として射る。この微生物は防壁魔法をも破壊できる。暗黒大陸での修行によりアルマトランの細菌を操作できるようになり、細菌を針のような形にして相手に撃ち込み肉体を崩壊させる攻撃が出来るようになった。
ベリアル
第68迷宮の主。真実と断罪の精霊。
5つの目を持ち、竜のような骨を纏った男性の姿をしている。虚偽を許さぬ厳格な性格。8型の命魔法に分類される魔法を使い視覚・聴覚などの相手の感覚を操作して幻を見せる能力を持つ他、別の金属器と同時発動できるという他のジンにはない力を持つ。「肉体」と「魂」の次元を切り離し、魂をどこか分からない空間の狭間に送るという小規模ながらソロモンが「黒の神」を封印する際に使ったのと同じような魔法が金属器に込められており、ウーゴくんも破滅を望む王の器に渡ることを危険視していた。金属器は白龍の左肩の防具。
迷宮攻略に来た白龍が「堕転」したことで彼を拒絶するが、ジュダルの新たな力で無理やり白龍と契約させられた。最終章では国際同盟の管理下に置かれ白龍の手から離れていたが、聖宮突入時に奪還している。
魔装では、左肩の防具は骨の意匠がある大鎌になり、髪の色が黒から白の長髪になって耳と背中から生えた蝙蝠のような黒い翼と目の模様がある4本の腕を持ちジンと同様竜の形の骨を纏った姿になる。この状態では相手の感覚を断絶させることができる。
- 記憶操作（ベリオル・ザケーラ）

相手に幻を見せて記憶を書き換える。ただし、幻を見せられる範囲は金属器の半径10m以内しかなく、完全な書き換えには6日も時間がかかる上、悪意ある魔法を弾く防壁魔法を持つ魔導士には効き目が弱い。
- 絶葬鎌（ベリオル・ゴルドレーザ）

全身魔装の状態で、武器化魔装による大鎌で切った人間の感覚を刈り取り、亜空間へ封殺する。外傷は負わせられないが、切られた体の部分は「感じる」ことが出来ず治療魔法で治すことも不可能で、未来永劫指一本動かすことすらできない。なお、「精神」そのものを封殺する場合、どこに飛ばされたかは誰にも分からない。
- 絶葬咆哮（ベリオル・ザウト）

極大魔法。巨大な骸骨の竜を出現させ、そこから放つ咆哮の領域内にいる全ての人間の五感を喰らい尽くす。
練白瑛（れん はくえい）
声 - 水樹奈々
煌帝国第一皇女。西征軍北方駐屯兵団将軍。シンドリア商会最高顧問。白徳の第三子にして長女。白龍の実姉。紅徳の養子。迷宮攻略者。
長い黒髪を2つの金の髪飾りと白い帯で垂髪にした女性。口元にホクロがあり、後に傷も増える。作中ではあまり触れられないがスタイルの良い巨乳体型。平和主義的な考えから一部の部下からは信頼が得られず軽く見られており、自身も将軍という立場と平和への望みの板挟みに苦しんでいる。その思想は敗残兵に父を殺されたことから発しているが、それが実母・玉艶による暗殺であることは知らない。正面から相手の剣を受けても怯まないなど、迷宮攻略者としての胆力と精神力、高い戦闘力を持ち、アラジンからは「痛いほどに迷いがない」ルフをしていると評されている。白龍に自分で何でもできるようにと料理なども仕込んだ母親代わりのような存在だが、本人の料理は弟と従者を殺しかけたレベルの不味さで、弱点でもある。馬術が特技。21歳→22歳→23歳→26歳。身長169cmで体重54kg。趣味は裁縫。好きな食べ物は馬乳酒で嫌いな食べ物はない。好きなタイプは強い男性で嫌いなタイプは話し合いをしない人。
父である白徳や兄達の死後、白龍同様冷遇された立場にあったが、ジュダルに誘われて迷宮攻略に成功しパイモンの金属器を手に入れる。その力を買われて監視付きではあるが一軍を任されるまでになった。
黄牙一族を傘下に収める交渉で彼らの下を訪れた際にアラジンと出会う。彼との語り合いの末「誰も殺さず傘下に加える」ことを約束するが、呂斎の企みにより一族から敵意を向けられ、その際口元に傷を負うも、アラジンとの約束を守り反撃せずババの意志を引き継ぎ、黄牙一族と和解。その帰り道で呂斎とその部下達に暗殺されそうになるが、アラジンに救われた。
約半年後は天山西部に拠点を構え、眷族となった黄牙一族を従えていたが、紅徳の死により白龍と共に帰国。その際、白龍から父と兄達の死の真相を伝えられた。マグノシュタットから発生した黒いジンとの戦闘に紅炎の命で駆け付け、アラジンと再会する。
マグノシュタット戦後は紅覇と共に暗黒点の監視を行っていた。白龍が反乱を起こした際には静観の姿勢を取り、軍を率いて天山山脈を守っていたが、弟の命を守るためにシンドバッドに協力しササン騎士団を素通りさせた。
実はいつの頃からか実母の玉艶（アルバ）に憑依されており、最終章ではシンドリア商会の最高顧問に就任し、シバの先端が三日月に近い形状の神杖を持ってシンドバッドの傍に仕えている。暗黒大陸の大峡谷でのアラジンとの戦いの末「錬金魔法」で肉体を構成する素粒子が別の物に変わったことで憑依が解け「練白瑛」に戻り、長期間の憑依の弊害で昏睡状態が長く続いたが、「世界をルフに還す魔法」が発動したしばらく後で目を覚まし、弟が戦うシンドリア王国へと駆けつける。
パイモン
声 - 大原さやか
第9迷宮の主。狂愛と混沌の精霊。
露出度が高く、非常にナイスバディな女性の姿をしている。なお、乳首とへそにはピアスが付いている。同性愛者らしく、アルマトラン時はフォカロルの浮気癖に疲れたレラージュを慰めると同時に口説いていた。その容姿と性格からウーゴくんには苦手意識を持たれている。白瑛と契約している。フォカロルと同じく風を操る能力を持つ。多産型のジンで、ドルジをはじめとする百余名もの眷族を生み出している。金属器は白瑛の白い羽毛の扇。
魔装では、白い羽毛の扇は柄が伸びて形状が変化し、髪の色が黒から白に変わり頭や足に白い羽毛のような装飾を身に纏った姿になる。風の巨人を生み出して自在に操ることも可能となる。
- 轟風旋（パイル・アルハザード）

極大魔法。天地を繋ぐほどの巨大な竜巻を発生させ、地上の構造物と共に敵を上空へと巻き上げる。
練紅玉（れん こうぎょく）
声 - 花澤香菜
煌帝国第八皇女→煌帝国第五代皇帝。国際同盟常任理事（後に自ら辞任）。紅徳の第七女。迷宮攻略者。
リボンのような形状に結い上げた赤紫色の長髪で可憐な容姿 をした少女。袖余りの着物と羽衣を身につけている。一人称は「私（わたくし）」で、「〜よぉ」や「〜わぁ」といった間延びした口調で喋る。かなり勝気で誇り高い性格だがその実仲間思いであり、年相応の少女らしさや色恋沙汰に直面するとすぐに赤面したり泣きだす純情さを持つ。また、皇族育ちとして性的に下世話な話題などには疎い。そうした面もあってか、お付きの官女や配下の兵士からは慕われており、夏黄文の計略の片棒を担いでいた兵士も彼をあっさり裏切った。アリババ・白龍・ジュダルのことはちゃん付けで呼んでいる。皇女でありながら後述の理由で武人として生きるために剣術を得意とし、魔装も含めてその才能はシンドバッドにも認められるほど。武術の稽古は夏黄文につけてもらっている。友達が欲しいと思っているほど友達作りが苦手だったが、生まれて初めての友達（後述）であるアリババのことは尊敬する友人と見ており、彼の前では弱さを見せないように気をつけている。一時期アリババとの間で婚約話が持ち上がっていたが、彼が一時的に死んだことなどもあって自然消滅している。17歳→18歳→19歳→22歳。身長163cmで体重は秘密。趣味は美容・オシャレ。好きな食べ物は果実全般で嫌いな食べ物は野菜。好きなタイプは紅炎お兄様のような男性で嫌いなタイプは高圧的な同性。
母が遊女であるため地位は高くなく、政治的決定権は強くない。故に幼少期は内気で消極的な性格であり周りからも遠巻きにされていたが、夏黄文に自信をつけられ紅炎とジュダルに見出されて武人として生きようと思っていた。そのため紅炎や自分と似ている紅覇のことを兄として慕っているが、一方で似たような立場を持つ白瑛のことは快く思っていない。
アブマドと政略結婚するためにバルバッドにやってきた際、シンドバッドに一目惚れした。後に煌帝国来訪中のシンドバッドに辱められたと思い、その真偽を確かめるため、白龍と共にシンドリアを訪れる。その後、無実が明らかになった後はシンドバッドに素直に謝罪し、そのままシンドリアに逗留する。初恋が一方的なものだと自覚しており、シンドバッドとの手合わせを機に自分の初恋に区切りをつけ、同時に自分と同じ出自を持つアリババとは打ち解けて初めての「友達」となった。シンドリアとの戦争には金属器を使わないと決め煌帝国へ帰っていったが、手合わせの際にシンドバッドのゼパルによる催眠を受け、以降彼のスパイとしての役割を無自覚に担うことになる。
約半年後、マグノシュタットから発生した黒いジンとの戦闘に紅炎の命で駆け付け、アリババと再会する。戦争終結後、煌帝国の将軍の位を授かる。白龍率いる東軍との戦いでは、アリババやジュダルがいなくなったことを悲しみながらも兵とその家族、民達を守るために20万の兵を率いて西軍第二軍の軍団長（ただし、実権は古参の将軍が握っている）を務める。当初は東軍側の煌帝国兵に家族や友がいることを想って手をかけることを躊躇していたが、これ以上犠牲者を出さないために一刻も早くこの戦争を止める必要があることを紅覇に諭され、彼だけに汚れ役を担わせないために戦うことを決意する。紅覇と共に白龍の目前まで迫ったがあと一歩という所でシンドバッドのゼパルに操られ、無意識の内に西軍を裏切らされる。戦後ゼパルは取り除かれた もののシンドバッドに玩ばれた恨みから今までと一転彼を激しく憎悪するようになる。
最終章では白龍の跡を継いで女帝になったが、混迷する国内事情を治めるために苦心している。アラジン達が鬼倭王国に匿われていたことを知っていたが、何所に監視の目があるか分からなかったことから、彼らの身の安全を守るために即位後もその秘密を抱え続けていた。愛する国を自分のせいで滅ぼしてしまったという自責の念により苦しんでいたが、復活したアリババに励まされて立ち直り、演説によって燻り続ける国民達を奮起させることに成功する。その後はそれまで助けてもらっていた部下達に加え、新たに宰相に任命したアリババや流刑地からの帰還を許された「軍師」こと紅明の協力を受け、煌帝国を農業を中心産業とする商会として再興させるべく奮闘する。アラジン達の帰還を受けた後は国際同盟からの離脱を宣言するが、神になったシンドバッドにより思考を操られ再び同盟入りを決める。「世界をルフに還す魔法」の起動後は書き換えられたルフに従い、転送魔法陣を使ってエリオハプト王国に向かう。金属器を手放しアリババの説得を試みるも拒否され、彼の説得でルフの支配に抗おうとしたが聖宮の力が強まったことで抵抗に失敗。しかし紅炎の「いましめの輪」で極大魔法を封じられている間に聖宮が破壊されたことで正気を取り戻し、「迷宮の塔」の破壊に尽力する。一連の事件後は、地形の滅茶苦茶になった世界で国を立て直すために活動を続けている。
イメージは乙姫。
ヴィネア
第45迷宮の主。悲哀と隔絶の精霊。
大きなエラと牙を持つ魚のような姿をしている。紅玉と契約している。水を操る能力を持つ。金属器は紅玉の簪。
魔装では、簪は水晶玉が組み込まれた大きな剣になる。髪の色が赤紫色から水色に変わり、鎖骨部分から臍部を除く全身が水色の鱗に覆われて下半身は半透明のスカートを身につけた姿になる。
- 水神召海（ヴァイネル・ガネッザ）

極大魔法。巨大な津波を起こす。ヒナホホに「海上戦で使えばシンドリアの艦隊は壊滅」と言わしめるほどの威力を持ち、海のルフから魔力を集めればそれだけの力を出してもまだ余力を残すことができる。また、波を収束させて巨大な槍とすることも可能。
- 水神槍（ヴァイネル・アロス）

全身魔装の状態で、武器化魔装による剣に激流を纏わせて巨大な槍状の武器と化し、高速で回転しながら突進する。貫通力に優れている。
- 水神散弾槍（ヴァイネル・アルサーロス）

全身魔装の状態で、空中に無数の「水神槍」を作り出し、相手に向けて一気に打ち出す。
練玉艶（れん ぎょくえん）
声 - 伊藤美紀
煌帝国皇后→煌帝国第三代皇帝。白徳の妻。白雄・白蓮・白瑛・白龍の生母。
白瑛・白龍と同じく口元にホクロがあり、実年齢にそぐわぬ若々しさを誇る。白龍にとっては父と兄を殺した仇であり強烈なまでの憎悪の対象だが、白龍が幼い頃までは優しい母親で紅炎から見ても普通の女性だった。48歳→49歳没。身長159cmで体重53kg。
実は白雄・白蓮を産んだ後にアル・サーメン首領であるアルバに肉体を乗っ取られており、彼女によって夫や息子達を暗殺させられ、自身は与しやすいとして紅徳に妻として寝返っている。紅徳の死後は大陸の平定までの臨時という名目で第三代皇帝の座に収まる。最終的には復讐を果たしに来た白龍達に殺される寸前に正気に戻ったようだが無視され、白龍に首を斬り落とされた直後にアルバに体内のルフを暴発させられ自爆するという悲惨な最期を遂げた。
練白徳（れん はくとく）
煌帝国初代皇帝。白雄・白蓮・白瑛・白龍の実父。現在は故人。
中原の統一に成功した実力者で、死してなお未だ謎多き人物。紅炎曰く「偉大な王」であり、彼の元に生を受けた白龍を羨ましいとすら感じていたという。当時はまだ幼かった紅炎達に国の垣根を無くして世界を統一し、戦争の連鎖を断ち切ることを示していた。47歳没。身長180cm。
表向きはその苛烈さ故に敗残国である凱国の手の者に殺害されたことになっているが、白雄・白蓮と同様、妻の玉艶に取り憑いたアルバの企てにより命を奪われた。
外伝にも登場。バルバロッサがパルテビアの大統領に就任した際の祝賀会に訪れていた。
練白雄（れん はくゆう）
声 - 平川大輔
白徳の第一子。白瑛・白龍の実兄。現在は故人。
左で前髪を分け、母や弟達同様口元にホクロがある。白徳の峻烈さを受け継いでいる。かつての有力な皇帝候補であるが、人の命は本来平等であると考える人格者で、当時はまだ幼く天華にも影響する自身の命を尊重していた紅炎に対して「受け継ぐのは『血』ではなく『志』である」と諭していた。22歳没。身長182cm。
白蓮と共に白龍が物心つく頃には父に侍従して戦地に赴いていたが、その性格ゆえにジュダルが選ぶ王の器候補からは外されていた。アル・サーメンの魔術師達に襲撃され、実母が自分達の暗殺を仕組んでいたことや父の死の真相を白龍に伝え 自らの命を犠牲にして炎に包まれた建物から彼を逃がした。
練白蓮（れん はくれん）
白徳の第二子。白瑛・白龍の実兄。現在は故人。
短髪で口元にホクロがある。白徳の勇猛さを受け継いでおり、白雄の補佐に徹していた。明るくノリの良い性格だが、戦で致命傷を負った兵士を看取り、それに悲しみながらも前を向こうとする心の強さを持っていた。19歳没。身長175cm。
白雄同様ジュダルが選ぶ王の器候補からは外されていた。アル・サーメンの魔術師達に襲撃され、兄と共に抵抗するも殺害された。
練紅徳（れん こうとく）
煌帝国第二代皇帝。白徳の弟。紅炎・紅明・紅覇・紅琳・紅玉の父。
兄の白徳と違い妻が多数おり、それぞれと子を儲けている。疎んでいた兄の白徳が暗殺されたために皇位についた が、性格は愚昧そのもので世界統一の野心に駆られており、アル・サーメンからは与しやすいと見られ、ジュダルからは「ブタ野郎」呼ばわりされて見下されている。白龍はシンドバッドの前では彼を「義父」と呼んでいたが、裏では「俗物」と称して国を奪った敵としか見ておらず、紅覇からも母親と共に捨てられたことで憎まれている。白徳の思想を継いでいた紅炎や紅明からもいずれ排除すべき対象として見られていたと思われる。若りし頃は今よりも痩せていて、息子の紅炎によく似た外見だった様子。50歳没。身長180cm。
世界統一が果たされる前に突如病によって崩御する。作中で明言はされていないものの、タイミングとその後の展開から国家簒奪を目論んだ玉艶(アルバ)によって暗殺された可能性が高い。
練紅琳（れん こうりん）
煌帝国皇女。
名前だけ登場。紅明によると既に嫁いだ身らしい。

### 軍人・従者
ジュダル
声 - 木村良平
元煌帝国神官。「マギ」の一人。
生まれてから一度も切ったことがない黒髪の中に空気を入れて大きな三つ編みにした少年。細身ながらも筋肉質な体型 で、黒い中東風の服に金色の首輪と腕輪を身に付けている。無邪気だが冷酷かつ攻撃的な性格をしたかなりの戦闘狂で、誰に対しても傲岸不遜で無礼で気まぐれ。白徳や紅炎のような強い人間が好きだが、一方で紅徳のことは嫌っていた。白龍のことは「自分と同じ捨てられない憎しみ」を持っているという理由から王の器として高く評価し、白徳の死後周囲から遠巻きにされていた白龍を幼い頃から気にかけ迷宮攻略にも誘っていた。自らが出現させた迷宮を勝手に攻略していたシンドバッドとは顔見知りで、かつては共に世界征服をしようと彼を勧誘していた。シンドバッドの発言に影響を受けており、「モテる」と唆されてトレーニングをしたり服装を決めたりしている。自分の合わせ鏡のような存在であるアラジンをライバル視し、彼を倒すためならば自らを省みない。一方でアラジンや白龍が一目置いているアリババについては、彼らがどこに引かれているのか全く理解できていない。戦争が好きで、将軍達に力を与えるために迷宮攻略を斡旋しており、結果として煌帝国は中原を制覇した。その背後にはアル・サーメンの存在があり、煌帝国の建国時から組織の者達と共に国政に関与している。18歳→19歳→20歳→23歳。身長173cmで体重60kg。趣味は空中散歩。好きな食べ物は桃で嫌いな食べ物は野菜。好きなタイプは強いヤツで嫌いなタイプは弱いヤツ。
先端に赤い石が付いた短い杖を持つ。「堕転」し黒く染まったマギなので、黒いルフによって力を増す。雷や氷などの様々な魔法を使い、複数の魔法を同時に使うこともできる。一方で肉体自体は一般人と変わらないため物理攻撃には弱く、「いち魔導士」としては未熟で自分の体内のルフを使う感覚にも慣れていないのか、ルフによる魔力の恩恵を受けられなくなると魔法も急激に弱くなる。後に暗黒点から集めた膨大な黒ルフを使い、具現化するほどの「怒り」で新たな黒く禍々しい形状の杖を出現させ、額に第3の目を開眼させられるようになる。
極東平原の山奥の寒村に生まれたが、その直後にアル・サーメンによって両親を殺され連れ去られてしまったという過去を持ち、アル・サーメンから「ジュダル」の名を与えられた。現在の状況を楽しんでおり、アル・サーメンに対して恨みの感情を抱いているわけではないと語っていたが、本心ではマギの中で自分だけが何も選べず一生を壊されたことに対して強い怒りを感じている。
バルバッドに訪れ霧の団のアジトを襲撃した際、アリババに危害を加えたことでアラジンと交戦。圧倒的な魔法の力を見せつけるが、暴走状態となったウーゴくんに敗れ全身の骨を折る重傷を負う。その後、ウーゴくんが彼の自我だけを聖宮に連れ帰ろうとするも、マルッキオに妨害される。夏黄文の眷属器の治療を受け回復し、王宮で黒いジンと化したカシムを魔力で押さえつけて操り、アリババと戦う。そして駆けつけたアラジンのソロモンの知恵で不利な形勢に持ち込まれ、さらに黒ルフの供給がなくなったことで力を失い、「銀行屋」に回収された。
闇の金属器使い達がアラジン達を襲撃した頃にシンドリアに現れ、「強大な力を持つシンドバッドとは殺しあった方が面白い」という理由から宣戦布告をする。その後、本国で玉艶に敗れた白龍に「堕転」という道を仄めかした。刹那的な所は変わっていないが、アラジンとの二度の戦いを経て自分の生き方が変わってきたことを自覚している。
マグノシュタットの戦いには白龍と共に参戦しなかったが、戦いの後依り代から飛び散った大量の黒ルフを手に入れ、その中にいるモガメットからアルマトランの絶縁結界をはじめとした多くの魔法の知識を得た。その後、第68迷宮「ベリアル」を出現させベリアルの能力でアラジンや焼かれた自分の故郷の風景を見せられ彼から手を差し伸べられるもこれを拒否、白龍と共に迷宮を攻略した。迷宮脱出後、白龍と共に戦力を増強させた後に一足先に洛昌に行き、後から来た白龍と共に玉艶との決戦に挑んだ。絶縁結界によるサポートに徹し、玉艶が重傷を追って逃げ出そうとした所で介入し20年来の恨みをぶつけたが、止めは白龍に譲る。玉艶を討った後はシンドリアと煌帝国の会談に現れアラジン達に宣戦布告をし、その後自分達を止めに来たアラジンと戦う。白龍がアリババを倒した後、暗黒点と同等の力をもってアラジンを倒そうとするが、彼の「推力固定衝」を受けて宇宙空間にまで吹き飛ばされる。暗闇の空間を漂っていたが 最終的に暗黒大陸の南端に漂着し、そこで埴輪のような姿になったアリババと再会する。白龍に負けた彼を「非情に成りきれず何も守れない王の器」と散々嘲笑していたが、ルフの加護を失い弱い魔法しか使えなくなってしまった自分が単独行動するのは命取りだと考え、現状で自分より強いアリババに同行し元の世界に戻る方法を探すことになる。不便な野宿生活を続けたことで単独で浮遊魔法を使えるまでに体力を付け、アリババと共に原始竜のいる大陸の裂け目に辿り着く。そこで彼女の背中に乗って暗黒大陸からの脱出を図り、体を動かせないアリババを残して白龍を探して旅立った（なお、2年間共に行動してもアリババの良い所は全く理解できなかった模様）。
最終章では戦争をしている唯一の金属器使いのネルヴァに妥協して共に暴れていたが、「つまらない」と言い残して生まれ故郷である山村に里帰りし、ネルヴァ達を畑で強制労働させていた。そこを白龍に発見され煌帝国に戻り、「堕転」しているためシンドバッドのルフの書き換えから逃れ、アラジン・アリババ・白龍と共に聖宮に赴く。聖宮では第一の迷宮である憤怒と英傑の試練「バアル」の相手を単身引き受け、力で運命を破壊するという手段を取りながらも、面倒なことを考えるのは白龍、屈服はアラジンやアリババの「役目」だというシンドバッドが見出せなかった一つの理想を突きつけることでバアルを納得させ先へ進む。ダビデの手で「世界をルフに還す魔法」が開始されると外の世界へ戻り、白龍と共にシンドリア王国で聖宮から現れる無数の天使達を迎え撃ち、国際同盟から派遣された鬼倭王国軍と対峙する。「マギシステム」の消滅には否定的だったものの、最終的には人々と共に「迷宮の塔」の破壊を手伝った。一連の事件後は暇を持てあまし、煌帝国の国費で桃ばかり食べていたが、「浮遊魔法が使える強い魔導士」としてアリババ商会の暗黒大陸調査部署に強制的に協力させられることになった。
外伝にも登場。当時はまだ幼い子供で、ファーランと共にパルテビア帝国にも関わっていた。後に暗黒大陸からカタルゴに戻ってきたシンドバッド達と接触、自分が出現させた第16迷宮「ゼパル」を攻略したセレンディーネを自分の王と見定めた上でパルテビアの現状を教え、セレンディーネの監視下でシンドリア商会に身を寄せる。その後、セレンディーネ達と共に商会を離別した。1年後にはパルテビアの革命軍に協力したかに見せかけていたが、実は当初より「組織」の意思に従い暗黒点を生み出すためバルバロッサに協力を続けており、土壇場でシンドバッド達を裏切った。
名前の由来は『ジュダルとその兄』から。
- 魔法

- 降り注ぐ氷槍（サルグ・アルサーロス）

ジュダルの一番得意な氷魔法。大気中の水分を凍らせ、上空から無数の氷の槍を降らせる。さらにそれが刺さった所から凍っていく。暗黒点の膨大な魔力を得たことで城よりも巨大な氷柱を発生させられるようになったが、ルフの加護を失うと細く小さい楊枝のような氷にまで弱体化する。
- 雷槍（ラムズ・アルサーロス）

作中で最初に使用した際は、ルフの加護を失い静電気レベルにまで弱くなっていたため正確な威力は不明。
- 黒い雷槍（イル・ラムズ・アルサーロス）

空中から複数の黒い雷の槍を降らせる魔法。
- 追跡する氷竜（サルグ・サルゲツヤ）

氷魔法と風魔法の合わせ技。上空の雲から複数の巨大な冷気の竜巻を発生させ、相手を追撃する。炎魔法でも掻き消せない威力を持つ。
- 転送魔法陣（てんそうまほうじん）

紅明のダンダリオンやシェヘラザードと同種の魔法。杖で空中に八芳星を描き別の場所に移動する。運べる量は劣るが、転送できる飛距離は負けないと語っている。
- 遠隔透視魔法（えんかくとうしまほう）

ルフの記憶を具現化し、空中に映し出す魔法。白龍に言われたことで習得し、玉艶との決戦時に白龍の記憶である玉艶の真実を兵達に映し出した。
李青龍（り せいりゅう）
煌帝国右将軍。
長い髭を蓄え、左目に眼帯をした長髪の男。龍の意匠がある甲冑を身に着けている。神官であるジュダルにも意見する気骨の持ち主。当初は紅炎に仕えており、彼を次期皇帝に推していた。玉艶が白徳を殺した張本人ということに気付いていたが、内戦を避けるために敢えて黙っていた。71歳没。身長199cm。
後のベリアルの眷族で眷属器は薙刀。同化によって左目が黒くなって左腕が目の模様がある肥大化した腕になり、巨大化して睨んだ多人数の人間を操ることが出来る。
煌帝国の武の中枢を担い、中原統一に貢献した。玉艶を討つために洛昌に攻め込んできた白龍とジュダルを制止し相手にすらされなかったが、白龍を未来の皇帝と認めたことで黒彪と共に玉艶討伐に加勢し、その際に左耳を失っている。紅炎率いる西軍との戦いでは、5万の兵を率いて東軍第一軍の軍団長を務める。玉艶の所業から目を背けていた罪悪感から、遠からず命を落とすことを承知の上で眷族同化を急速に進めており、黒彪と共に紅覇・紅玉達を足止めするが、途中で青秀・楽禁と対峙する。戦後は無理な眷族同化の代償で死亡した。遺体の一部は魔導研究施設「眷族同化」班に接収され、実験材料として利用されている。
周黒彪（しゅう こくひょう）
煌帝国左将軍。
黒髭を蓄え、目の濃いクマと縛った長髪を持つ男。彪の意匠がある虎模様の甲冑と黒いマントを身に着けている。当初は青龍と対になって紅炎の世界統一に身命を賭していた。玉艶が白徳を殺した張本人ということに気付いていたが、内戦を避けるために敢えて黙っていた。68歳没。身長196cm。
後のザガンの眷族で眷属器は斧。同化によって右目が黒くなって右腕が黒い鱗に覆われ肥大化した腕になり、巨大化して発生させた植物から相手の魔力を奪い取ることが出来る。
建国の時代より煌帝国を支えている人物。玉艶を討つために洛昌に攻め込んできた白龍とジュダルを制止し相手にすらされなかったが、白龍を未来の皇帝と認めたことで青龍と共に玉艶討伐に加勢し、その際に右目を失って以降は十字模様の眼帯をしている。紅炎率いる西軍との戦いでは、5万の兵を率いて東軍第二軍の軍団長を務める。玉艶の所業から目を背けていた罪悪感から、遠からず命を落とすことを承知の上で眷族同化を急速に進めており、青龍と共に紅覇・紅玉達を足止めするが、途中で青秀・楽禁と対峙する。戦後は無理な眷族同化の代償で死亡した。遺体の一部は魔導研究施設「眷族同化」班に接収され、実験材料として利用されている。
炎彰（えんしょう）
声 - 大畑伸太郎
紅炎の眷族。
同化によりドラコーンと同様の黒い皮膚を持つ竜人のような姿をしている。紅炎に忠誠を誓っているものの、血統の正当性では白龍の方が皇帝に相応しいのではないかとも考えている。
巨大化して口から熱気を吐くことができる。
白龍率いる東軍との戦いではバルバッドで紅炎の傍に仕えていたが、終戦後は敗軍の将として投獄された。
李青秀（り せいしゅう）
声 - 宮崎寛務
紅炎の眷族。青舜の兄。
同化により髪が蛇になっており、体表には鱗がある。同化する前は弟と似た容姿で、彼同様背も小さかった。紅炎の眷族の中では一番の若輩者で過信かつ軽率な言動を周囲から諌められることも多い。忠雲とは同い年であり、彼をちゃん付けで呼んでいる。
アシュタロスの眷族で眷属器は右手首にはめた腕輪。巨大化して蛇の髪を自在に操ることができる。
白龍率いる東軍との戦いでは、9万の兵を率いて西軍第四軍の軍団長を務め、紅覇・紅玉を白龍のいる華安渓谷に辿り着かせるため楽禁と共に青龍・黒彪の相手を買って出る。終戦後は敗軍の将として投獄された。
一連の事件後は金属器が消滅したことで、同化が解けて一気に身長が低くなった。
楽禁（がくきん）
声 - 蓮岳大
紅炎の眷族。
頭巾を被り髭を蓄えた猪八戒を思わせるような肥満体の男性。たまに間延びした口調で話し、生意気で考えが浅い青秀をどつくこともある。
フェニクスの眷族で眷属器は鏟。巨大化による肉弾戦を得意とし、黒いジンとの戦闘では敵の肉体を喰らっていた。
白龍率いる東軍との戦いでは、11万の兵を率いて西軍第三軍の軍団長を務め、紅覇・紅玉を白龍のいる華安渓谷に辿り着かせるため楽禁と共に青龍・黒彪の相手を買って出る。終戦後は敗軍の将として投獄された。
周黒惇（しゅう こくとん）
声 - 荒井聡太
紅炎の眷族。
同化により角の生えた獅子のような風貌をしている。
アガレスの眷族で眷属器は左手首にはめた腕輪。巨大化して鋭い爪を振って繰り出す斬撃を武器に戦う。
白龍率いる東軍との戦いではバルバッドで紅炎の傍に仕えていたが、終戦後は敗軍の将として投獄された。
忠雲（ちゅううん）
紅明の部下であり眷族。
兜を被り、両目を前髪で隠した男性。青秀とは同い年で、彼が同化する前は頭一つほど身長が高かったが現在は追い越されている。身長182cm。
弓矢を武器に持ち、弓術を使う。まだダンダリオンの眷族になって日が浅いため、同化はできていない。
白龍率いる東軍との戦いでは西軍本陣で紅明の傍に仕えていたが、終戦後は敗軍の将として投獄された。
紅覇の従者
三人の優秀な女性魔導士。元々は人工的に魔導士を作り出す実験の失敗作だった。実験の影響で体の一部がおぞましい姿になってしまっており、乾卦札によって肉体の腐敗を防いでいる。最終章では魔導研究施設で他の者と共に研究に勤しんでいた。
純々（じゅんじゅん）
声 - 長尾明希
紅覇の従者であり強力な魔導士。
顔に呪符と包帯 を巻いている長髪の女性。紅覇に非常に懐いており、紅覇に叩かれては喜び、紅徳の崩御で彼が自分達を置いて帰国する際には号泣していた。少々口が軽く、自分より各上の存在のマギであるとはいえアラジンに自国の軍事機密を漏らしてしまったこともある。
仁々（じんじん）
声 - 庄子裕衣
紅覇の従者であり強力な魔導士。
V字型の前髪で腹部に符が張られた服を着ている女性。表情の変化に乏しい。彼氏がいるらしく（紅覇曰く「昔からモテた」）、従者3人の中では勝ち組。
麗々（れいれい）
声 - 河合紗希子
紅覇の従者であり強力な魔導士。
中分けの長髪で腕に包帯が巻いてあり、その上に符が張られている女性。
関鳴鳳（かん めいほう）
声 - 興津和幸
紅覇の部下。
頭巾を被り右目を前髪で隠した青年。120年前に王家に反旗を翻した武将・関鳴盛（かん めいせい）の末裔で、元は一族郎党荒れ地に追放されていた。
鳴才（めいさい）、鳴進（めいしん）、猛傑（もうけつ）、呂文丁秀（りょぶんていしゅう）、何候尚（かこうしょう）
紅覇の部下達。マグノシュタットへ進軍中、黒いジンの襲撃を受けて死亡した。
李青舜（り せいしゅん）
声 - 瀬戸麻沙美
白瑛の部下であり眷族。青秀の弟。
淡い水色の長髪を縛り、中性的な容姿をした少年。一人称は「私」。白瑛とは旧知の仲で、彼女と共に迷宮を攻略した。彼女の弟である白龍とも仲が良く昔馴染みで共に武術の稽古を行うこともある。少し前までは年齢に見合った関係だったが、白龍に身長を越されたことを気にしている。双剣術を得意とし、虫が苦手。17歳→18歳。身長158cm。趣味は詩吟。
- 双月剣（そうげつけん）

パイモンの眷属器。風の刃を操る一対の曲刀。
夏黄文（か こうぶん）
声 - 鈴村健一
煌帝国宰相→煌帝国宰相補佐。紅玉の従者であり眷族。
顔に眼鏡のような特徴的な刺青があるため、ジュダルからは「メガネ」と呼ばれる。紅玉を煌帝国西域進出の道具として策謀しているが、一方で紅玉の望みを叶えられないことを心苦しく思っており、彼女のわがままには弱い。特技は人心掌握（自称）。24歳→25歳→26歳→29歳。身長183cm。趣味は出世。独身。
煌国北軒州の寒村に生まれ、「科選」試験を優秀な成績で突破し、官吏として登用される。17歳の頃に当時遠巻きにされていた紅玉に仕え、彼女と共に迷宮を攻略した。他国に嫁いだ紅玉の子の後見人となり当地の国権を掌握するのが目的だったが、バルバッドでは王政の廃止、シンドリアではヤムライハの魔法と紅玉を哀れに思った部下の裏切りにより頓挫する（かねてより思考がダダ漏れであるため出世できないと言われていた）。白龍率いる東軍との戦いでは、紅玉が軍団長を務める西軍第二軍に所属する。
最終章では煌帝国の宰相になっており、危機に瀕する国を救うための政策を作るため知恵を絞っていた。紅玉が藁にもすがる思いでアリババを宰相に登用したことで降格し、宰相補佐となる。
- ヴィネアの眷属器

正式名称は不明。治癒効果のある水を出す扇で、重傷を負ったジュダルに応急処置を施した。
「銀行屋」
声 - 三木眞一郎
アル・サーメンの一員。
顔の全面をベールで隠した男。ジュダルのお目付け役といった体でも有り、行動を共にすることが多い。経済アドバイザーを名乗り、各国を渡り歩いて国々の財政顧問を請け負い、国を破滅へと追い込む。
呂斎（りょさい）
声 - 飛田展男
煌帝国千人将。
頭巾を被り、髭を蓄えた男。白徳の皇女である白瑛を監視する立場でもある。41歳。身長173cm。
白瑛を将軍の器ではないと思っており、裏で独自に奴隷狩りを行っていた。西征部隊の将軍になりたかったが、白瑛がその任を受けたため、策略によって黄牙一族の手で白瑛を打ち取らせようとするが失敗。その後、伏兵を用いて白瑛を魔力切れに追い込み討とうとしたが、アラジンによって阻止され、逆臣として捕らえられる。
迷宮生物兵団
迷宮生物を人体に移植する手術を生き延びて異形の姿になった戦士達。当初は2割程度の成功率しかなかったが、アルマトランの情報を元にゲノムの洗い直しを進めた結果、最終章では成功率7割にまで技術が進歩した。後述の3名はバルバッドに贈られた紅玉の「結納品」。
閻体（えんたい）
声 - 福原耕平
紅玉の「結納品」の一人。吾国出身。
普段は人の姿だが、巨象のような姿に変身できる。マスルールと互角の力を持つ。25歳没。身長203cm。
バルバッド王宮に現れたアリババを圧倒するが、武器化魔装を完成させたアリババにより真っ二つに斬られた。
閻心（えんしん）
紅玉の「結納品」の一人。迷宮出身。
人間の知能と分裂・再生能力を併せ持つ大猿のような姿をしている。猿のような迷宮生物を率いるボスで、集団とスピードの早い戦闘を得意とする。身長400cm。
本気を出したモルジアナのスピードの前に敗れる。
閻技（えんぎ）
声 - 勝沼紀義
紅玉の「結納品」の一人。凱国出身。
人の姿から豹のような姿に変身できる。剣士であり、剣術に秀でている。27歳没。身長174cm。
アリババの「アモンの剣」の前に敗れる。

### 黄牙一族
ババ / チャガン・シャマン
声 - 沢田敏子
黄牙一族第155代大王の孫娘。黄牙一族100余名の集落の長。
三つ編みをおさげにしている老婆。アラジンに黄牙の村に伝わるマギの物語を語った。村民からは「ババ様」と呼ばれ慕われている。80歳没。身長145cm。
先端が鳥の形をした木製の杖を持ち、魔法使いだが体内の魔力は少なく階級は占い師程度。かなりの高齢のため盲目ではあるが、ルフを見ることで周囲の状況は把握できる。
呂斎の策略により闇討ちされるが、最期に自分の命を懸けて一族の暴走を止め、白瑛に一族と自分の意志を託した。形見の杖はアラジンが譲り受け、マグノシュタットでの戦争まで使われた。
ドルジ
声 - 近藤孝行
黄牙眷族部隊騎馬隊長。黄牙一族の戦士。
三つ編みにした小さなおさげを持つ青年。トーヤに淡い好意を寄せており、黄牙の戦士であることを誇りに思っている。幼少期はウサギをも怖がる臆病者だったが、今では一人前の戦士に成長した。20歳。身長191cm。
山裾に倒れていたアラジンを保護した。再登場するまでの間に白瑛の志に共感し眷属となっており、黄牙眷族部隊の騎馬隊長を務めている。
トーヤ
声 - 神田朱未
ババの孫。ドルジの幼馴染。
平和を望む黄牙一族の少女。前髪を三つ編みにした長髪が特徴。19歳。身長159cm。
気を失っていたアラジンを介抱した。奴隷狩りの被害にあったが、ドルジによって救出される。
ボヤン
声 - 小島英樹
黄牙の村の青年。
顎髭を生やしている。明るい性格で、ドルジと同年代の友達の内の面白い人止まりの方。20歳。身長186cm。
バートルと共にドルジの獲物の鹿を運んできた。白瑛の志に共感し眷族となっている。
バートル
声 - 松本忍
黄牙の村の青年。
右で前髪を分けている。軽い性格で、ドルジと同年代の友達の内のチャラい方。付き合っている女の子がいる。20歳。身長187cm。
ボヤンと共にドルジの獲物の鹿を運んできた。白瑛の志に共感し眷族となっている。
ゴルタス
ジャミルの奴隷。詳細はチーシャンを参照。

### その他（煌帝国）
才凛（さいりん）
マグノシュタットへの留学生。詳細はマグノシュタットを参照。

## バルバッド
アブマド・サルージャ
声 - 宮田幸季
バルバッド廃王（第23代国王）。アリババの長兄。
肥満した体型で、周囲の人間からは「豚」と呼ばれることがある。顔は母親似。語尾に「〜でし」と付ける。アリババのことは彼が王宮にいた頃から汚いものを見るように酷く避けており、現在に至っても弟だとは思っていない。25歳。身長145cm。
先王であり父・ラシッドの死後バルバッドを治めるが、評判は良くなく政治能力も低い。煌帝国から軍事力により貿易に圧力をかけられ国力が弱まり、さらにマルッキオの言いなりになって煌帝国の通貨・煌を大量に借り、結果担保として海洋権・制空権・国土の利権・通商権を差し押さえられ、ついには王である自分さえいれば国は成り立つという考えから人民を担保にする「国民奴隷化計画」を打ち出し、国を崩壊させかねない事態を招いたため、アリババによって王座を降ろされた。
退位後、トランの民の島でシンドリアの考古学調査団として仕事をしている。いろいろと考える切っ掛けがあり、現在は自分ができることの中でトラン文化の研究が最良のことだと思い定めている。
外伝にも登場。当時は12歳のバルバッド第一王子で、母である王妃の教育の影響で乱暴者の不出来な子供に育っていた。
サブマド・サルージャ
声 - 野島裕史
元バルバッド副王。アブマドの弟でアリババの次兄。
顔は父親似。人前に出ることを極度に恐れて滅多に姿を現さず、政治にも全く関わっていなかった。アリババが王宮に来たばかりの頃はアブマドの影に隠れて避けていたが、数年経つ内に彼の能力を認め、普通に接するようになった。また、霧の団のアジトへ赴いた際に将軍であるバルカークも同行していたことから、アブマドより人望がある模様。22歳。身長168cm。
アブマドの計画を阻止しようと霧の団に内通し、国軍の警備状況などの情報を流していた。煌帝国との条約調印が5日に迫り、そのことを知らせるために霧の団のアジトへ部下と共に赴く。アリババが単身で王宮に乗り込んだ際には、勇気を振り絞り兄の横暴を止めた。
革命後、兄と共にトランの民の島でシンドリアの考古学調査団として仕事をしている。人前で話すことを以前より恐れなくなっており、トランの村の村長の通訳も務める。
外伝にも登場。当時は9歳のバルバッド第二王子で、この頃からアブマドの後ろについて回る臆病な子供だった。
アリババ・サルージャ
元バルバッド第三王子。詳細は主要人物を参照。
ラシッド・サルージャ
声 - 土田大
バルバッド第22代国王。アブマド・サブマド・アリババの父。現在は故人。
アリババ同様、角のような形状のくせ毛がある。アリババの母であるアニスのことを身分違い故に結婚できなかったが愛していたと言っている。生前はシンドバッドとも交友があり、シンドリアの建国直後は彼に貿易や国の在り方について教えている。また、シンドリアが戦乱に見舞われた際には心を引き締める意味でバルバッドの宝剣をシンドバッドに授けた。48歳没。身長174cm。
正妻に教育を任せていたアブマドやサブマドに国王を継がせることに不安を覚えていたため、アリババを王宮に呼ぶ。アリババが王宮に来てから2年ほどで病に倒れ、アブマドに国政を任せるが、その後1年間で煌帝国の圧力により国が衰退したため、アリババに王になるように頼む（だが、アリババはスラム出身であることを理由にそれを断っている）。その数日後、王宮が霧の団の襲撃を受け、それが影響して死期が早まり病死する。内乱の終了後、ソロモンの知恵で「大いなるルフの流れ」から呼び出されアリババ達兄弟の前に現れた。
外伝にも登場。初登場時37歳。公務で訪れていたレームで商人のハールンと名乗ってシンドバッドに接触、彼の冒険譚を聞いた後で自らの正体を明かし、自分が公務で帝都に行っている間に資本金となる金貨100枚（アニメでは金貨1000枚）を稼げば商会に推薦すると約束する。達成できるはずのない無理難題だと考えていたが、自分が考えもしない方法で目標を達成しつつあるシンドバッドを認め、「友」として彼の夢に協力することを決める。また、シンドバッドに後に「シンドバッドの冒険書」と呼ばれることになる自伝書物を執筆することを勧めた人物でもある。シンドバッドが奴隷としてマリアデル商会に捕えられた際には、彼を助けるため策を授かりに来たジャーファルと会談し、マリアデル商会に手を出せば奴隷との関わりが深いレームへの内政干渉になり国際問題にも発展するという理由から「国王」として手は出せないと答えたが、「あくまで友人として時間を共にすることはできる」とも助言し、シンドリア商会がマーデルを陥れるために開いた祝賀会に一切喋らずに出席してバルバッドが奴隷制度を導入するとマーデルに思い込ませた。また、「ある子供」を捜索しているようだが詳細は不明。後に奴隷から解放され商館をバルバッドに移転したシンドバッドと謁見の場を儲け、国を作るのに必要な国土の問題と未開の地として暗黒大陸があること、パルテビアがレームと停戦条約を結んだことを教えた。シンドバッドがパルテビアの現状を知ろうとした際には外交時の護衛として随伴させ、バルバロッサがパルテビアの大統領に就任した際の祝賀会にも訪れていた。数年後、もう一度建国した新生シンドリア王国を中心とする七海連合の軍事同盟に向けた会談においてその見届け人を務め、シンドバッドへ餞別として自国の宝剣を授ける。
バルカーク
声 - 松本保典
バルバッド国軍右将軍。
先王の代から仕えており、国の行く末を憂いている。そのため同じ思想のサブマドを陰ながら補佐していた。アリババが王宮にいた頃に剣術を教えた師範で、彼を「若」と呼ぶ。48歳→49歳→53歳。身長182cm。
王政崩壊後も酷な国内に留まり官職に就いているが、他の国民同様煌帝国の統治に苦しめられている。白龍達との戦いでアリババがいなくなってしまった時は他の者と共に悲しんでいた。
最終章でも登場し、共和国として歩み始めたバルバッドで活躍している。煌帝国の商談で3年ぶりに帰国したアリババが生きていたことに喜び、彼に王子として戻ってくるよう懇願するが、「バルバッドにもう王子（オレ）は必要ない」と諭された。
外伝にも登場。当時は35歳。ラシッドと共に公務でレームに訪れており、そこの劇場公演でシンドバッドのジンの力を目の当たりにし、彼を国軍に引き入れてその力を軍事に転用しようとも考えていたがラシッドに諌められる。
マルッキオ
アル・サーメンの一員。「銀行屋」。詳細はアル・サーメンを参照。

### 霧の団
カシム
声 - 福山潤、三瓶由布子（幼少期）
霧の団幹部（実質的にはリーダー）。
ドレッドロックスが特徴。面倒見がよく優れた統率力を持つ。スラム街でアリババと共に兄弟のように過ごした。酒に溺れて我が子に暴力を振るう父（声 - 間宮康弘）を持つ自身と国王を父に持ち優しい母に育てられたアリババを比べて劣等感を抱き続け、更にアリババが去った後に行われたスラムの住人達の隔離政策の末に流行病で妹のマリアムを亡くして絶望に陥り、何の手も差し伸べなかった王宮への憎しみを強めることになる。特技は節約。18歳没。身長172cm。趣味は煙草。
かつて、失踪していたはずがふらりと帰ってきた父をはずみで刺し殺してしまい、その時に父から「お前も自分と同じクズ野郎だ」と言われたことも劣等感の一因だった。
王宮への憎しみの感情をアル・サーメンに利用され、血を流すことなく革命を為したアリババに対してクーデターを起こし、それが失敗に終わると何もない自分にも力が宿りうることを証明するため自ら黒いジンとなる。王族を恨んでいるため、理性を失ったジンの姿となってからも王族や王政に関わった者を殺そうと執拗に狙う。ジュダルの力によって支配されアリババの「アモンの剣」を折るが、最期はアラジンのソロモンの知恵の力でジンの内部に入ったアリババによって「堕転」した魂は救われ、ジンの消滅に伴って死亡した。後にハッサン達によって彼の墓は作られたが、その遺体は煌帝国に回収された。
死後も、ルフの一部がアリババの体内に残っており、アリババがイスナーンから呪いを受けた時はその侵食を食い止めていたがアリババの魔力が変質することの原因ともなった。なお、形見の赤いピアスは現在もアリババが身につけている。
外伝にも登場。当時は6歳の幼い子供で、この頃はアリババと仲が良かった。
名前の由来は『アリババと40人の盗賊』のアリババの兄・カシムから。
- 黒縛霧刀（コクバクムトウ）

魔法武器で、闇の金属器の一つ。刀身から鉛の重さの黒い霧を出し、その霧で相手を捕縛する、巨大な球を作り押しつぶすといった攻撃をする。本来の力は、「黒い器」の持ち主がその身を貫くことで自らを核として黒いジンを生み出すというものである。ジンの状態では、「重力魔法」や魔力を込めた「重力刀」を使う。
ザイナブ
声 - 渡辺明乃
霧の団幹部。
下唇にピアスを付けた女性。ハッサンと付き合っており、よく喧嘩する。18歳→19歳。身長165cm。
共和制移行後はハッサンと結婚。ザッサンという父親似の息子を儲け、現在2人目を身籠っている。将来的に自分の店を持つという夢を持つ。
- 赤幻霧刀（セキゲンムトウ）

魔法武器。刀身から赤い霧を出し、それを吸い込んだ人間の期待や不安を煽りその幻を見せるが、心を強く冷静に保つ者には効果がない。カシムがジンになった時、彼に吸収された。
ハッサン
声 - 丹沢晃之、秋保佐永子（幼少時代）
霧の団幹部。
左目に眼帯をしている男性。ザイナブと付き合っており、よく喧嘩する。19歳→20歳。身長188cm。
共和制移行後は荷担ぎの職に就き、ザイナブと結婚する。煌帝国の統治に不満を抱いているが、子供のために現状を受け入れようとしている。
- 黄侵霧刀（オウショウムトウ）

魔法武器。傷をつけたものを黄色い酸の霧でどんなものでも溶かす。建物への侵入などの時にも使われる。カシムがジンになった時、彼に吸収された。
ワリード
霧の団幹部。
葉巻を銜え、編み込んだ顎鬚が特徴の男。結成初期からカシムと行動している。18歳。身長180cm。
共和制移行後は牛引きから出世して奉公人（＝奴隷）を四人仕える立場になった。
- 黒縛霧刀（コクバクムトウ）

タリク
霧の団幹部。
左目の下に傷がある男。霧の団の幹部では最年長格。19歳。身長178cm。
共和制移行後は荷担ぎになっている。
- 黒縛霧刀（コクバクムトウ）

SLM3兄弟
霧の団団員。現在はレームで賭博を経営している。詳細はレーム帝国を参照。

### スラムの住民
アニス
声 - 岡田栄美
アリババの母。現在は故人。
長い黒髪を片側で縛った女性。明るく優しい性格で、父親が蒸発したカシム兄妹を引き取って親代わりとなる。引き取られてからもしばらく悪事を繰り返したカシムのことも自分の子供のように庇ったため、一時的にとはいえカシムが悪事を止めることに繋がった。33歳没。身長156cm。
元々は王宮に仕える下女だったが、ラシッドのお手付きとなり王宮から出された。その後はスラムで娼婦をしていたが、アリババがまだ幼い頃に病死した。内乱後、ソロモンの知恵で「大いなるルフの流れ」から呼び出され、ラシッドと共にアリババの前に現れた。
マリアム
声 - 中嶋アキ
カシムの妹。現在は故人。
父親が蒸発したため、カシムと共にアニスに引き取られアリババとは兄弟のように育つ。10歳没。身長130cm。
アリババがスラムを出た翌年、そこで流行した病にかかり、国が取った隔離政策のため医者もおらず薬もない状況で死亡する。内乱終結後、ソロモンの知恵で「大いなるルフの流れ」から呼び出されカシムと共にアリババの前に現れた。

### その他（バルバッド）
ナージャ
奴隷商人・ファティマーに捕えられた少女。詳細はその他の人物を参照。
ハルドゥーブ
声 - 蓮岳大
バルバッドの貴族。シンドバッドとマスルールが警護についた屋敷の主。貧困に耐えかねたスラムの住民達に襲撃を受ける。

## マグノシュタット

### 上級魔導士
マタル・モガメット
声 - チョー
マグノシュタットの王。マグノシュタット学院学長。ヤムライハの養父。
鷲鼻と黒い痘痕、2kgもある長い髭が特徴の老魔導士。魔導士であればいかなる人物・存在でも我が子同然に可愛がり、アラジンからは「アリババや黄牙のババに負けない位優しい」と評されているが、後述の過去故に非魔導士に対しては家畜同然の存在として見下し、大人は醜悪な怪物、子供はペット程度の認識でしかない。98歳没。身長170cmで体重65kg（髭の重さも含めて）。趣味は魔法研究。好きな食べ物はお茶で嫌いな食べ物は酒などの堕落を促す物。好きなタイプは魔導士で嫌いなタイプは非魔導士。
先端に樹木の蔓のようなものが伸びた杖を持つ。マギではないが立場相応に強力な魔導士で、杖の一振りでティトスの超律魔法の軌道を逸らしティトスの杖を弾き飛ばす、シェヘラザードをティトスから強制的に追い出すなど高い技量を見せる。攻撃より防御に特化した全ての魔法が得意で、治す・守るといったことに長けている。特殊な8型魔法で他人を強制的に「堕転」させることができ、自らの意志で「堕転」することも可能。人間の魔導士では最強かつ最高峰の知識の持ち主であり、アルマトラン時代の魔法さえも熟知している。30年前にはマギ以外の人間としては唯一、玉艶・シェヘラザード・ユナンと共にシンドバッドの誕生を感じ取っていた。
若い頃は美形の青年で（作者曰く、アリババとシンドバッドを足して2で割った）、魔導士は非魔導士の幸せのために存在するとして、ムスタシム王家に従属し人々に尽くしていた。同じく魔導士だった妻を魔力切れのため早くに亡くしている。魔導士達はその功績を受け入れられ貴族の称号を授かったが、魔導士の台頭を快く思わないムスタシムの貴族達によって疫病の原因は魔導士にあるという汚名を着せられ、それを真に受けた国民達により次々と仲間の魔導士達を虐殺される。王に嘆願しあらゆる権利を放棄することで難を逃れ、慎ましく研究を続けたモガメットだったが、長きに渡る戦争の影響で魔導士達も戦場に駆り出されることとなり、その結果教え子だった大勢の魔導士や実の娘・サーナまでも失う。ついには当時のムスタシム王のある一言で、自分の信念を否定することになるほど非魔導士に絶望した。これらの経緯から「知識のみを追い求める魔導士と権力や戦乱を求める非魔導士は異なる生物なのではないか」という疑念が確信に変わり、「より優れた魔導士という種族こそが世界を導くべきだ」という考えに取り憑かれ、「魔導士のための国」を作るべくムスタシム王家が所持していた魔法の全権利の引き渡しを求め、国民を先導して反乱を引き起こさせた。
12年前にアル・サーメンと手を結び、イスナーンらと人工の魔法道具や黒い金属器を発明していたが、彼らが非魔導士に金属器を与えたため、手を切った。その過程で開発された魔法道具の不良品は盗賊達に向けて売り払われている。
ティトスの体を借りたシェヘラザードにレームの属国になるよう言い渡されるが拒否し、レームに対して開戦を決意する。戦争中は三重の防御結界によって国を守りながら、「遠隔透視魔法」で戦況を見守る。戦いはアラジンの介入により休戦状態となったが、動き始めた煌帝国軍に対抗すべく自ら「堕転」し、切り札である黒いジンを解き放ち煌帝国とレームを相手に同時に攻撃を仕掛け、多数の金属器使いやマギを相手に圧倒し続ける。しかし、ティトスから「非魔導士と対等になれないことへの悲しみ」を指摘され、彼の命がけの超律魔法により魔力炉の制御を手放す。しかし、「堕転」の結果として肉体は黒く干からびてしまった。そのルフは依り代の核となっていたが、金属器使い達との戦いで弱り、ソロモンの知恵でアラジンとヤムライハと再会を果たす。ティトスが引き止めていたため彼だけは白ルフの流れに戻ることができたが、「堕転」させた人々を捨て置けないとそれを拒否。アラジンに黒ルフを白ルフに戻す方法を探すことと「『優れた者』などどこにも存在しない」という伝言を頼み、依り代を崩壊させ黒ルフの中へ笑顔で消えていった。彼の形見である杖はアラジンが受け継いでいるが、その大量の黒ルフはジュダルに利用された。
外伝にも登場。当時は単なる魔法の研究をする学問機関を装いながら「魔導士の国」を作るための準備を何十年も掛けて行っていたが、それをバルバロッサに見透かされてパルテビアに呼び出され、彼から革命の協力を持ちかけられる。
- 魔法

- 遠隔透視魔法（えんかくとうしまほう）

血液に宿るルフの記憶を空中に映し出す魔法。その血液の持ち主の過去に起きた出来事の映像を観ることができる。
- 強制堕転魔術（きょうせいだてんまじゅつ）

特殊な8型魔法により人間の心を絶望に染め上げる事で、意図的に「堕転」させる事ができる。
- マグノシュタットの結界

マグノシュタットを守っている結界で、内部で使われた魔法の情報は外には一切もれない。個人で纏い防壁魔法のように使う事もでき、白龍とジュダルが言うには通常の防壁魔法とは違いがある様子。
ヤムライハ
モガメットの養女。当初はシンドリアの八人将の一人だったが、後に新マグノシュタット学院学長となる。詳細はシンドリア王国を参照。
マイヤーズ
声 - 井上喜久子
上級魔導士。マグノシュタット学院「コドル6（落第候補）」担当教官。元パルテビア軍属魔導士。
仮面を付け、露出度の高い格好をした女性で、かなりの巨乳。教育方針は軍隊並のスパルタだが、これは肉体的に脆弱な魔導士を鍛えることで、身体能力と共に魔力を高めるためのもの。涙もろい一面もあり、1ヶ月間修行に耐えきったアラジンから礼を言われた時には涙をこぼし、さらにその1ヶ月後のイクティヤールで一気にコドル1にまで成長した際には号泣している。33歳→34歳→37歳。身長175cmで体重61kg。趣味は教え子の教育。
先端に複数の棘が付いた長い鞭を持つ。「雷鞭の魔導士」の別名通り雷魔法を得意とし、鞭を相手に巻きつかせて電撃を流したり上空から巨大な落雷を落とすこともできる。
第3期編入生であるアラジン達を鍛え上げ、次々と学生が辞めていく中最後まで脱落しなかったアラジンをはじめとする5人を一気に成長させた。レーム戦では、水攻めと雷撃の組み合わせでファナリス兵団の戦力を減らすことに成功するが、ムーとロゥロゥの挟撃で防壁魔法を破られて重傷を負い、スフィントスの治療により一命を取り留めたものの戦線から離脱する。
最終章までに結婚が決定している（相手は不明）。
外伝にも登場。当時はドロンと共にパルテビアの革命軍に所属していた。
ドロン
声 - 増元拓也
上級魔導士。マイヤーズの弟。
フードを被り、棘の付いた首輪と両目を隠している前髪が特徴。5等許可区の人間の管理を担当する。非魔導士を家畜と断じる冷酷な男だが、姉であるマイヤーズには頭が上がらない。語尾を長く喋る癖がある。25歳。身長178cmで体重60kg。
蔓のような鞭を持ち、8型の命魔法で植物の怪物に変えて操ることを得意とする。
5等許可区にてマクバラーになったマルガを処分しようとしてアラジン達に阻止され、彼らを処刑しようとするがマイヤーズに止められる。
外伝にも登場。当時はマイヤーズと共にパルテビアの革命軍に所属していた。
イレーヌ・スミルノフ
声 - 豊口めぐみ
上級魔導士。研究室（ゼミ）「ルフの特性と変質」室長。ミスタニア共和国出身。
左目にモノクルを装着している女性。モガメットに心酔しており、部屋にはモガメットの肖像画が大量に飾られている。また、モガメットに見込まれているアラジンに対して嫉妬心を抱いている。水晶と羽の形をした飾りが組み込まれた杖を持つ。28歳→31歳。身長174cmで体重58kg。趣味は調度品集め。
授業では、黒ルフについて調べるため2年次に入ったアラジンをはじめとした生徒に「堕転」した黒いルフ及びそこから生み出される人工生命体を扱っていたが、暗黒点を目の当たりにしたことで自分が行っていた研究が国の崩壊につながったことに呆然としていた。
- 魔法

- 酸性雨（シャラール・メルア）

甲冑すら溶解する強酸の雨を広範囲に降らせる魔法。
モージャ
声 - 荻野晴朗
上級魔導士。入学試験や定期試験の試験官。
白い髭が特徴の小柄な老魔導士。指揮棒のような杖を持つ。妻と息子がいる。85歳。身長130cmで体重37kg。
- 魔法

- 浮遊岩衝（アラ・ラドーン）

地盤を削り取り上空へと持ち上げる魔法。
クレーメンス
上級魔導士。
髭を蓄えた小太りの男性。愛国心に溢れ、レームとの戦争では重傷を負いながらも国を心配していた。大小2つの水晶が組み込まれた杖を持つ。娘と孫がいる。59歳。身長178cmで体重68kg。
ヤコフ
声 - 臼木健士朗
ドロンと共に5等許可区の人間を管理する魔導士。
ゲムナー
声 - 山本兼平
マグノシュタットの魔導士。
レジーナ
声 - 橘U子
マグノシュタットの魔導士。顔は見せていない。
リリマナ、フョードル、アショーカ、エーベルハルト
マグノシュタットの魔導士。5等許可区に侵入したアラジン達がモガメットに詰問を受けた場に同席した。

### 学生
ティトス・アレキウス
元マグノシュタット学院第12期生。レーム帝国からの留学生。後にシェヘラザードの跡を継ぎ、マギとなる。詳細はレーム帝国を参照。
スフィントス・カーメン
元マグノシュタット学院第3期生。エリオハプト王国からの留学生。後にティトスとマルガの主治医としてレームへ移住した。詳細はレーム帝国を参照。
ネロ
声 - 烏丸祐一
レーム帝国からの留学生。
そばかすがある少年。紫色のアンモナイトのような形をした杖を持ち、2型青魔導士の素質を持つ。18歳。身長170cm。
アラジンと共にマイヤーズの厳しい指導の下、コドル6の修行を潜り抜けた。
才凛（さいりん）
声 - 古城門志帆
煌帝国からの留学生。
おさげ髪が特徴の少女。ネロに恋をしている。両端に球状の飾りが付いた一対の杖を持ち、5型白魔導士の素質を持つ。17歳。身長162cm。
女子生徒ではコドル6の中で唯一残った。
ムハラジャ
マグノシュタット学院の留学生。
髭を蓄え頭にターバンを巻いた男。銀色の杖を持った4型黄魔導士。
アラジンと同じ第3期編入生として、コドル6の授業を共に乗り切った。
チョッポ
声 - 荒井聡太
マグノシュタット学院の留学生。
色黒の肌でスキンヘッドの男。先端が赤い扇のような杖を持った1型赤魔導士。
アラジンと同じ第3期編入生として、コドル6の授業を共に乗り切った。
水月（すいげつ）
マグノシュタット学院の女子生徒。
大きな団子状のおさげを持つ少女。先端が花の蕾のような杖を持つ。
魔法を使えることで両親に気味悪がれ、居場所のない東方の国を出てマグノシュタットに辿り着いた。
アラン
声 - 増元拓也
マグノシュタット学院の男子生徒。
セレス
声 - 諏訪彩花
マグノシュタット学院の女子生徒。
リンリー
声 - 河合紗希子
マグノシュタット学院の女子生徒。
リリアナ
声 - 古城門志帆
マグノシュタット学院の女子生徒。
ヒューイ
声 - 越田直樹
マグノシュタット学院の男子生徒。
サーナ
声 - 加隈亜衣
モガメットの娘。現在は故人。
顔にあるそばかすと三つ編みにした2本のおさげが特徴。ムスタシム時代のマグノシュタット学院に属していた。母が非魔導士を助けるために魔力切れで死んでしまったことから魔導士に生まれた事に疑問を持っていたが、モガメットの教えを守り父や仲間と共に非魔導士を助けるための研究に勤しんでいた。
およそ40年前マグノシュタットが独立する以前に起こったパルテビアとの戦争に駆り出され、非魔導士の盾として使われる。最期はモガメットの「魔法は非魔導士の為に存在する」という考えに疑問を投げかけ、涙を流しながら死亡した。彼女の死は非魔導士を愛していたモガメットが現在のように思想転換した一因となった。

### 住民
マルガ
マグノシュタット5等級国民。後にティトスと共にレームに移住した。詳細はレーム帝国を参照。
ゲオルガ
声 - 荻野晴朗
マグノシュタット5等許可区・第1階層西地区地区長。
元は農民で、王政崩壊以降農作業を魔法道具が行うようになり失業。農業以外にできることがなかったため息子のオットーと共に5等許可区に送られた。自分自身は5等許可区に住むことに甘んじているが、息子達や5等許可区で生まれた子供達が夢を持てないまま掃き溜めのような場所で一生を終えることに関してはふがいない思いを抱いている。
最終章では新体制のマグノシュタットで再び農業に従事しており、かつての覇気を取り戻している。
オットー
声 - 荒井聡太
マグノシュタット5等級国民。ゲオルガの息子。
顔に斜めに走っている傷が特徴。外の世界に憧れつつも、叶うことのない現実に諦めている。
最終章では父と共に農業で働いている。
エッダ
マグノシュタット5等級国民。
オットーと行動している少女。普段は世間を冷めた目で見ているが、家族思いで情に厚い優しい性格。
ゲムナー
声 - 山本兼平
マグノシュタットの国民。
イザベラ
声 - 河合紗希子
マグノシュタットの国民。
イアン
声 - 松川央樹
マグノシュタットあるいはムスタシム王国の国民。

## レーム帝国
シェヘラザード
声 - 坂本真綾
レーム帝国最高司祭。「マギ」の一人。
長い金髪の一部を二本の三つ編みにし、葡萄の冠を被った少女の姿をしているが、これは離れた場所にいるシェヘラザード本体の意思で操作される複製体。本体は人目につかない所で眠っているが、寿命が尽きかけており開戦時点で余命1ヶ月ほどの状態だった。267歳→268歳没。身長142cmで体重36kg。趣味は昆虫鑑賞。好きな食べ物はお茶で嫌いな食べ物は堅いもの。好きなタイプは明るく優しい太陽のような人で嫌いなタイプはレーム帝国の敵。
「生ける伝説」として200年もの間レーム帝国を支え続け、過去最大の繁栄と何人もの迷宮攻略者をもたらしている。長年レームのマギであり続けた結果レーム帝国を愛し、我が子のように考えるようになった。それ故にマギでありながら世界全体から目をそらし、レームだけを思うその言動はアラジンからは「傲慢」と評された。また、自国の剣闘士や奴隷など負の部分をやむを得ないことだと自分に言い聞かせている。「人」の力を信じ、金属器などによる魔法に頼った不自然な戦力増強よりも国民が自分の意思で道を選び取ることを望んでいる。
赤い石が組み込まれた太陽を模した金色の杖を持つ。攻撃系の魔法は一切使わず、防衛魔法を得意とする。カシムのルフが混じったアリババを感知した他、紅徳の死を感じ取っていた様子だが、複製体では金属器所有者を発見する能力は使えない。「分身体最後の超律魔法」として、体内に蓄積された魔力を放出し他者を回復させることが出来るが、ティトスと同じく自身の命を失う。
魔法道具の出所やマグノシュタットの内情を探るためにティトスを学院に送り込んだ。ティトスをレームへ連れ戻そうとするも、モガメットとの交渉が決裂したため、それを口実に利用して兼ねてより東大陸進出に必要であったマグノシュタットへの侵攻を決意する。モガメットに対し挑発的な言動を繰り返し、化学の力とファナリス兵団の力で戦いを優位に進めるが、戦争の中で現れたアラジンからモガメットを追い詰めないよう説得され、一時休戦を受け入れる。休戦中、アラジン・アリババ・ティトスと対話し、世界全体から目を背けたことやティトスに自分の考えを押し付けたことを反省する。しかし時は既に遅く、レーム軍の侵攻によって多くの魔導士を失ったモガメットは既に「堕転」し、魔力炉から黒いジンを生み出していた。黒いジン達の圧倒的な数の前に劣勢に立たされるが、アリババによって救われ兵が退避するまでの時間を稼ぐ。その後、アラジンとアリババに世界の未来を託し、超律魔法で金属器使い達の魔力を回復させ複製体は消滅、本国にいた本体も同時に死亡した。そのルフは再誕のため聖宮に導かれるが、ウーゴくんに頼み自分の代わりにティトスを復活させた。彼女の形見の杖はティトスが受け継いでいる。
外伝にも登場。16年前にはシンドバッドの誕生を感じ取っている。マリアデル商会の催す饗宴に出席していたが、シンドバッドが来る前に神殿に戻った。
名前の由来は『千夜一夜物語』の語り手・シェヘラザードから。
- 魔法

- 透視魔法（とうしまほう）

地面に別の場所の現在の風景を映し出す魔法。
- 転送魔法陣（てんそうまほうじん）

地面に描いた八芳星で人を別の場所に転送する魔法。
ティトス・アレキウス
声 - 松岡禎丞
新レーム帝国最高司祭。シェヘラザードの跡を継いだ「マギ」の一人。元マグノシュタット学院第12期生。レームの元老院を牛耳る名家・アレキウス家出身。
女性のような容姿をした美少年。金髪を二本の三つ編みにし、左目に泣きボクロがある。左耳には葡萄のような耳飾りを付けている。自身はその容姿に対しコンプレックスを抱いており、後述の誕生理由からルフのレベルで言えば女性で、そもそも性別という概念自体、意味を持たない。当初は横暴な取り巻きであるコニーとピノッキオを引き連れており、自らを特別な存在であると意識した傲慢な言動が目立ったが、アラジン達と行動を共にするにつれ、そういった面は無くなった。実年齢2歳没→転生（精神年齢15歳）→3歳（精神年齢18歳）。身長158cmで体重47kg。趣味は猫との戯れ。好きな食べ物はスフィントスの手料理で嫌いな食べ物は堅いもの。好きなタイプはマルガで嫌いなタイプは無し。
レイピアのような形状の杖を持つ。優れた魔法複合技術を使い、モガメットからは200年もの経験を積んだ魔導士のようだと評される。体内にはシェヘラザードが注いだ膨大な量の魔力が蓄えられており、この魔力で最大の超律魔法を使うことができるがその引き換えとして自分の命を失う。
その正体は、シェヘラザードの肉体から生み出された複製体。14年間かけて現在の姿まで成長したものの人格が生じてから1年に満たず、自身の肉体に魔法がかけられた期間の10分の1の時間しか生存できない。
アラジン達の学年で短期間の内に目覚ましい成績を上げ、他の生徒から主席確実と思われていたアラジンを差し置いて首席を取って2年生に進級した。実は密命によって送り込まれたシェヘラザード配下の魔導士。初対面で女性と間違えられた事からアラジンを一方的に敵視していたが、実戦試験を経て自身の目的をアラジンに伝え、彼と協力関係を結びマグノシュタットの謎を追うこととなる。分身体である自身の特性上、アラジン達と共に未来を歩むことができないことで思い悩みそのために「堕転」しかけるも、事情を知ったモガメットの説得でレームと決別し、上級魔導士として戦列に加わる。戦争ではムーと交戦し、自分が誰とも違う化け物だと告げられるが、アラジンの言葉で再起する。停戦後、シェヘラザードから本体の寿命が尽きかけているために延命が叶わないことを告げられ、残る命で何をすべきか分からず苦悩するが、マルガの言葉を胸に「自分がやるべきこと」を悟り、「堕転」したモガメットを止めるべく超律魔法を発動し死亡した。その魔力は魔力炉に取り込まれ暗黒点を開く鍵となったものの、ルフだけとなりながらも依り代の中で「堕転」したモガメットを押し留めていた。
依り代の崩壊後は、死亡したシェヘラザードと共に聖宮に送られ、彼女から200年分の記憶と「マギ」の役目を受け継ぎ、新たな分身体に宿る形で復活する。シェヘラザードの形見である赤い石が組み込まれた太陽を模した金色の杖も受け継ぎ、新たなレーム帝国のマギとしてマルガと共に暮らしている。シェヘラザードが成せなかった奴隷制度廃止などの政策を進めており、シンドリアと煌との会談後には七海連合と煌帝国が争ってもどちらにも加勢しないとアラジンに話した。
最終章ではレーム帝国の最高司祭に就任し、レームの上層部と揉めながらも奴隷制度の全廃に成功している。失踪したアラジンとは連絡が取れないままでいたが、彼がこの世界のどこかにいることは確信していた。神になったシンドバッドにより思考を操られ同盟入りを決める。「世界をルフに還す魔法」の発動時はアリババ達と敵対したものの、聖宮破壊後は「マギ」としての最後の働きで地上からルフの高まりを抑える役目を果たした。
- 魔法

- 水蒸気の壁（シャラール）

水魔法。水蒸気を発生させ、光魔法を防ぐ。
- 空気の壁（アスファル）

風魔法。風の壁を発生させ、雷魔法を防ぐ。
- 大閃光（デストロクシオン）

水魔法・熱魔法・力魔法を組み合わせた超律魔法。火山の噴火原理を元に高圧力で小さい球状に圧縮した水蒸気を一気に解き放つことで大爆発を起こし、巨大なクレーターを穿つ。最低でも180の命令式が含まれる。
- 光の屈折魔法

光の膜で全身を覆い別人に変装する光魔法。他者にも使用できる。
ネルヴァ・ユリウス・カルアデス
声 - 松川央樹
現レーム皇帝の子息。迷宮攻略者。
おかっぱ頭に葉の冠が特徴の男性。おだてられやすい典型的なボンボンといった性格だが、どこか憎めない所がある。ファナリス兵団に嫌味を言っていたが、ロゥロゥに脅かされた際には怯えるなど根は小心者の様子。マグノシュタット侵攻時の時点で魔装を体得していないなど能力的には未熟で、それから数年が経った最終章の段階でも全身魔装は未習得である。
最終章では国際同盟の打倒を目指して皇帝に就任しようとしたが選挙で大敗してしまい、同調する貴族のドラ息子達と共に国を出奔。シャックスの金属器を所持したまま失踪したことで世界指名手配犯として追われ、ジュダルに唆されて王権の復興を掲げて各地でテロを起こしている。しかし頼みの綱だったジュダルにも「革命ごっこ」だと愛想をつかされた挙句、転送魔法陣で彼の故郷に強制連行され強制労働させられる。高貴な自分が農作業に従事させられたことで未熟だが「堕転」しているという理由でジュダルから国際同盟本部に連れてこられ、5人目の仲間として聖宮の門を守ることになる。「世界をルフに還す魔法」の起動後は聖宮から出てきたアルバと共にその結末を見届ける。
シャックス
第44迷宮の主。
ネルヴァと契約している。金属器はネルヴァの剣。
イグナティウス・アレキウス
声 - 山本兼平
レーム帝国軍最高司令官。迷宮攻略者。
ピノキオのような長い鼻を持つ壮年の男性。レームの紋章が刻まれた兜を被り、鎧とマントに身を包んでいる。シェヘラザードの金属器や魔法に頼らない国の発展のやり方に賛同しており、1年前の火薬兵器の開発にも関わっている。
マグノシュタット侵攻時の最前線には立たなかったが、「黒の神」に対してムーと共に立ち向かった。最終章ではネルヴァの反乱抑止で金属器の所持が許されている。
外伝にも登場。マリアデル商会の催す饗宴に出席していたシェヘラザードに同行している。バルバロッサがパルテビアの大統領に就任した際の祝賀会にも訪れていた。
ブルソン
第20迷宮の主。
イグナティウスと契約している。
魔装では、三叉槍を持ち、全身が藍色の鎧で覆われて巨大な緑色の龍のような生物に乗った姿になる。
スフィントス・カーメン
声 - 逢坂良太
元マグノシュタット学院第3期生。エリオハプト王国出身。祖父が対抗勢力の暗殺を拒んだ ために宮廷を追放されたという没落貴族の跡取り息子。
銀髪と褐色肌が特徴の少年。金色の耳飾りとカチューシャを付けている。喫煙者であり煙管を銜えている。おしゃべりで、同室になったアラジンを無理やり話し相手にさせているが、アラジンは毎回彼が話し始めたら寝てしまっている。特技は料理だが他人にはそのことを隠したがっている。生まれのせいか王族コンプレックスをこじらせており、元王子のアリババに対しては低姿勢で接する。祖父と父と母と二人の姉と弟と妹がいる。15歳→16歳→19歳。身長162cmで体重52kg。趣味は蛇との戯れ。好きな食べ物は高価な食べ物で嫌いな食べ物はきのこ。好きなタイプは高貴な女性で嫌いなタイプは自分の話を聞いてくれない人。
蛇の装飾が施され緑色の石が付いた杖を持つ。治療魔法特化型の魔導士であり、研究室も「8型高度医療魔法」を選択している。医学的知識にも精通し、人体の仕組みを理解している。
入学時はコドル4で格下のアラジンを見下していたが、一気にコドル1になった彼に対して一目置くようになる。後にコドル1まで上り詰め、アラジンと共に進級を果たす。2年次もアラジンと同室になったため、彼とティトスに巻き込まれる形で5等許可区の謎に迫ることとなる。レーム戦では国外へ脱出せずに戦列に加わり、負傷兵の治療を担当する。
戦争が終結してからは、体調に不安が残るティトスとマルガの主治医として家族と共にレームへ移住した。ティトスによると食べ過ぎや家事が楽になったことで太ったらしく、カーメン一族再興のためレームで逆玉を狙うことを姉から託されている。
最終章ではティトスよりも背が伸び、立派な青年に成長している。
- 魔法

- 安息香（ヨア・レーグ）

体内の細かい器官に絞って回復魔法をかけ、その時に生じる強い入眠作用によって対象を強制的に眠らせる魔法。
ククルカン
スフィントスがいつも連れている相棒の蛇。名前の由来はスフィントスが尊敬するエリオハプトの偉大な英雄王から。
マルガ
声 - 洲崎綾
元マグノシュタット5等級国民。
2本のおさげにした茶髪が特徴の少女。学者を目指しており、外の世界に憧れている。6歳。身長115cmで体重20kg。趣味はティトスと遊ぶ。
5等許可区で肉親は既に死亡し、自身も病弱でマクバラーで処分されそうになった所をティトスによって救われ、モガメットの許可で5等許可区を出てティトスと共に生活している。不治の病にかかっていたが、複数の上級魔導士の定期的な治療により、年相応の元気を取り戻した。マグノシュタットが戦場になった際、死の恐怖におびえるティトスに対し、彼の力になりたいと願いその背中を押した。
戦争後、ティトスと共にレームに移り住む。
ペルディナウス・アレキウス
レーム帝国将軍。ムーの先祖。
200年前にシェヘラザードがマギとして最初に王に選んだ人物。シェヘラザードによるとアリババと少し似ていたらしく、将軍の割にはそんなに強くなく危なっかしい所があったが、皆に優しく太陽のような人物だったとのこと。また、19巻のオマケによると世俗面においてもアリババと似ていた模様。

### ファナリス兵団
ムー・アレキウス
声 - 宮野真守
ファナリス兵団団長。迷宮攻略者。
長い赤髪が特徴のファナリスの男性。シェヘラザードに心服しており、彼女の剣となることを厭わない。一方でティトスに対してはこの世界のものとは違うファナリスと同じ境遇ゆえかマグノシュタットでの戦いでは辛く当たっていたが、彼がマギになった後はティトスを認め支えている。性格は気さくで、社交界などでは完璧なレーム貴公子ぶりを発揮しているが、友達は少ない。仲の悪いミュロンとロゥロゥには手を焼いている。また、ミュロンによると「ザル」とのことだが、政治的な駆け引きからシンドバッドには下戸だと語っている。家族はミュロン以外にも父と母がいる。29歳→30歳→33歳。身長192cmで体重91kg。趣味は剣舞。好きな食べ物は肉全般で嫌いな食べ物は甘い物。好きなタイプは年上で嫌いなタイプはユナン。
自他共に認める「レーム最高の剣士」。剣闘が特技で高い身体能力を持つが、純血のファナリスではないため腕力的には他のファナリス兵団のほとんどの団員に劣る。また、ファナリス故に魔力量も少なく魔装は一分が限度で、極大魔法を使えば一歩も動けないほどに消耗するため、持久戦を弱点とする。
モルジアナと同じ年の頃には、彼女と同じくファナリスを探すために大峡谷を訪れている。そこでユナンの魔法により「谷のあちら側」の近くに連れてかれファナリスの故郷を目にしたが、同時に自身の「本当の姿」を知り、「谷のこちら側」に残ることを選んだ。
マグノシュタットとの戦争では他の団員と共にマグノシュタットの魔導士達を窮地に追い込むが、マギとしての力を発揮したアラジンに国の端まで押し戻される。本来なら最後までとっておくはずだった魔装を使用してアラジンを追いつめるも、アリババに阻止される。戦争終結後、シンドリアと煌帝国の会談を前にバルバッドに訪れ、そこでモルジアナに自身が経験した「大峡谷の向こう側の真実」とシンドバッドは簡単に他人と対等な関係（同盟）を築くような男ではないことを話した。
最終章ではティトスの側近として彼を護ると宣言するなど以前よりも良好な関係になっており、ネルヴァの反乱抑止で金属器の所持が許されている。
バルバトス
第8迷宮の主。狩猟と高潔の精霊。
額に2本の小さな翼を生やし、髪を一筋前にたらした青年の姿をしている。ムーと契約している。アガレスやレラージュと同じく力魔法を操り、生じさせた衝撃を遠くへ飛ばすことができる。金属器はムーの愛用の剣。
魔装では、剣は柄が伸びて三叉戟状になり、髪の色が赤から銀色に変わり褐色肌になって車輪・翼のようなものが足首付近に生えた人馬のような銀色の装甲で下半身が覆われた姿になる。超常の堅さと速度を得ることが出来る。
- バルバトスの槍剣（バルド・ロムフ）

全身魔装の状態で、武器化魔装による三叉戟を携え、目にも止まらぬスピードで相手に突進する。
- バルドロンギネウス

極大魔法。武器化魔装による三叉戟を上空に掲げ、極限まで高められた力魔法を巨大な剣の形にして相手に振り下ろす。
ミュロン・アレキウス
声 - 高垣彩陽
ファナリス兵団団員。ムーの妹であり眷族。
長い赤髪を後に短く結んだ女性。一人称は「僕」で、語尾に「〜なのだ」と付ける。兄の面子を守るために普段は上品な振る舞いを心掛けているが、戦闘中には残虐な姿を見せる。それ故に社交界は苦手。また、ロゥロゥを「脳筋」とバカにする割に、自分もかなり強烈な筋肉思考の持ち主。20歳。身長171cmで体重60kg。
ロゥロゥとは犬猿の仲で、彼からは「インテリファナリス」と揶揄されている。しかし、魔力切れにも拘らずムーと共に戦う彼を止めようとするなど、心底嫌っている訳でもない様子。同じファナリスであるモルジアナと会った時は一目見て気に入り、レームに連れ帰ろうとした。
- 飛衝手甲（バルド・カウーザ）

バルバトスの眷属器。拳による衝撃を飛ばし、遠くの相手を攻撃することができる手甲。右手に装着している。
ロゥロゥ
声 - 谷山紀章
ファナリス兵団団員。ムーの眷族。
特徴的な顎鬚を生やし、口の左側が大きく裂けている大柄な男。かつて家族を人質に取られて薬漬けにされ、奴隷として使役されていたため、自身を奴隷身分から解放したムーに忠誠を誓っている。妹がいる。29歳。身長202cmで体重105kg。
レームからカタルゴ間の海峡を泳いで渡ることができるほどの体力の持ち主で、ミュロンからは「脳筋ファナリス」と揶揄される。ミュロン同様、戦闘では残虐な戦い方をする。
- 飛衝手甲（バルド・カウーザ）

ミュロンの物と同じ眷属器だが、こちらは左手に装着している。
ヤクート
声 - 松川央樹
ファナリス兵団団員。
前髪で右目を隠した青年。貴族との逆玉の輿を夢見ている。熟女趣味。ロゥロゥ達に次ぐ実力の持ち主。
ラゾル
声 - 諏訪彩花
ファナリス兵団団員。
おさげ髪で顔と胸に傷のある小柄な女性。ファナリス兵団の中でも高い実力を持つ。
マスルール
元シンドリアの八人将の一人。詳細はシンドリア王国を参照。

### ヤンバラ五剣士
シャンバル・ラマー
声 - 江原正士
ヤンバラ五剣士リーダー。「シャンバル剣闘士養成所」主催者。
髭を蓄え、左側に8の字状に結んだ髪型が特徴の小太りの中年男性。他のヤンバラ達からは「お師匠」と呼ばれている。ギャンブル好きだがあまり強くないらしく、負けこんで文字通り身ぐるみを剥がされることもある。鍼治療も得意。妻と二人の息子がいる。64歳→65歳。身長176cmで体重75kg。
外伝にも登場し、旧シンドリア王国を失ったシンドバッドに魔力操作の指導を行った。
トト
声 - 阿澄佳奈
ヤンバラ五剣士の一人にして紅一点。シャンバルの弟子。アリババの眷族。
シャンバルと同じく、左側に8の字状に結んだ髪型を持つ女性。地肌の上に直接鎧を着ている。一人称は「トト」で、やや片言口調で喋る。性格は男勝りな感じだが、見かけによらず料理が得意という女性的な一面を持つ。大剣と小さな盾を武器に持つ。父と母と弟がいる。20歳→21歳→24歳。身長183cmで体重75kg。好きなタイプは面倒見がよくワイルドで、皆から兄貴と呼ばれるようないわゆるB型的な性格の男（本人曰くボス猿のような男）。
アリババとの腕試しでは、ヤンバラの剣術で彼を圧倒するが、鎧の肩紐を切られ民衆の前で胸を丸出しにされ敗れる。
公衆の面前で恥をかかされた為、彼に対する行動に若干の悪意が感じられることもあるが、その実力は認めている。時にはアリババに対し好意的な感情を見せることもしばしばだが、デリカシーがなくイマイチ締まらない彼に対する男性としての評価は微妙であるようだが、剣奴や剣闘獣を解放し彼らに明るい道を示そうとする姿勢を尊敬している。
後にシャンバルの供としてシンドリアを訪れ、使節としてバルバッドへ向かうアリババに同行することとなる。海賊との戦闘でアリババの眷族に目覚め、意気投合した「ボス猿のにおい」がするオルバと恋人同士になり、アリババの死後に結婚して2児の母となった。
- 技

- 気功剣（きこうけん）

魔力操作で大剣に「気」を纏わせる技（盾にも纏わせることが可能）。本来は闘技場内でしか使用しないが、シャンバルの許可または危機的状況には使用する。
- 深紅の翼爪（アモール・アフモルガメーク）

アモンの眷属器。大剣に宿り、火の鳥を生み出してその炎の翼で攻撃する。

### マリアデル商会
マーデル・オーマ・マリアデル
マリアデル商会当主。現在は海賊団・大聖母首領。詳細は大聖母を参照。
キール
マーデルの側近。外伝に登場。
2本の角飾りを頭に付け、緑髪で右目を隠した少年。口調は丁寧だが嫌味な性格で、マーデルへの恩で彼女に心酔しているもののファティマーや他の奴隷とは仲が悪い。過去の度重なる虐待のせいで右目はほぼ失明しており、残る左目もいずれ視力低下することから遠くない内に全盲になると考えている。
奴隷となってから周囲に心を開かずにいたために虐待を受け続けていた所をマーデルに救われる（実際には哀れな子供ほど洗脳しやすいということで買われたにすぎなかった）。目が見える内はマーデルの元で彼女を守ろうと誓っており、シンドバッドにより奴隷の反乱が起こった時も最後まで彼女への忠義を守り抜き命を落とした。
ファティマー
マリアデル商会奴隷長。現在は一個人による奴隷商人。詳細はその他の人物を参照。

### その他（レーム帝国）
SLM3兄弟
バルバッド国境付近に拠点を構える採掘砦の盗賊団の頭領。
バルバッドからの難民を捕らえて奴隷としてファティマーに売るという協力関係を結んでいたが、アラジンとモルジアナの活躍により盗賊団が壊滅させられる。その後、軍資金を得るためにオアシスで酔いつぶれていたシンドバッドから金属器を全て盗んでバルバッドに入国。追い剥ぎをして日銭を稼いでいた所、「武器商人」に誘われて霧の団に入団する。カシムが内乱を起こした際に国外へ逃亡しようとするも、煌帝国の包囲により脱出できなくなっていたため、状況を打開するためにシンドバッドに金属器を返却する。
その後、レームに渡って賭博場経営で賭博場王と呼ばれるまでの大成功を収めており、レームに到着したものの行き倒れていたアリババを保護する。
S・ナンド
声 - 志村知幸
SLM3兄弟長男。
小柄で小太り、左目に眼帯をしている。悪党とはいえ、チンピラの悪事を止めるといった男気もある。必殺技はチンピラ程度なら一撃で昏倒させる「独眼流内臓殺し（エスナンド・ボディーブロー）」。43歳→44歳。身長140cm。
L・ナンド
声 - 福原耕平
SLM3兄弟次男。
辮髪の巨漢で、大の男を片手で持ち上げる膂力の持ち主。口調が幼い。28歳→29歳。身長200cm。
M・ナンド
声 - 赤羽根健治
SLM3兄弟三男。
中肉中背の優男。盗賊にしては口調がかなり丁寧。26歳→27歳。身長175cm。
ガルダ
声 - 荻野晴朗
闘技場の剣闘獣。
巨大なマウレニアヒヒ（メス）。アリババと戦うまで100人以上の剣闘士を殺した。強力な拳の攻撃力と厚い筋肉による高い防御力を誇る。
闘技場でアリババと交戦。当初は戦いを優位に進めるものの、牙と左拳を封じられ冷静さを失い失血のために敗北。その後、アリババが報奨金を使ったことで闘技場から解放され、彼をボスとして認めるようになる。後に、アリババに対して種族を超えた好意を抱くようになり積極的な求愛行動を行う。独占欲が強くアリババに近づく女性を威嚇するため、結果として剣闘士としてそれなりに人気があったアリババにレーム滞在中に彼女ができることはなかった。
サディ
マスルールの長女（第一子）。最終章に登場。名付け親はジャーファルで名前の意味は「幸せな子」。
ダライアス
声 - 白熊寛嗣
レーム帝国軍諜報員。外伝に登場。
カチューシャを付け、鼻筋の傷と金髪が特徴の大柄な男。本編から24年ほど前にパルテビアに潜入するも国軍に追われることとなり、自らを商人と偽ってシンドバッドの家に滞在し、シンドバッドに様々な外国の話をする。追手が迫ったことで人質にしたシンドバッドに危害を加えようとしたためにバドルの怒りに触れ、殺害された。
ゼスティウス
レームの豪商。外伝に登場。
車椅子に座り、顔が醜く腫れ上がった老人。男色家で、マリアデル商会一のお得意の客。
ファティマーを気に入りマーデルから彼を購入するが、マリアデル商会の崩壊を知って錯乱したファティマーの手で殺害される。
ネロ
マグノシュタットへの留学生。詳細はマグノシュタットを参照。
アポロニウス
元レーム帝国の学者。現在はアル・サーメンの黒き王の一人。詳細はアル・サーメンを参照。

## パルテビア帝国
ダバシャディール4世
第31代パルテビア王。外伝に登場。
体が弱く病に侵されており、王宮が貴族や官僚に支配され、軍部の権力が増すことを許してしまう。長きにわたり戦争を継続していたが、バルバロッサによって暗殺された。
セレンディーネ・ディクメンオウルズ・ドゥ・パルテビア
声 - 茅野愛衣
パルテビア帝国第一皇女。ダバシャディール4世の長女。迷宮攻略者。外伝に登場したが本編では既に故人となっている。
ピンク色の長髪の一部を輪を描いたような2つのおさげにし、カチューシャを付けた少女。本人曰く執着する性質で、お転婆が過ぎて「パルテビアの毒蜘蛛姫」とあだ名されているが、自分ではその二つ名を気に入っている。幼い頃から供をしていたドラコーンにとっては姉貴分のような存在で、迷宮に向かう彼に対して必ず生きて帰るように命じた。一方で、皇帝である父を「愚帝」と侮辱した国民に容赦なく暴行を加えるなど、過激な一面も持つ。恋愛事にも比較的鋭く、侍女のサヘルがドラコーンに好意を寄せていることは分かっていたが、ドラコーンの自分への想いまでは気付かなかった。16歳。身長163cm。
王家の威信と家族を官僚や貴族から守るため、剣を振るって戦場に立ったが、政治の道具でしかない己の無力さに悔しさを感じていた。戦地では陰湿な戦法を取り、パルテビア王族の毒殺対策の一環で砂漠オオグモをはじめとした古今東西100の毒を扱う（その毒用の解毒剤も所持している）。毒を作れる動植物にも詳しく、毒殺に使用された毒も一目で見抜くことができる。ファーランからの改造で強化人間となった後は心臓を貫かれても死なない肉体を手に入れ、下半身が蜘蛛と蠍を混ぜたような怪物へと変身できるようになる。
バアルの金属器を手に入れたシンドバッドを捕まえるべくコンタスティア港に訪れるも、シンドバッドに辱められた挙句出港するまでの人質にされ、船が出た後に樽で港に流された。その後、バルバロッサとの婚礼式当日に戦死したと聞かされていたドラコーンと涙ながらに再会する。彼からバルバロッサの本性を知らされドラコーンにパルテビアから逃げるよう言われるも皇女としての責務を果たすためにそれを拒否する。その後、バルバロッサがドラコーンに何の躊躇もなく重傷を負わせたことに怒り、婚姻の破棄を決めダバシャディール4世に直訴しようとして既に亡き者にされていたことを知るが、眷族と同化したドラコーンの手でサヘル・タミーラと共に逃げ出した。その後は逃亡生活を送り、レームの町中を転々としながら身に着けた貴金属や髪を売りサヘル・タミーラと日雇いの仕事をしながら生活費を工面していたがそれも限界になり、これらの顛末の原因が自国に忠誠を誓わなかったシンドバッドによるものだと彼を逆恨みするようになる。最終的にドラコーンとサヘルに誘導される形でシンドリア商会に辿り着き、シンドバッドや商会に対しても反発的だったが、ルルムに「自分を支えてくれたドラコーン達のことも考えるべきではないのか」と叱責されドラコーン達に謝罪した。ルルムから商会の仕事を教わり、シンドバッドが奴隷身分から解放された際、今まで敵視していた彼の縫い直した服を渡すなど以前より性格が丸くなった。
だが、シンドリア商会に身を置き一人の人間として生きることに満足を覚えつつあった日々の中で、シンドバッドが奴隷にされるという事件を目にしたことで世界の歪さを改めて実感する。その後はゼパルの力でパルテビアを取り戻し、シンドバッドを世界の変革者にすることが己の使命だと決め、己の命を犠牲にしてでも大切な者を守り、自分がいなくなった後の国や世界のことはシンドバッド達に託そうと考えていた。シンドバッド達がエリオハプトに向かった際には従者達と共に砂漠を越えて秘かに追跡し、暗殺の冤罪を賭けられそうになった彼らを救う。その後、シンドバッド達と共に攻略しに行った第16迷宮「ゼパル」では、シンドバッドとの議論の末に彼に足りない王族の血は自分と結婚することで補い、為政者として世界を変革させる道を告げて勝利し、ゼパルに王の器と認められて彼と契約した。弟が傀儡にされていること、シンドバッドがバルバロッサ率いる独立国民党と交易を始めると宣言したことで迷いが生じ、ジュダルからゼパルの金属器の使い方を教えられ、シンドバッドとの魔装での対決の際に彼にゼパルによる催眠をかける。その後、シンドバッドにバルバロッサには裏があると訴えるも聞き入れてもらえなかったことで関係に亀裂が生まれ、ジュダルの手引きでシンドリア商会に来ていたファーランに話を持ち掛け、彼女やジュダル、サヘル、タミーラと共に商会と離別した。
それから1年の間にファーランからの改造を受けて強化人間となり、旧シンドリア王国建国式典の日に再びシンドバッド達の元へ戻るが、1年前の手合わせでゼパルを使って脳に仕込んでおいた洗脳魔法を使って彼を操り、式典に参加したバルバロッサへと攻撃させる。バルバロッサを追う中でジュダルの裏切りにより金属器を破壊され、シンドバッドを先に行かせるために怪物化してメンフィスとジュダルを食い止めるが、完全に人の姿を失いファーランに「暗黒点」として利用されてしまい、薄れゆく自我を振り絞ってシンドバッドに詫びると絶命、黒炭のようになった肉体は風に吹かれて散り、遺骨さえも残らない悲惨な最期を遂げてしまう。その後は「堕転」し暗黒点に吸収された他のルフ達と共にシンドバッドの身体に宿り、ルフを捧げることでゼパルの力を譲り渡した。
ゼパル
第16迷宮の主。精神と傀儡の精霊。金属器はセレンディーネのサーベルで、現在はシンドバッドの契約精霊。詳細はシンドリア王国を参照。
セイラン・ディクメンオウルス・ドゥ・パルテビア
パルテビア帝国第32代皇帝。
各国の王に比べてアクが薄く、穏やかな印象を与える青年。シンドバッドには恩義がある。
外伝にも登場。当時はダバシャディール4世の第二子にしてセレンディーネの弟で、まだ幼い子供だったが父が暗殺され姉も行方不明扱いになっていたことで王位を継いだ。しかし、立憲君主制になって政権自体が議会に移ったことで実権はなくあくまで国の象徴として立たされており、また父に似て病弱な体質になっている。
バルバロッサ
声 - 子安武人
パルテビア帝国左府将軍→パルテビア帝国大統領→パルテビア帝国総統。独立国民党党主。ドラグル家の長子でドラコーンの兄。複数迷宮攻略者。外伝に登場。
緑髪で右耳にピアスを付け、鎧とマントに身を包んでいる。全ての事象が手に取るように分かるという能力を持っており、人心掌握に優れた才能があった。性格は冷酷非情で、セレンディーネの婚約者でもあるが、将軍家が衰退する帝国を支えるための単なる政略結婚としか考えておらず、彼女への愛情はない。弟であるドラコーンに対しても彼がセレンディーネに密かに想いを寄せていたことも知っており、あえて見て見ぬふりをしていたが、「バアル」攻略失敗といった失態を犯したドラコーンを捨て駒としか思っていなかった。一方でマギであるジュダルには敬意を払っており、彼からは「バル」と呼ばれる。軍の退役後は第6迷宮「ブァレフォール」でファーランを通して殺そうとしたシンドバッドと対面した際に親身に接するなど、良くも悪くも過去の因縁や感情に囚われないシンドバッド曰く合理的な人物であり、相手の自尊心を擽り懐柔する話術に長けている。選民思想の持ち主で、パルテビア人こそが世界で最も優れた人種だと信じており、幼い頃から軍人として教育され王宮に仕え貴族官僚の腐敗と愚行によって多くのパルテビア人の犠牲を直接見てきたことから王族を力量もなく権力だけを振りかざす存在として見下し、さらには非国民的なパルテビア人は国を腐敗させた一部の愚かな人間である「劣悪種」と呼び裏で迷宮生物と融合させ排除している。乗馬が特技。
疲弊して国力が弱まっていたパルテビアで一部の貴族と共に戦争を推し進め、ダバシャディール4世から既に軍の実権を奪っていた。セレンディーネとの婚礼式当日、自分の親族以外に帝位を譲るつもりはなかったダバシャディール4世を殺害。その後、セレンディーネを助けにパルテビアに戻ってきたドラコーンを地下道で四天将軍と共に追い詰めるが、眷族と同化した彼に左腕を折られ逃走を許してしまった。残ったセイランがまだ幼かったこともあり国事を一任され、国力を疲弊させる戦争の一切を止め新たに立憲君主制を立て、自身も軍を退役して独立国民党を組織した。シャム＝ラシュの裏切り者であるジャーファル達やドラコーンとセレンディーネと共にいることを知りながらもラシッドの護衛としてパルテビアの現状を見に来たシンドバッドと対話し、成功した優秀なパルテビア人の体現者である彼に自分と友人にならないかと持ち掛け、シンドバッドからその証として提案された国土の売買を呑む。その後パルテビア政権選挙に勝利したことで独立国民党が次の政権党になり、自身も国家元首である大統領に就任、シンドバッドに国土となる島を紹介した。1年後には自らの役職を総統と改め、国の最高指導者として君臨し、民衆の圧倒的支持を受け独裁政権の元国力を盤石のものとした。
シンドバッドが指名手配中の弟や王女を匿っていたことも見抜いた上で交渉を続けていたが、旧シンドリア王国建国式典の日にセレンディーネによって操られるシンドバッドの攻撃を受け重傷を負う。グシオンで旧シンドリア王国領を沈め、殲滅部隊を送り込み、ジュダルの手引きでグラシャラボラスを使いセレンディーネとシンドバッドの金属器を破壊したが、逃走中に馬車の破損や武器の損傷など想定外の事態が次々と起こり逆に追い詰められていく。シンドバッドがアル・サーメンに連れ去られた後も恐怖は消えず、政治家として復帰できなかったことで政党政治は崩壊、1年かけても傷は癒えず何も手に付かなくなってしまう。ある夜、生死も定かでなかったシンドバッドが自宅を訪問してきたことで、完璧な世界を取り戻そうと全身魔装で彼を殺そうとしたが、魔力操作で金属器破壊の対策をしていたシンドバッドに返り討ちにされ死亡した。
グラシャラボラス
バルバロッサと初めて契約したジン。殺戮と傲慢の精霊。
貴金属を操る能力を持つ。空中に浮かせた液体のような物質から鋼鉄を作り出すだけでなく、微粒子レベルまで分解し黒い霧として散開させれば他の金属製品を侵食分解することも可能。ただし、ジンを宿すほどの金属器を破壊するためには時間と手間がかかる。金属器はバルバロッサのハルバード。
バルバロッサの死亡に伴い聖宮に帰ったと思われる。
魔装では、ハルバードは輪が付いた黒い槍になり、胸の3つの目をはじめとした不気味な紋様が体に浮かび2つの目がある光背を背負った姿になる。
- 鋼鉄（ハディット）

無数の筒状の鋼鉄を作り出し、「掃射（バラッド）」で全方位から相手に突き刺して「散れ（イルテバーグ）」で内部から発散・破壊する。
グシオン
バルバロッサが2番目に契約したジン。
地殻そのものに影響し、変動させる能力を持つ。極大魔法は島を鎮めるほどの威力があるが、その分魔力の消耗も大きい。
グラシャラボラス同様、聖宮に帰ったと思われる。
ドラコーン
ドラグル家の末子。西方辺境部隊小隊長。当初はシンドリアの八人将の一人だったが、後に新シンドリア王国国王となる。詳細はシンドリア王国を参照。
ドラグリエル・ヘンリウス・ノドミス・ペルテゴミドゥス
パルテビア帝国将軍。バルバロッサ・ドラコーンの父。外伝に名前だけ登場。
ファーラン
パルテビア帝国顧問魔導士。詳細はアル・サーメンを参照。
マイヤーズ
元パルテビア軍属魔導士で革命軍所属。現在はマグノシュタットの上級魔導士。詳細はマグノシュタットを参照。
ドロン
マイヤーズの弟。革命軍所属。現在はマグノシュタットの上級魔導士。詳細はマグノシュタットを参照。
ズルムッド
元パルテビア軍人。現在はアル・サーメンの黒き王の一人。詳細はアル・サーメンを参照。
サヘル
声 - 高本めぐみ
ドラコーンの妻である魔導士。
長い茶髪の一部を頭の上で団子状にまとめた女性。礼儀正しい性格。外伝では先端に石が付いた短い杖を持ち、風の魔法を得意とする。
外伝にも登場し、作中で名前が判明した。当時はセレンディーネの侍女を務めていた。セレンディーネを慕っており、彼女がバルバロッサと結婚する際には人事改変で仕えられなくなることにタミーラと共に悲しんでいた。この頃からドラコーンに気があるような素振りを見せており、シンドリア商会に身を寄せるようになってからはその仲が進展した。主と常に行動を共にし、シンドリア商会からの離脱にも同行した。パルテビアとの戦争では主も同僚も死んでしまい、旧シンドリア王国を巻き込んだことに深く後悔していた。
- 魔法

- 豪烈風（アスファル・イサール）

外伝で使用。相手の表皮を削る程度の風を起こす魔法。
- 風の大嵐（アスファルザウバア）

外伝で使用。大きな風を起こし、相手の大量の表皮を削る魔法。
タミーラ
声 - 原紗友里
セレンディーネの侍女。外伝に登場。
水色のショートヘアが特徴の女性。セレンディーネを慕っており、彼女がバルバロッサと結婚する際には人事改変で仕えられなくなることにサヘルと共に悲しんでいた。体術の使い手で、蹴り技を得意とする。
主と常に行動を共にし、シンドリア商会からの離脱にも同行したが、パルテビアとの戦争の中でシャム＝ラシュと闘い戦死する。
ザミール、タビィ
声 - 宮下栄治（ザミール）、こばたけまさふみ（タビィ）
ドラコーンの部下である二人。外伝に登場。
ザミールは右目を前髪で隠している。タビィは顔のそばかすが特徴。セレンディーネのために仕えようとするドラコーンを支えようとするが、彼がまだ子供であることに（ザミールが）陰口を叩いている。
ドラコーンと共に「バアル」の攻略に向かうも、他の兵士共々迷宮生物に喰われ死亡した。
ダイル
独立国民党党員。外伝に登場。
バルバロッサの秘書的な立場にある青年で、彼のスケジュールも管理している。
ラーナ、オクト、クルキ、バトゥー
独立国民党党員。外伝に登場。

### 四天将軍
バルバロッサの側近である四人の戦士。外伝に登場。ファーランの魔法によって迷宮生物と融合・改造されたことで人間を超越した力を得ている。
シャカ
四天将軍の一人。シャム＝ラシュ頭領。
横長の特徴的な帽子を被り、口元を布で覆った人物。袖余りの服を着用し、腰には大量の縄鏢を巻いている。口調は丁寧だが、組織を裏切った者には容赦なく制裁を加える。
魔力操作を極め、生命エネルギーを削り極限まで魔力を高めており、骨と皮だけの弱々しい見た目とは裏腹に、本来常人では扱えない膨大なエネルギーを身体に定着させ、「脈流」となった身体に触れる全ての物を消し飛ばすことができる。また、気配を消す能力に長けているらしく、ドラコーンですら彼に声をかけられるまでは同じ部屋にいることに気付かなかったほど。
「ブァレフォール」を攻略したシンドバッド達を部下と共に待ち構え、裏切り者のジャーファル・ヴィッテル・マハド共々始末しようとするも、シンドバッドが新たに契約したブァレフォールの力とイムチャック族が助けに現れたことで撤退を余儀なくされる。旧シンドリア王国建国式典後はシャム＝ラシュたちの殲滅部隊を率いて島内に侵入、避難民達を皆殺しにするために行動する。眷族同化したミストラスを殺害し、立ちはだかったかつての部下3人も圧倒し、彼らが捨て身で魔力を注ぎ込んだ一撃で死にかけるほどに魔力を消滅するも生存する。だが、眷族同化を行ったジャーファルの攻撃で首を刎ね飛ばされて死亡した。
- 技

- 八卦死天掌（はっけしてんしょう）

シャム＝ラシュ式暗殺術。掌で触れた部分から、魔力操作で敵の身体の中をグチャグチャに破壊する。
メンフィス
四天将軍の一人。
2本の角のような形をした触角が生えた長い銀髪が特徴の褐色肌の男性。バルバロッサへの忠誠心が高く、常時彼の傍に仕えている。
一対の黒い刀身の短剣を武器に持つ。強化人間としての能力は高速移動で、「黒曜のメンフィス」の異名を持つ。
旧シンドリア王国との決戦では、島を極大魔法で沈め撤退するバルバロッサの護衛に当たり、金属器を失ったシンドバッドとセレンディーネに襲いかかる。しかし、同じく強化人間化していたセレンディーネに敗れ、噛み殺されてしまう。
ザイザフォン
四天将軍の一人。
後ろにまとめたドレッドロックスで、2本の角が付いた十字模様の兜を被り、鎧に身を包んだ巨漢。無益な戦いは好まない性格。長年パルテビア軍に忠節を誓い、ドラグル家とも縁故が深い。力を求めて戦争に明け暮れ、圧倒的暴力で将軍まで昇りつめた。その戦歴は常勝腐敗で、進軍の手を決して止めず、部隊が通った後は屍しか残らないと恐れられている。
大剣を武器に持つ。かつては老化に伴い肉体が衰えたことで移動に車椅子が欠かせなくなったが、バルバロッサの誘いに乗って人体改造を行い眷属器でもある「全身鎧（フル・アーマー）」と肉体を一体化させており（そのため鎧の中身が無い）、「鋼鉄のザイザフォン」「不死身」の異名を持つ。イムチャックのヒナホホと互角の怪力を誇る。
旧シンドリア王国建国式典後は、強化人間の軍を率いて島に立てこもる革命軍への攻撃を行う。救援に向かったヒナホホを相手に強力な再生能力を以て苦しめるが、鎧の頭部を遠くへ放り投げられて視覚を失い、その隙に海へと突き落とされて戦線離脱した。
- 鋼鉄鎧甲（セルサール・カウーザ）

眷属器。彼が纏う「全身鎧」を自分の意志で自在に変形・再生させることができる。完全な攻守一体で、万物を貫く矛にも、何物も通さぬ盾にもなり、粉々に粉砕された状態からでも元通り再生する。
- 鋼鉄練鎌（セルサール・ジャイア）

「鋼鉄鎧甲」の技の一つ。「全身鎧」を無数の鎌へと変形させて攻撃する。
ロッター
四天将軍の一人。
少年のような外見をしており四天将軍の中では一番小柄だが、実は30代で容姿は人体改造の影響によるもの。一人称は「ボク」で、バルバロッサを「大将」と呼んでいる。かつてはみじめに汚らしく生きていたと語っており、自分が操る鼠達のことは大切に思っている一方、鼠とばかり話しているせいで友達がいない。
「四天将軍一の動物使い」と自称し、大量の鼠を操りそれを使って情報収集をしている。また、鼠達と合体して巨大な鼠の怪物になることができ、この状態では外部からの攻撃は表皮の鼠が阻んでくれる他、尻尾から肉を腐食させ溶かす性質を持った疫毒を出せる。
自国に帰還したドラコーンを鼠を通して監視し、地下道でドラコーンやサヘル、タミーラを追い詰めるもサヘルの風魔法で表皮の鼠を削られ、ドラコーンが発動させた「剛神鱗甲」の前に敗れた。その際に左目を失った挙句、バルバロッサにも見限られた。その後は左目に眼帯を付け変わらず四天将軍の任に就いているが、ゼパルの洗脳で革命軍に組して鼠を使って食糧庫などの襲撃に手を貸していた。バルバロッサ達に見破られ拷問を受けるが本人は何も知らず、最後はセレンディーネに操られるがままに宣戦布告して、体内から鼠で爆散して死亡する。

### シャム＝ラシュ
シャカ
シャム＝ラシュ頭領。詳細は四天将軍を参照。
ジャーファル
シャム＝ラシュ筆頭。当初はシンドリアの八人将の一人だったが、後にシンドリア商会会長室室長となる。詳細はシンドリア王国を参照。
ヴィッテル
声 - 斉藤壮馬
シャム＝ラシュの一員。元シンドリア王国八人将。外伝に登場。
鼻筋に傷がある長身の青年。誰に対しても敬語で話しているが、力を得た時は組織を抜けようと考えるなど野心的な一面を持つ。後にシンドリア商会に所属した際には誰よりもシンドバッドを慕い、彼以外には当主はありえないと答える程。20歳（外伝の奴隷編終了時）。
大きな双刀の剣を武器に持つ他、両腕を伸長させて鞭のように操ることが出来る。
元はマハドと共に戦災孤児で、幼少期から様々な犯罪に手を染めた後、組織に拾われた。ドラコーンやジャーファルと共に「ブァレフォール」攻略に向かい、ブァレフォールの最後の試練の後ファーランの魔法道具でジャーファル・マハド共々魔獣にされるがシンドバッドに救われ、彼の仲間になった。シンドリア商会では会計顧問を務めていたが、シンドバッド達のササン出発後に重なった海難事故で貿易赤字が続き、そんな中で黒字に戻すためにマーデルの詐欺同然の投資を受けてしまい、結果的に商会に多額の負債を残すことになってしまった。シンドリア王国建国時には八人将として認定されるが、式典の失敗により島に攻め込んできたパルテビアの殲滅部隊と交戦となり、避難民の保護を行ったがシャカに妨害される。強力な魔力操作に圧倒され満身創痍となり、最後の力を振り絞り捨て身でシャカの動きを封じ、ジャーファルの「双蛇鏢」によって敵諸共焼かれて命を落とす。
マハド
声 - 三宅健太
シャム＝ラシュの一員。元シンドリア王国八人将。外伝に登場。
全身傷だらけで口元を布で覆った大男。普段から無口で何も喋らず、ジャーファルから暴行を受けても顔色一つ変えない。22歳（外伝の奴隷編終了時）。
武器は使わないが、壁を掘り進むことが出来る程の腕力を持ち、右腕の筋肉だけを異常に膨張させ圧倒的な打撃力を発揮することができる。
元はヴィッテルと共に戦災孤児で、幼少期から様々な犯罪に手を染めた後、組織に拾われた。ドラコーンやジャーファルと共に「ブァレフォール」攻略に向かい、ブァレフォールの最後の試練の後ファーランの魔法道具でジャーファル・ヴィッテル共々魔獣にされるがシンドバッドに救われ、彼の仲間になった。シンドリア商会では人をよく観察するため雇い人の面倒を見ている。シンドリア王国建国時には八人将として認定されるが、式典の失敗により島に攻め込んできたパルテビアの殲滅部隊と交戦となり、避難民の保護を行ったがシャカに妨害される。強力な魔力操作に圧倒され満身創痍となり、最後の力を振り絞り捨て身でシャカの動きを封じ、ジャーファルの「双蛇鏢」によって敵諸共焼かれて命を落とす。

### ティソン村
シンドバッド
バドルとエスラの息子。当初はシンドリア王国国王だったが、後にシンドリア商会会長となる。詳細はシンドリア王国を参照。
バドル
声 - 小西克幸
シンドバッドの父。ティソン村の漁師。外伝に登場。
髪を一筋前にたらした紫色の長髪を持つ男性。シンドバッドが3歳の頃に出兵した際には、全身に傷を負い左足を失いながらも村から出た兵士の中で唯一生き残ったため英雄扱いされていた。しかし、出兵により戦争がもたらす虚しさを知り、家族を守るためにパルテビアの国策に異を唱え戦争を否定したため非国民の誹りを受けるようになる。身長178cm。
シンドバッドが5歳の頃、スパイであるダライアスを匿ったことで家族に罪が及ばないようにするため、戦争に出兵しそのまま帰らぬ人となるが、その命を懸けた教えはシンドバッドと他の村人達に受け継がれた。
エスラ
声 - 日笠陽子
シンドバッドの母。外伝に登場。
長髪を三つ編みのおさげにした太眉の女性。夫が非国民の扱いを受けたことで今後の生活が苦しくなることを悩み、唯一の収入源であった漁用の船も他の村人に壊されて気苦労で倒れることもあった。身長154cm。
バドルの死後、息子と共に村人達を説得し反戦の意識を広めたが、病に倒れ薬がなければ数日と持たない体となる。自分の身を案じて「バアル」に旅立つことを諦めようとしていたシンドバッドに、夫の形見の剣を託し彼の背中を押した。シンドバッドが「バアル」から帰ると、迷宮外では2ヶ月もの時間が過ぎていたため危篤状態にあり、駆けつけたシンドバッドに最後の言葉を残してこの世を去った。

## エリオハプト王国
アールマカン・アメン・ラー
声 - 木内秀信
元エリオハプト王国第36代国王。国際同盟常任理事。第35代国王と第二王妃を両親に持つシャルルカンの異母兄。迷宮攻略者。
目元の模様と銀髪、褐色肌が特徴の青年。常に目を閉じており、弟とは違い落ち着いた雰囲気をしている。従者が支えるほどの巨大なコブラを連れている。シャルルカンのことは「愚弟」と呼ぶ。28歳→31歳。身長182cmで体重66kg。趣味は蛇との戯れ。
シンドバッドや他の王と同じくマグノシュタットに駆けつけ、「黒の神」と戦った。華安平原の戦いでは、シンドバッドやシャルルカンと共に紅炎のいるバルバッドへ向かう。最終章では退位して国際同盟の理事の座に就いている。
外伝にも登場。当時はまだ13歳の少年で、半年前に死亡した先王・アテンクメンに代わり王位を継ぎ開国政策を推し進める。しかし先王が指名した次期国王の名が刻まれた棺が「ゼパル」出現に伴い迷宮内に取り込まれてしまい、王位の正当性が不明確になる。さらに母親をはじめとする自分の周囲の人物を次々と暗殺されてしまい、後ろ盾を失ったことで鎖国を貫こうとする先王派の勢力を押さえられずにいた。国の内情を憂いこれ以上の混乱を防ぐためには先王の遺言を知ることが不可欠であると考え、シンドバッド達に迷宮攻略を依頼した。攻略成功後は先王の遺言に従いシャルルカンと相談して即位、彼をシンドバッドに託し自身は政情不安で混乱する自国を安定させる作業に取りかかった。また、金属器の力を手に入れるためナルメスに次に出現する迷宮の調査を命じており、数年後にはヴァッサゴを攻略している。
ヴァッサゴ
第3迷宮の主。
アールマカンと契約している。金属器はアールマカンの細身で黒い刀身の曲刀。
魔装では、曲刀は鍔に翼上の装飾をあしらったフランベルジェのような形になり、背中から翼が生えて左半身が白で右半身が黒い天使のような姿になる。
シャルルカン・アメン・ラー
元エリオハプト王国王子。アールマカンの実弟。当初はシンドリアの八人将の一人だったが、後にエリオハプト王国第37代国王となる。詳細はシンドリア王国を参照。
アテンクメン
エリオハプト王国第35代国王。アールマカン・シャルルカンの父。外伝に名前だけ登場。
砂漠に囲まれたエリオハプトで対外政策をしなかったことで他国との関係を閉ざし、シンドバッド達が訪れる半年前に崩御した。後に王位継承のしきたりを変えようとしたことが明らかになり、次代の王を自分では決めず遺された兄弟で相談するよう遺言を残していた。
ナルメス・ティティ
エリオハプト王国外交長官。
額に蛇の形をした装身具を付け、右腕に蛇を纏っている銀髪で褐色肌の男性。母と姉がいる。29歳→30歳。身長185cmで体重72kg。
外伝にも登場。当時は16歳の少年で、現王派の執政官を務めていた。
ネフェルト
エリオハプト王国現王派の重鎮。外伝に登場。
ツタンカーメンのような帽子を被った小柄な褐色肌の女性で、長い銀髪を三つ編みのおさげにしている。
ホルメス
エリオハプト王国現王派の重鎮。外伝に登場。
ホルスを思わせる鳥の仮面を被った褐色肌で筋肉質な長身の男。オネエ口調で話し、眷族と同化したドラコーンを自分と同じ仮面を被っていると勘違いしていた。
本編の時系列ではアールマカンの眷族になっており、眷族同化によって巨大化して翼から羽毛を矢のようにして放つことができる。
パトラ・アメン・ラー
エリオハプト王国先王の正王妃。シャルルカンの母。外伝に登場。
両目の下に模様がある褐色肌の中年女性で、体に蛇を纏っている。先王派及び親レーム派の中心人物で、レームの侵略に怯えて鎖国を貫くために息子であるシャルルカンを王に据えて政権を握ろうとしている。
「ゼパル」攻略後、王家の墓で次代の王が決められていなかったことを知り、シンドバッドの金属器の強大な力を目の当たりにしたことで自分の間違いに気づかされる。その後は市民にも死者を出したことへの責任を問われガフラー・アンビス共々捕縛されることになった。その後は心労から体調不良が続いており、シンドリア建国式典直前で容体が急変した。その後の描写はないが、本編での登場や彼女の存在が言及されていないことから、崩御した可能性が高い。
ガフラー・カー
エリオハプト王国宰相。外伝に登場。
右目の下に模様がある褐色肌の男。左腕に蛇を巻いている。先王派の重鎮で、パトラと共にアールマカンに嫌味な言葉も辞さない。
アンビス
エリオハプト王国神官。外伝に登場。
アヌビスを思わせるジャッカルの仮面を被った褐色肌の男。先王派の重鎮。
本編の時系列ではアールマカンの臣下となり、眷族として仕えている。眷族同化により巨大化して両目から光線を放って攻撃する。
スフィントス・カーメン
マグノシュタットへの留学生だったが、後にティトスとマルガの主治医としてレームへ移住した。詳細はレーム帝国を参照。

## アルテミュラ王国
ミラ・ディアノス・アルテミーナ
声 - 冬馬由美
元アルテミュラ王国女王。国際同盟常任理事。ピスティの母。迷宮攻略者。
切れ長の目と右頬の鳥の刺青、長い金髪が特徴の細身の女性。性格は高飛車で、自国の独自の文化ゆえか男は基本的に子孫を残すための繋ぎとしか見ておらず、露骨に見下した態度を取る。ピスティは末娘に当たり、彼女以外にも6人の娘がいる。38歳→41歳。身長169cmで体重58kg。趣味は夫選び。
シンドバッドや他の王と同じくマグノシュタットに駆けつけ、「黒の神」と戦った。華安平原の戦いでは、シンドバッドやピスティと共に紅炎のいるバルバッドへ向かう。最終章では退位して国際同盟の理事の座に就いている。
外伝にも登場。当時は23歳。レームの組合を通してルルムから送り続けられた書簡で入国許可を出しシンドバッド達との拝謁の場を設けたが、その際に人形を自分に見立て自分自身は門番に成りすます「遊び」を仕掛けた。自分を口説きに近寄って来たシンドバッドを一蹴し、彼とジャーファル、ミストラスの身包みを剥いで死者の谷に突き落とすが、そこから生還したシンドバッド達に荷物と彼の金属器を奪われ魔装同士での戦いの末、ブァレフォールの能力の術中に嵌り敗北した。その翌日、シンドバッドを唯一の「男」として認め、シンドリア商会と正式に手を結ぶことを決める。その際にシェヘラザードのことやマギについて話した。
ケルベロス
第24迷宮の主。苛烈と妖艶の精霊。
ミラと契約している。氷・雷・炎の3つの異なる属性を操る能力を持つ。金属器はミラの槍。
魔装では、槍は三叉槍になり、三面六臂の鬼神阿修羅のような姿になる。左側の2個の三鈷杵を持つ泣いたような顔が氷、右側の弓矢を持つ怒ったような顔が雷、中央のミラ本体が炎を司る。
- 雷光（バララーク）

外伝で使用。右側の顔から雷撃を放つ。
- 獄炎轟衝刃（ケルベル・ハディッサ）

外伝で使用。武器化魔装による三叉槍の先に作った炎の塊から複数の炎の刃を放ち、相手に突き刺す。
- 獄炎獣乱舞（ケルベル・ジャイルランケッサ）

外伝で使用。武器化魔装による三叉槍から3つの巨大な狼の形をした炎を放つ。
- 獄炎滅殺轟波（ケルベル・カルブ・ヴォルケッサ）

極大魔法。氷・雷・炎の全ての属性を重ね合わせた究極の消滅魔法。外伝で使用したが、不発に終わっている。
ピスティ
ミラの末娘。当初はシンドリアの八人将の一人だったが、後に新アルテミュラ王国女王となる。詳細はシンドリア王国を参照。
パルシネ・プラテミア
声 - 津田美波
アルテミュラ王国外交長官。
左頬に鳥の刺青がある女性。常に笑顔だが執念深く、年齢について聞くと怒る。三人の娘がいる。33歳→34歳。身長168cmで体重53kg。
外伝にも登場。当時は20歳。シンドリア商会との同盟で代表者としてシンドバッド達に同行する。

## ササン王国
ダリオス・レオクセス
声 - 堀内賢雄
元ササン王国騎士王。ササン騎士団総長。国際同盟常任理事。ミストラス・スパルトスの父。迷宮攻略者。
左目を前髪で隠し、薄い口髭を蓄えた壮年の男性。頭にターバンを巻いて黒いマントを羽織っている。ササンを守護する最高位の騎士であり、ササンの最高権力者。堂々とした態度を取り、自国の教義を守らんとする厳格かつ冷静な性格だが、それ故に外の世界に憧れるミストラスを守るため彼を殴ってでも騎士としての自覚を促していた。ミストラスとスパルトス以外にももう一人息子がいる。52歳→55歳。身長177cmで体重68kg。趣味は聖地巡礼。
シンドバッドや他の王と同じくマグノシュタットに駆けつけ、「黒の神」と戦った。華安平原の戦いでは、白瑛がシンドバッドに協力したことで天山山脈から約1万の兵を進軍させ、自身は健彦と共に要請のあった白龍のいる華安渓谷に合流する。最終章では退位して国際同盟の理事の座に就いている。
外伝にも登場。当時は37歳。この頃から迷宮攻略者であったが、ジンの力を自分だけが持つ「神の力」と騎士達には認識させていた。ササン騎士団脱退を望むミストラスから決闘を受けアロセスの力で勝利するも、その後にシンドバッドから迷宮について隠していることを突かれ勝負せざるを得なくなり、既に魔装を完成させていた彼の圧倒的な力の前に敗北を認めた。その際に自国の信仰であるアルマトランの神話について話した。その後、勝負は引き分けという形にし、シンドバッドの頼みで彼を自分と同じ神の力を持つ新たなササンの使徒として迎え入れる形で同盟を結んだ。ミストラスがシンドバッドと共に行く際には、本心では自分も若い頃は外の世界に憧れていたことを明かして謝罪し、出発する彼を見送った。
アロセス
第52迷宮の主。
ダリオスと契約している。半透明の防護壁を発生させ、受けた攻撃を強さに応じ倍にして跳ね返す能力を持ち、結界のように自分の周囲を覆うことも出来る。金属器はダリオスの刺突用のランス。
魔装では、ランスは青龍刀のような形になり、かなり若返った外見で下半身が馬と合体して全身が鎧で覆われたような姿になる。
ミストラス・レオクセス
声 - 羽多野渉
ダリオスの第一子。ササン騎士団見習い騎士→ササン騎士団正騎士。元シンドリア王国八人将。スパルトスの兄。外伝に登場したが本編では既に故人となっている。
はねた髪型が特徴で、父や弟同様左目を前髪で隠した少年。ターバンと鎧、白いマントに身を包み、一見細身だが体は筋肉質。後輩口調で話す。ササンの次期騎士王候補だが固い教義に縛られた自国に嫌気が差し、強い好奇心から外の世界に憧れていた。また、女性への関心が強くアルテミュラが女系民族国家と知った際には鼻血を流すなどスケベな一面もある。お調子者な所もシンドバッドとよく似ており、旅先では彼と一緒によくはしゃいでいる。ダリオスに対しては考えの違いから反発していたが、内心では自分を強くし信念を貫かせてくれたことに感謝していた。スパルトスには尊敬されているが、騎士としてはつまはじき者の自分のせいで彼の未来に影響があるかもしれないという不安から無意識に距離をとっていた。ササンの風習であらゆる食事に蜂蜜をかける悪癖がある（魚はメープルシロップ派らしい）。
自分の背丈をも超える巨大なランスを武器に持ち、正確無比な素早い連撃を得意とする。騎士としての階級は見習いで訓練にも怠けていたが、ダリオスに幼い頃から槍術を叩き込まれたその実力は騎士団長官職にも劣らないほど。また、山岳育ちのため渓谷などの険しい道にも強いが、泳いだことがなくカナヅチである。
国営外国人滞在施設でササンに来る旅人から外の話を聞いていたが、そこでシンドバッド達と出会い彼の冒険譚を聞いてより外の世界への関心を強くした。国を抜けるためにササン騎士団脱退を宣言し、ダリオスに勝負を挑むもアロセスの力の前に敗北。しかし、シンドバッドとササンが同盟を結び、ダリオスに正騎士に昇格されると同時に同盟の証としてシンドバッドに随伴する任務を与えられる。出発の際には父と和解し、シンドバッド達の旅に同行して各地を巡ることとなる。シンドバッドが奴隷身分から解放された後、自分のような人が好みのタイプと言ったピピリカに恋心を抱く。「ゼパル」攻略ではゼパルの試練としてヒナホホとの試合を言い渡され、シンドバッドの「最強の矛」を決める戦いの最中でシンドバッドの眷族として目覚めた。独立国民党との取引後、ヴィッテル達の勧めでピピリカ（とヒナホホの子供達）を誘ってバルバッド観光に向かい、そこで彼女に告白して晴れて恋人同士になった。シンドリア王国建国時には八人将として認定されるが、式典の失敗で島に攻め寄せる殲滅部隊を迎え撃つ中でシャカに腹部を貫通する重傷を負わされる。その状態で魔力を回復しきっていないヒナホホの援護を行うが、6本の剣で上半身を刺されて致命傷を負う。死の間際に眷族同化を行い角の生えた巨大な獣へと変貌し、シャム＝ラシュを圧倒的な力で薙ぎはらったが、シャカの「八卦死天掌」で体内の魔力をグチャグチャに破壊されて瀕死となり、最期までヒナホホとピピリカを守って奮戦するも死亡した。
- 閃光槍（バララーク・ハルバー）

バアルの眷属器。稲妻を纏った巨大な槍状のエネルギーを放つランス。
スパルトス
ダリオスの第二子。当初はシンドリアの八人将の一人だったが、後に新ササン王国騎士王となる。詳細はシンドリア王国を参照。

## イムチャック
ラメトト
声 - 中博史
元イムチャック族首長。国際同盟常任理事。迷宮攻略者。
編み込んだ非常に長く大きな髭を持ち、顔に十字傷、腕に複数の傷がある巨漢。獣の両腕と目の模様が付いた白い毛皮を身に纏っている。好戦的な性格。妻と複数の子供と孫がおり、後述の理由でヒナホホの義父に当たる。60歳→63歳。身長315cmで体重213kg。趣味は狩り。
シンドバッドや他の王と同じくマグノシュタットに駆けつけ、「黒の神」と戦った。最終章では退位して国際同盟の理事の座に就いている。
外伝にも登場。当時は44歳。シンドバッドの人間が分かり合えないことに気付かせることで相互不可侵の世界を作り上げるという「夢」に賛同し、ヒナホホとルルムの結婚を認め、レームからの外貨を得るためシンドリア商会に独占交易権を売る。
フォルネウス
第30迷宮の主。
ラメトトと契約している。金属器はラメトトの棍棒。
魔装では、棍棒は金棒のような形になり、身体のほぼ全体が赤い装甲に覆われた悪魔のような姿になって生身の部分は見られなくなる。
イムチャック族族長
声 - 藤本譲
ヒナホホ・ピピリカの父。本名不明。外伝に登場。
顎と顔の右側に傷があり、髭を蓄えている。一度気に入った相手は離さない癖があり、「バアル」を攻略したシンドバッドに一目置いている。
本編時点で存命かどうかは不明だが、少なくとも最初のシンドリア王国建国時は健在だった模様。
ヒナホホ
イムチャック族族長の息子。当初はシンドリアの八人将の一人だったが、後に新イムチャック族首長となる。詳細はシンドリア王国を参照。
ピピリカ
ヒナホホの妹。詳細はシンドリア王国を参照。
ルルム
声 - 恒松あゆみ
ラメトトの娘でヒナホホの妻。外伝に登場したが本編では既に故人となっている。
ヒナホホよりも大柄で、逞しくもたおやかな女性。イムチャック一の美人といわれる。ラメトトから戦士として教養のある才女に育てられ、家事全般もそつなくこなす。反抗的なジャーファルやセレンディーネに対しては叱責しながらも実の子供に対するそれと変わらぬ愛情を注ぎ、彼らの精神に大きな影響を与えた。必殺技は制裁として加える「ルルムチョップ」。
ヒナホホに想いを寄せ、彼が成人するのを待って父の許しを得て結婚した。結婚後はシンドリア商会の一員としてイムチャックを旅立ち、シンドバッドとジャーファルに教育を施す。その後は新たな双子の女の子の出産で里帰りをしていたが、シンドバッドが奴隷としてマリアデル商会に捕えられた後にピピリカと共に商会に戻り、シンドバッドを救い出すために商会の当主代理を務める。独立国民党との取引後には4人目の子供を身籠り、旧シンドリア王国建国式典直前に第4子を出産。しかし、建国式典の失敗に伴う島からの撤退戦の祭、避難民達を守るために最期まで戦い抜き、壮絶な戦死を遂げた。
キキリク
声 - 久野美咲
ヒナホホ夫妻の長男。
イムチャックからレームへと向かう船旅の中で誕生した。まだ生まれてまもない赤ん坊にも拘わらず、当時11歳だったジャーファルと変わらぬ身長になっており、彼に懐いている。
イムシシカ
イムチャック族外交長官。
チョビ髭と顎髭を生やしたイムチャックの中でも大柄な男性。温和な性格。41歳→42歳。身長251cmで体重157kg。
外伝にも登場。シンドリア商会がマーデルを陥れるために開いた祝賀会に訪れている。

## 鬼倭王国
倭健彦（ヤマト タケルヒコ）
鬼倭王国鬼倭王。国際同盟常任理事（後に自ら辞任）。迷宮攻略者。
逆立った髪型をした三白眼の侍。大小4本の角飾りがある鉢金を頭に付け、武者鎧を身に纏っている。背中には鬼と鱗のような派手な刺青がある。語尾に「〜ぜよ」と付けるなどの土佐弁口調で話し、手を顎に当てる癖がある。部下からは「殿」と呼ばれる。一撃必殺といわれる鬼倭の剣術を操り、女は斬らないことを信条とする。暗黒大陸で異形に育った野菜を気にせず食べるなど難升米曰く「無頓着」。同い年ながら自分より遥かに知名度の高いシンドバッドにライバル心を持っており、鬼倭が辺境の田舎国でなければ自分が七つの海を制し「七海の覇王」と呼ばれたと豪語している。七海連合に加盟してはいるものの、白龍率いる東軍と紅炎率いる西軍との戦いを「盟友（白龍）の国の内紛を収める」という口実に利用し介入してきたシンドバッドのやり方を快く思っておらず、ダリオスによると問題発言も多いらしい。31歳→34歳。
華安平原の戦いにおいて、自分と同じく七海連合に加盟した白龍からの要請で兵を率い、平原にも拘わらず大波に乗ってダリオスと共に白龍のいる華安渓谷に現れる。合流後、武器化魔装によって紅覇達の遥か後方の西軍本陣にいる総大将の紅明を一撃で仕留める。
最終章ではカイムの金属器を所持したまま国民ごと暗黒大陸へ移住しており、世界指名手配犯として追われている。鬼倭島を島ごと移動できるようにしてくれたアラジン達を匿い、白龍に修行をつけている。アラジン達と共に暗黒大陸から帰還すると国際同盟からの離脱を宣言するが、神になったシンドバッドにより思考を操られ再び同盟入りを決める。
カイム
健彦と契約したジン。傾聴と鋭絶の精霊。
詳細は不明だが、金属器による攻撃を遥か遠距離にまで飛ばす能力を持つ。金属器は健彦の太刀。
魔装では、太刀は大刀になり、頭部から2本の角、足には鋭い爪が生えて肩や膝に鬼の顔のような装飾を付けた姿になる。
七海（ナナウミ）
健彦の実妹にして部下。
2本の角が付いた仮面とお歯黒、片側が黒で片側が白の髪型と和装が特徴の女性。小太刀を携えている。古風かつ飄々とした喋り方をする。性格は好戦的で、戦で犠牲を出さない戦い方をする紅明を「甘い男」と称すなどシビアな考えを持つ。兄に対して特別な感情を抱いているようで、側室には羨望の目を向ける。「七海の覇王」の異名が自分の名前と被るという理由で健彦と同様シンドバッドに反感を抱いている。
白龍からの要請で健彦及び七海連合の使節として白龍に派遣され、彼とアラジン達との戦いが終わった後に白龍の元に現れる。その後の紅炎率いる西軍との戦いでも白龍の傍に仕えており、西軍との勢力差で彼に皮肉を述べながらもどのみち七海連合の介入で勝利することを確信していた。
イメージは歌舞伎。
難升米（ナシメ）
健彦の部下である魔導士。
2本の角が付いた帽子を被り、右側が黒で左側が白の着物を着た猫目の青年。毒舌家で主に対しても辛辣な発言をする。

## アル・サーメン

### 魔導士
アルバ / 練玉艶（れん ぎょくえん）→練白瑛（れん はくえい）
アル・サーメン首領。かつてソロモンに反逆したアルマトランのソロモンの三賢者「マギ」の一人。
額にソロモンと同じ三日月の形をした装身具を付け、三つ編みを二本のおさげにしている女性。国の要人に憑依することでその中枢に入り込み直接動かすやり方を好む冷酷かつ狡猾な性格。紅炎からはこの世界で最も強い力と知識を持ち、多くの迷宮を斡旋していたことからもどれだけ金属器使いがいても勝てる力があったと推測されている。
アルマトラン時は羽の形をした飾りが付いた神杖を使っていたが、新世界では後述の経緯でシバから奪った先端が三日月に近い形状の神杖を持つ。魔導士ながら武術の使い手で、神杖を使った剣術は複数の浮遊戦艦を一刀両断するほど。抵抗軍ではソロモンに次ぐ二番目の実力者で、彼に剣術を仕込んだ人物。現在でもアルマトラン最強の剣士と自負しており、剣を使った戦いでも無類の強さを誇る。その精神体の本体は別次元にあり、それを半分だけ寄越して作中世界の次元に干渉しており、自分の意思で憑依体を放棄しない限り肉体を破壊されようとも異空間から魔力を供給することで無限に再生させられるという不死性を有している。精神魔法で対象のルフを黒く染め上げ強制的に「堕転」させることも可能で、単独での力量もさることながらアル・サーメンの人形達を呼び出し彼らの魔法を束ねることで複数の極大魔法を再現できるなど、魔導士としても規格外の力量を持つ。
アルマトラン時は、抵抗軍の一員で神杖を持つ魔導士の一人。元は100年前に長老会の世話をするためにダビデに作られた魔導士の一人で、抵抗軍の主要メンバーでは最年長。ソロモンの召し使いとして彼を「坊ちゃん」と呼んでいた（ソロモンからは二人だけの時だけそう呼ぶように言われている）。生まれた頃から「神」の声が聞こえておりそれに従って生きていたが、「神」から長年に渡り魔力を奪い続けるダビデを斃すためにソロモンに仕えていた。しかし、「神」が定めた運命からの脱却を決めたソロモンが「神」を貶めたことで彼を憎み、勢力を増強し反乱軍を率いて最終戦争を起こす。シバを殺害してその神杖を奪うが、予定外のソロモンの復活により、「黒の神」と共に異空間に封印された。
練玉艶の血統に当たる人間の肉体に寄生する能力を持ち、代々肉体を取り替えながらこの世界に存続し続けており、「人形」であるが故に全力を出せない他の魔導士達とは違いアルマトラン時代の力を完全に発揮することができる。当代の玉艶も白雄や白蓮を出産した後でアルバに肉体を奪われている。煌国が中原の覇者となる頃にはアル・サーメン達を率いるようになり、白徳・白雄・白蓮を暗殺させている。
ジュダルの手引きで白龍と対峙した際には彼の全身魔装による一撃を防いで一歩も動かずやすやすと倒した。マグノシュタットでの「黒の神」出現時には涙を流すほど喜び狂気の表情を浮かべていたが、アラジン達の活躍により「黒の神」は消滅した。
その後、ベリアルの金属器を得て操った兵達を引き連れてきた白龍と再び対峙、ジュダルが発動した絶縁結界で魔法を封じられてなお加勢に来た青龍・黒彪を含めた3人の武人を一人で相手取り圧倒するが、白龍の憎しみの力を前に次第に追い込まれていき首筋に噛みつかれ重傷を負い、最終的に力を使い果たし結界から出ようとした所でジュダルから暴行を受け、白龍に首を斬り落とされた直後に玉艶の体内のルフを暴発させ自爆した。ルフを回収できなかったことから完全に消滅したとみられていたが、実際は白瑛に憑依して生存していることが明らかとなり、終戦後はそれまで「最も忌むべき命」と警戒していたシンドバッドがダビデ=「黒の神」と繋がっていることを知り忠誠を誓う。アラジンのソロモンの知恵を奪うために彼を襲撃し、駆けつけた白龍をも追い詰めその憎しみを煽るが、復讐を終えた彼によって逆に自身の肉体を乗っ取る能力を含めた情報を引き出され、鬼倭王国の介入もあって取り逃がした。
最終章でも娘の肉体を奪ったままであり、シンドバッドが求める聖宮の力を追っている。アラジンが魔法でアリババの頭に語り掛けて接触してきたことでその所在を突き止め、暗黒大陸の大峡谷南岸で自身を止めに来たユナンと戦い追い詰めるも、帰還したアラジン達によって妨害される。無数の人形を召喚して極大魔法を連発しアラジンを仕留めようとしたが失敗、白瑛の肉体の構成が書き換えられたことで憑依できなくなり、サソリの姿になって次なる憑依体として狙った白龍もフェニクスの効果で変質していたことから地上で利用できる憑依体を完全に失い精神となって異空間に戻る。その後は人形の体に宿り最終手段としてダビデにすがり、国際同盟の管理下にある金属器と「黒の神」の影響でマグノシュタット上空に開いたままになった世界の穴、第一級特異点であるシンドバッドと自分が千年間蓄えたアル・サーメンの莫大な量の魔力を利用して聖宮に行く方法を実行するが、最終的にはシンドバッドが七体のジンとダビデを味方につけ、ウーゴくんから聖宮の番人の座を奪うという自分も予想だにしなかった事態に動揺するが、「神」の声がもう聞こえなくなってしまい強大な力も目的も失ってしまったことで自暴自棄に陥る。聖宮では元の大人の姿になってアラジン達の前に現れ七つの迷宮の案内人を務めるも、アラジン達とシンドバッドのどちらが勝った世界でもうんざりだと考えて渋々指示にだけ従っている。聖宮からの脱出後はネルヴァと行動を共にして戦いの趨勢を見届け、一連の事件後は一人どこかへ飛び去って行った。
外伝にも登場。当時は既に練玉艶として白徳を利用し暗黒点を生み出すために暗躍していた。
- 魔法

- 滅葬（メドウン・アルサーム）

相手の黒ルフを吸収して両手を魔物のような腕にし、それを振るって強力な衝撃波を放ち相手を切り刻む魔法。
- 八ツ首防壁（ボルグ・アルサーム）

元はシバが使っていた、防壁魔法のエネルギーの一部を八体の蛇のように操作・攻撃する魔法。相手の魔法を受け止めて跳ね返すこともできる。
- 傀儡子操葬（アラ・ラケーサ）

元はファーランが使っていた、他人の体を操る魔法。
- 焼夷閃光（フラーシュ・アジョーラ）

元はワヒードが使っていた、火球を放つ魔法。
- 降り注ぐ雷槍（ラムズ・アルサーロス）

元はイスナーンが使っていた、雷の槍を振らす魔法。
- 雷光剣（バララーク・サイカ）

魔装バアルの技を模倣したユナンの魔法を真似た物。
- アモンの轟炎剣（アモール・ゼルサイカ）

元は魔装アモンの技。
- 炎宰相の裂斬剣（アモール・アルバドールサイカ）

元はアモンの極大魔法で、無数の熱魔法を束ねることで発動させた。
- 轟風施（パイル・アルハザード）

元はパイモンの極大魔法で、無数の風魔法を束ねることで発動させた。
- 白閃煉獄竜翔（アシュトル・インケラード）

元はアシュタロスの極大魔法で、無数の熱魔法を束ねることで発動させた。
- 雷光滅剣（バララーク・インケラード・サイカ）

元はバアルの極大魔法。
- 水神召海（ヴァイネル・ガネッザ）

元はヴィネアの極大魔法。
- 地格旋斬爪（アウグ・アルハザード）

元はアガレスの極大魔法。
- 如意練槌（レラーゾ・マドラーガ）

元はレラージュの極大魔法。
ジュダル
煌帝国のマギ。詳細は煌帝国を参照。
イスナーン
声 - 三木眞一郎
アル・サーメン幹部。
顎髭を生やし、ターバンや仮面で顔を隠した黄緑色の長髪の男。ビョルン曰く「ドゥニヤびいき」。同じアルマトラン出身である玉艶（アルバ）とは手段の違いから反目しあっていた。19歳→24歳→28歳（アルマトラン時）。身長184cmで体重70kg。
仮面のような飾りがついた鎌のような形状の杖を持ち、得意の雷魔法でドゥニヤ達をサポートする。他にも体を切断されても再生・分裂する能力を持つ。アルマトラン時は三叉鉾に鎌をつけた戟のような形状の神杖を使っていた。
アルマトラン時は、ソロモンやウーゴくんと共に抵抗軍の一員で神杖を持つ魔導士の一人。当時はソロモンからも強い信頼を受け、ウーゴくんが開発した移動要塞の動力を担当していた。同じ教会で育った義理の弟であるセッタからは強く慕われていると同時に、自分自身も彼に対してはかなり甘い。そのセッタが戦死し、それが運命によって決定されていたことに憤り、ソロモンの意思によって作られた世界で運命に従って生きることを拒絶して反旗を翻した。
かつてムスタシム王国での革命直前にマグノシュタット学院と手を組み、魔法道具や金属器についての情報を流していたが、非魔導士の手下に作製した金属器を与えたことがモガメットの逆鱗に触れ、数年前に決別した。
ドゥニヤを連れて「ザガン」に現れ、アラジン達と交戦。一時はアリババによって倒されたかと思われたが、白龍の体内に侵入しその左腕を食い破って復活する。その後、シンドバッドとアリババに「我らが父の意志」による「他人のルフを黒ルフによって犯す呪い」をかけて逃走しようとするも、シンドバッドに本体を消されアリババの体内に残った呪いの核もアラジンのソロモンの知恵によって消滅、敬愛していたソロモンを裏切り敵対したことを悔やんでもいた。
外伝にも登場。当時は既に暗黒点を生み出すために暗躍していた。
- 魔法

- 雷電（ラムズ）

アルマトラン時に使用した雷魔法。上から落雷を落とす。
- 降り注ぐ雷槍（ラムズ・アルサーロス）

アルマトラン時に使用した雷魔法。複数の雷の槍を降らす。
ファーラン
声 - 小林ゆう
アル・サーメンの一員。
輪を描くように結んだ独特のオレンジ髪が特徴のグラマラスな女性。語尾に「〜アル」と付ける。異性の話について強調することが多く、アルマトラン時はよく夫であるワヒードに自分の胸を揉ませていたらしい。なお、ワヒードを好きになった理由は「明るくて単純なダメ男」だったからとのこと。
炎を思わせるような形状の神杖を持ち、人や対象を操る魔法を得意とする。外伝では先端が卵状の杖を持ち、ムスタシム王国でも開発されていないような高度な大魔法を使用できる。
アルマトラン時は、抵抗軍の一員で神杖を持つ魔導士の一人。最愛の息子・テスの死により運命を拒絶、アル・サーメンとして反旗を翻した。
外伝にも登場。当時はバルバロッサ直属のパルテビア帝国顧問魔導士を務めていた。口元を網目状の布で覆い丁寧な口調で話すが、未だに亡くなった息子と再会する目的に囚われており、皇帝となったセイランをテスと重ねている。自身はバルバロッサの元に控え、分身である人形をドラコーン達に同行させて第6迷宮「ブァレフォール」に向かう。その道中でシャム＝ラシュに自身の研究成果である「筋力のリミッターを外す魔法道具」（闇の魔法により対象者を魔獣に変えるもの）を渡す。ブァレフォールの前に辿り着いた時に正体を見破られ人形を破壊されたが、シャム＝ラシュ達を魔獣に変えその体内から復活しバアルの金属器を奪い取る。魔獣と共に斃されたもののジャーファルを核に三度復活しようとしたが、シンドバッドが「堕転」から救い出したため失敗に終わった。バルバロッサがパルテビアの大統領に就任した際の祝賀会では精神魔法で演説に聴衆の心を傾けやすくしていたが、白徳の傍にいたアルバには魔法を無効化され、バルバロッサからも信頼されなくなっていた。計画を果たせない焦りから暗黒点を作り出せる別の王の器としてシンドバッドと接触、彼を抗えぬ世界のシステムである「運命」から世界を解放する「特異点」だと指摘し、ナイフの形をした闇の金属器を託した。その後はジュダルの手引きでセレンディーネと行動を共にする。その後1年間でセレンディーネを強化人間へと改造し、旧シンドリア王国国民から集めた黒いルフと「黒き器」と化した彼女を利用して「暗黒点」を開く。しかし、神と繋がったはずのルフはシンドバッドに取り込まれ、彼に宿ったダビデによって嬲られ左手だけを残して肉体を消滅させられる。しかし、死後も防壁魔法によってセイランの居室だけは守り抜いた。
- 魔法

- 傀儡子操葬（アラ・ラケーサ）

神杖に込めたエネルギーで相手を操る魔法。
- 凍結石化（サルグ・ハジャール）

外伝で使用。湖全体をまんべんなく凍らせる出力を持った魔法。
マルッキオ
アル・サーメンの一員。「銀行屋」。
髭を生やし、半開きの右目が特徴の男。霧の団の「武器商人」とは一心同体の存在。先端が卵状の杖を持ち、「黒縛霧刀」に似た闇の金属器の一つを持っていた。
アルマトラン時はシバの部下だったが、家族の死により運命を拒絶し、アル・サーメンとして反旗を翻した。
現在はバルバッドで財政の顧問を請け負っている。ジュダルの意識を聖宮に呼ぼうとするウーゴくんの動きを妨害した後、「武器商人」と一体化する。暗黒点を生み出すため内乱を引き起こさせようとするも、ソロモンの知恵による妨害により失敗。その後、撤退しようとした所でシンドバッド達に倒され、同時に金属器も消滅する。
「武器商人」
アル・サーメンの一員。
帽子と口元の布で目元以外を隠した男。「銀行屋」のもう一つの姿。
霧の団に武器を供給していた。カシムに革命を起こすよう唆し、反乱民のための武器を用意したが、元に戻った後にシンドバッドによって倒される。
「銀行屋」
アル・サーメンの一員。詳細は煌帝国を参照。

### 黒き王とその眷族
ドゥニヤ・ムスタシム
声 - 中村繪里子
黒き王の一人。ムスタシム王国王女。
縦ロールにした薄緑色の長髪が特徴の女性。お嬢言葉で話す。幼い頃に母を失ったためにイサアクの母に育てられ、イサアクを本当の兄のように思っていた。23歳没。身長156cm。
政情安定化のため隣国に嫁ぐこととなっていたが、10年前のマグノシュタット校の反乱で水泡に帰した。王族貴族、さらにイサアクを「運命」として平然と目の前で殺されたことで、自らの「運命」を恨み「堕転」してしまった。
「組織」の命令でザガンを手に入れるため商人と偽ってトランの村へ赴き、「ザガン」内では闇の金属器を使ってアラジンと戦った。圧倒的な攻撃力でアラジン達を追い詰め、極大魔法を放つも躱されて敗北。アラジンのソロモンの知恵の力で呼び出されたイサアクのものだったルフを受け取り、ルフが白くなり正気に戻った。迷宮から生還後シンドリアの王宮に保護されたが、マグノシュタット学院の天才であったヤムライハがいることからシンドリアとマグノシュタットに国交があると思い込んでおり、イサアクに会わせてくれたアラジン以外のシンドリアの人々には心を開かなかった。更に闇の金属器の副作用が残り、ヤムライハらの懸命な治療にも拘らず衰弱死してしまった。組織に利用された末の死はアラジンにマグノシュタットへの留学を改めて決意させ、白龍にも影響を及ぼした。
- 黒磁槍（アル・カウス）

闇の金属器。磁力を操る槍で、岩や砂などの鉱物を自在に引き合わせ、反発させることができる。通常状態では岩を大雑把につなぎ合わせて操る程度だが、黒いジンの状態では磁力で集めた砂鉄で指や拳を槍のように鋭くして攻撃する。その威力は、マギの防壁魔法を打ち破るほど。
全身魔装では、露出度の高い黒い鎧を身に纏った姿になる。ジンの状態の攻撃力のまま、砂鉄を槍に集め様々な形状の武器に自在に変化させることができる。
- 無限剣舞陣（レアバルド）

極大魔法。上空に集めた大量の砂鉄から無数の剣を作り、標的に向かって降り注がせる。発動までに時間がかかるのが難点。
イサアク
声 - 竹内良太
ドゥニヤの騎士であり眷族。
髪を一筋前にたらした目つきの悪い男。剣を武器に持ち、剣技そのものはアリババ以上の腕を誇る。アリババによって何度も切られても何事もなかったかのように立ち上がったが、その正体はドゥニヤの魔法によって動く砂鉄の人形であり、人形でありながら感情が存在するなど命令式は複雑だったと思われる。23歳没。身長181cm。
本物はムスタシム王国の近衛騎士で、人形とは違い明るい顔つき。幼くして母親を亡くしたドゥニヤを守ることを誓っていたが、10年前に国だけのために仕えることを約束させられる。その後、マグノシュタットの反乱時にドゥニヤを国外へ逃そうとするも失敗。最期は学院側に寝返った近衛騎士団からドゥニヤを庇って命を落とした。
「ザガン」内でアリババと戦う。イスナーンが倒された後もアラジンらに立ち向かったが、極大魔法の発動でドゥニヤの魔力が切れたため、砂鉄に戻ってしまった。その後ソロモンの知恵により「大いなるルフの流れ」から本物のイサアクとして呼び出され、ドゥニヤの前に現れ彼女の幸せを願っていることを伝えた。
- 黒磁鎧甲（アルカウス・カウーザ）

闇の眷属器。黒い鎧と地面を強力な磁力で反発させることで超人的な加速を生み出す。そのため、踏込の動作を省略することができる。
ズルムッド
声 - 星野貴紀
黒き王の一人。元パルテビア軍人。
筋肉質で髭面の男だが、口調やしぐさはオネエ系。男女差別はしない主義と言うが女性だけを嬲る。31歳没。身長200cm。
「ザガン」の前でアラジン達を待ち構え、彼らを極大魔法で行動不能にし、立ち向かってきたモルジアナを執拗に嬲って殺そうとした。しかし、それが災いしてマスルールの怒りを買い、最期は眷属器を発動させた彼の貫手を受けて敗死した。アニメではモルジアナとは対面していない。
- ズルムッドの闇の金属器

正式名称は不明。腰に巻いたベルトで、そこから何本もの黒い腕を生やす。攻守に優れており、さらにそれを一本にまとめて振るうことも可能。
- 千手回転（アルフ・アルヤツド）

全身魔装。黒ずくめで光背を付けたような姿。光背のような部分から、六本指で掌に八芒星が光る腕を大量に生やし、その手の間に挟まれたものを瞬時に消滅させる。この能力を利用して竜巻を引き起こすことも可能。
- 神撫手旋回（アルヤツド）

極大魔法。上空に生じさせた腕を回転させ、竜巻で対象を薙ぎ払う。ビョルン曰く「大ざっぱ」。
ビョルン
声 - 興津和幸
黒き王の一人。西方の海賊団出身。
羽根つきの帽子を被り、左目に眼帯をした男。剣術を得意としている。言動は比較的丁寧だが、相手を斬り刻むことを想像して興奮する危ない性格の持ち主（シャルルカンからも「気持ち悪い」と言われている）。26歳没。身長189cm。
「ザガン」の前でアラジン達を待ち構えていた。自分を上回る剣術の腕を持つシャルルカンに対し闇の金属器を発動して彼に傷を負わせたが、極大魔法で仕留めにかかった所を「流閃剣」で一網打尽にされ死亡した。
- ビョルンの闇の金属器

正式名称は不明。自分の影から自らと同じ力を持つ分身を作り出すことができる剣。
- 万華影陣（ゼツルゼツル・ザラーム）

極大魔法。影から無数の分身を作り出し対象を全方位から攻撃する。描写を見る限りでは魔装なしでも使用可能。
アポロニウス
声 - 飛田展男
黒き王の一人。元レーム帝国の学者。
車椅子に乗った小柄な老人。自分の能力を認めようとしない組織の魔導士達を嫌っているため、魔力の切れた魔導士を嬲り殺すことを楽しんでいる。72歳没。身長146cm。
「ザガン」の前でアラジン達を待ち構えていた。ヤムライハと交戦するが、彼女の挑発に乗って放った極大魔法を鏡の大魔法によって跳ね返されて焼死した。アニメではスパルトスの投槍で死亡する。
- 黒光球（アル・フラーシュ）

闇の金属器。数珠状の首飾りを空中に浮かべ、光魔法による光線で攻撃する。光線を一点に集中させると強力な魔導士の防壁魔法も破ることができる。
全身魔装では、牙を持つ巨大な蟲の頭部に乗った姿になる。
- 黒光球 光蟲型（アル・フラーシュ ハバーヘブ）

「黒光球」を集合させて蛍のような形にし、腹部から魔導士の防壁魔法では防ぎきれない威力の光線を放つ。
- 焼夷光葬砲（フラーシュ・アルアラーフ）

極大魔法。蟲の口内から巨大な光線を放つ。攻撃は広範囲に及ぶ。

## 大聖母（だいせいぼ）
大聖母（オーム・マドーラ）
声 - 久川綾
大聖母首領。
額に三日月状の装身具を付けた妙齢の女性。襲撃した先で母から捨てられた魔力の高い子供を奪い、魔法道具の力で思うままに操り配下としている。「母性愛」を利用した洗脳を得意とし、集めた子供達に自分のことを「母さん（マドーラ）」と呼ばせていたが子供達へ愛情を注いではおらず、魔法道具の魔力の供給源として扱っていた。42歳没。身長174cm。
ゆくゆくは世界中の未来の施政者を子供の内に支配し、世界征服を目論んでいた。討伐に来たアラジン達も操ろうとするが、呪縛を断ち切られやむなく逃亡するも重い腰を上げたアクティア海軍により配下の子供達共々捕縛される。全く反省の色を示さず一番魔法の影響を受けていた白龍を呼び掛けて縄を斬らせようとするが、実母に対して殺意を抱いていた彼に首を刎ねられ死亡した。アニメでは彼女の首無しの死体には布がかぶせられた。
外伝にも登場。本名はマーデル・オーマ・マリアデル。当時は28歳で、レームで奴隷による人身売買を扱うマリアデル商会当主。「慈愛ある母親」を演じ奴隷達を「自分の子供」のように洗脳していた。貿易赤字で困っていたヴィッテルに意図的に仕組んだ詐欺同然の投資を持ち掛け、シンドリア商会を陥れた。帝都レマーノで多くの商人を招いて饗宴を開き、そこに現れたシンドバッドにシンドリア商会の負債を訴えられ、最終的に彼との交渉によりマリアデル商会の剣闘士と戦うことで負債を帳消しにする代わりに試合で負けた時はシンドバッドが奴隷になることで合意した。その後、シンドバッドがマスルールに負けたことで彼を奴隷として手に入れ、自身に気に入られようと近づこうとする彼の真意を見抜き、折檻と拷問を与えて自分の子供になるよう洗脳していく。さらなる利権を求めた末に、バルバッドが奴隷制度を導入しようとしているというシンドリア商会の嘘に踊らされ、莫大な負債の対価としてシンドバッドを手放すこととなる。シンドバッドが既に洗脳から解き放たれていることに気付けず、彼の手で引き起こされた奴隷の反乱で命と引き換えに商会どころか全ての資産を失い、その恨みから世界の全てをひれ伏させることを決意する。
- 冷気咆哮砲（れいきほうこうほう）

強力な冷気を放つ魔法道具。移動形態となった砦の口部に設置され、多数の子供達の魔力を吸い上げることで発動する。水中で発射されるとジュダルの「降り注ぐ氷槍」と同様の効果が表れる。
- 聖母後光扇（せいぼごこうせん）

精神攪乱系の魔法道具。扇状に広がった魔法陣から発せられる特殊な光で刷り込みを行い、「母親」の存在を認識しようとする本能行動を引きつける強力な雌性ホルモンを信号に変えて相手の脳に送り込み、母への憧れや郷愁によって操ることができる。肉体が子供であっても精神が自立した大人であれば無効化されることもある。
オルバ
声 - 真堂圭
大聖母幹部。実働部隊のリーダー格。アリババの眷族。
右手を欠損しており、先端部に鉤爪を付けた「水弾」を義手代わりに装着している少年。当初は頭の右側が禿げた長髪だったが、現在は生えている。一味の中で最も魔力の量が多く、襲撃・戦闘時には一味の中心となって行動する。14歳→15歳→18歳。身長140cm（18歳時にはやや背が伸びている）。
大聖母の死後、生きる意味を見失い「堕転」しかけるが、アリババの必死の説得により思い留まる。シンドリアに引き渡される前に命の恩人であるアリババの頼みで弟分達の面倒を見ることとなる。しかし、大聖母を殺害した白龍のことは許すつもりはない様子で、以降も彼を恨むような言動を見せている。
シンドリアに身柄を引き渡されてからは、シャルルカンに剣術を習う。1年ほどの間に一気に身長が伸び、また師匠の影響で言動がチャラくなっている。弟達のためにも世界のクズではない何かになりたいと願っており、恩人であるアリババに報いようと思っている。使節としてバルバッドに向かうアリババに弟分達と共に同行し、旅の中で海賊と戦闘した際にアリババの眷族に目覚めることに成功する。その後、アリババを支えるという目的で意気投合したトトと恋人同士になる。
華南平原の戦いの後はアリババがいなくなったものの、その原因となり復讐を終えて必死に国を治めようとする白龍の気持ちを考えて復讐する気分にはなれなかった。アリババの死後にトトと結婚、2児の父親になった。他の仲間と共にレームに身を寄せ職業剣闘士として活動していたが、最終章ではアリババの帰還を機に煌々商会の元で宣伝部長として働き始める。
- 浮遊包弾（アラ・ラサース）

シャボン玉のような空気弾を作りだす魔法道具。人間だけでなく小型の船舶まで包んで持ち上げることができるが強度は低い。包まれた船は海中に潜ることもでき、上空から乗り込む以外での砦に入る唯一の方法となっている。
- 水弾（シャラール・ラサース）

水の塊を発射する刀身が筒になったサーベルのような形状の魔法道具。大聖母のメンバーの標準装備。通常でも人を吹き飛ばすほどの威力だが、魔法道具を連結させて威力を上げることができる魔法道具「魔交虫（まこうちゅう）」と合わせて使えば地面を大きく抉るほど巨大な水塊に強化される。また、移動形態の砦の動力ともなる。アリババはこれを逆用して水中での高速移動を行った。後に射出する水を剣の形にして、接近戦も可能になった。
- 深紅の翼爪（アモール・アフモルガメーク）

アモンの眷属器。「水弾」に宿り、火の鳥を生み出してその炎の翼で攻撃する。
アーロン
声 - 倉富亮
大聖母幹部。
一部を三つ編みにした長い青髪を持つ少年。団員の中ではオルバに次ぐ実力を誇る。17歳。身長175cm。
- 水弾（シャラール・ラサース）

ヨーン
声 - 烏丸祐一
大聖母幹部。
右目に付けた眼帯が特徴の少年。団員の中では3番目の実力者。17歳。身長172cm。
- 水弾（シャラール・ラサース）

ブロル
声 - 松本忍
大聖母幹部。
顔の正中に大きな傷がある少年。団員一の巨漢だが、臆病。17歳。身長183cm。
- 水弾（シャラール・ラサース）

ビルギット
声 - 高下三佳
大聖母幹部の紅一点。
オレンジ色の髪を右で分けて結んでいる少女。16歳。身長151cm。
- 水弾（シャラール・ラサース）

## チーシャン
ジャミル
声 - 諏訪部順一、皆川純子（少年期）
チーシャン領主。
頭にターバンを巻いた高貴な風貌の美青年だが、実際は傲慢で歪んだ性格。10年前、「先生」と呼んでいた者にマギの到来を予告されたため、いずれは迷宮を攻略して自身が王位に就かんとする野心を抱いている。21歳没。身長177cm。
王族ではないが、支配階級に育ったために一通りは剣術などの心得がある他、奴隷の扱いを何より得意とする。「先生」の教育により黒の器の素養を見せていたが、アモンには贋作であると判断されていた。
「アモン」へ入ったアラジンのことを予告されていたマギだと思い（実際にはそのマギとはジュダルのことだった）、自らも多くの奴隷を引き連れて迷宮攻略に乗り出すが、モルジアナやゴルタス以外の奴隷とははぐれる。アラジンを人質に取るもアリババに嵌められて窮地に陥るが、なんとか宝物庫に現れる。しかし、モルジアナの動きを魔力弾で封じたアラジンに「そんなに大した人じゃないと思う」と言われたことで心を折られて幼児退行を起こし、ゴルタスに担がれながら「アモン」の奥へ姿を消した。
モルジアナ
ジャミルが「アモン」に連れ込んだ奴隷の一人。現在はアリババの眷族。詳細は主要人物を参照。
ゴルタス
声 - 勝沼紀義
ジャミルが「アモン」に連れ込んだ奴隷の一人。黄牙一族出身。
左眼に当たる部分に穴が空いた鉄板状の仮面を着けた巨漢。過去に負った怪我のため、あまり喋ることができなくなっている。黄牙一族特有とされる強靭な肉体と怪力の持ち主で、ジャミルのサーベルで突かれてもその筋肉には歯が立たなかった。赤毛の装飾が施された刀を持つ。27歳没。身長197cm。
ジャミルの命令で何人もの人間を斬り続けており、その罪の意識から「アモン」脱出を拒否するとモルジアナに故郷へ帰るよう告げて彼女の足枷の鎖を断ち切り、ジャミルを連れて崩壊する「アモン」の奥に姿を消した。
ブーデル
声 - 岡野浩介
ブドウ酒造の大豪農。
ふくよかな体型のため、アラジンには「おっぱいおじさん」と呼ばれている。自分にとって利益があるか・否かで全ての判断を行い、自分の扱う商品である酒の安全を他人の命より優先する一方で、たとえ以前に蔑んでいたアリババであろうとも、相手が富と力を手に入れたならこびへつらうことに疑問を持たない等、倫理観やプライドと言った一銭にもならない感情に左右されないという点では商人の鑑のような人物。46歳→51歳。身長170cm。
最終章で再登場し、5年前と違い後ろ髪を伸ばしている。シンドバッドが作り上げた新世界で世界を股に掛ける葡萄酒商人として活躍している。洛昌に向かう飛空艇を空賊に襲われた所をアリババに助けられ、その縁で彼に煌帝国の現状を教えた。後に煌帝国で葡萄酒工場を作らないかとアリババに持ちかけられ、彼から転送魔法陣の話を聞かされて協力することを決める。
エリザベス
声 - 進藤尚美
アラジンとアリババが迷宮攻略前に行ったチーシャンの店のNo.1実力派ホステス。
かなりの巨体で筋骨隆々としており、手刀で瓶の口を切り落とす。生き別れの妹を探しているという。身長214cm。
出番がわずかながら、作者がファンレターにイラストとして描く頻度の高い人気キャラクター。

## その他の人物
ユナン
声 - 石田彰
大峡谷の底に住む「守り人」。「マギ」の一人。
宝石の付いた緑色の三角帽子を被り、長い銀髪を三つ編みにした青年。おっとりした口調で、一見すると温和で優しそうな性格だが、本人曰く「そんなにいいお兄さんではない」とのこと。日光に弱く、暗く狭い空間を好む。「バアル」出現以降シンドバッドとは長い付き合いで、最近では彼を「おじさん」扱いしてからかっているが、あまりにも「王の器」に近すぎるシンドバッドに対して恐怖を覚えている。一方で普段から谷の中に閉じこもっているために最近の流行に疎く、15年前にパルテビアで流行った服をいまだに持っており、長い時を生きていることもあって時間の感覚が常人とは異なっている。身長175cmで体重64kg。趣味は自炊。好きな食べ物はハーブティーで嫌いな食べ物は酒。
蔓が絡まった長い木の枝を杖として持つ。谷の中とその両岸の全ての音を耳で聞くことができるという常人離れした聴力を持つ他、マグノシュタットでも扱わないような高度な魔法を使い、アラジンからは「この世界の誰も知らない魔法の真理を知っている」とまで言わせている。
聖宮の力で前世の記憶を維持したまま9回の転生を繰り返しているが、王の器と見込んだ相手が力を得た末に暴君と化したり処刑されるなど、破滅していく様子を幾度も見てきたことから普段は大峡谷の中に引き籠もっている。戦いを繰り返す世界に嫌気がさしていた頃、「特別な器」であるシンドバッドが何かを変えてくれることを期待して、第1迷宮「バアル」に導いた。その後も誰につくこともなく、気の向くまま迷宮を生み出しては一人で世界をさまよっている謎の人物で、「さすらいのマギ」とも呼ばれる。この世界に無数の王候補を生み出した元凶でもあるが、同時にジュダルが煌帝国びいきで作った迷宮をしまっている。現在も外伝で登場した時と変わらない青年の姿を保っている（そのため、聖宮の番人であるウーゴくんとも何度も会っている）。
大峡谷に訪れたモルジアナを迎え入れ、彼女に眷属器の使い方やトラン語を教えた。「黒の神」との戦いでは、シンドバッド達や七海連合を呼びかけて参戦した。戦いの終結後は突然姿を消したが、後にシンドリアに残ったアラジンの前に現れ、現在いる複数の王同士が争うのだとしたら一体誰が生き残るのが正しい「運命」なのかと問いかけた。
華南平原の戦いの後はアラジンとモルジアナに頼まれてアリババの肉体を預かり魔法で仮死状態に留めており、3年の時を経て意識を取り戻した彼に世界の現状を伝えてリハビリに付き合った。アリババがアルマトランの魔導士から伝えられたシンドバッドの真実に驚くも、彼が優しい男であることを信じそれに同意して旅立つアリババを見送った。その後、暗黒大陸の大峡谷南岸でアラジンを奪うために現れたアルバと対峙するが、彼女の特異な力に追い詰められ「堕転」されかけた所でアラジン達に救出された。聖宮破壊後はマギとしての最後の働きで地上からルフの高まりを抑える役目を果たした。
名前の由来はルーム人（ローマ人）の国ファルスの国王・ユナンから。
- 魔法

- 錬金魔法（アルキミア・アルカディーマ）

空気中に漂う「目に見えない小さな粒」を微粒子レベルで集めて再構成し、全く別の物質を生み出す魔法。作中では木造の家や硬質な壁を作ったり、相手の周囲の原子を纏わりつかせて動きを封じたりしている。複雑な物を変化させるほど魔法式が大きくなる。
- 雷光剣（バララーク・サイカ）

元はシンドバッドが使用する魔装バアルの技で、雷魔法を利用して発動させた。
ライラ
声 - 池澤春菜
オアシス都市・ウータンでアラジンが出会った各地を回る商人。
金髪の優しくない「お姉さん」。少しアリババに似ており、寝ぼけたアラジンが間違えたことがある。酔うと絡み酒になる。18歳→23歳。身長164cm。
元々は盗賊で、砂漠で行き倒れのふりをして商会に忍び込む方法で盗みを働いていた。しかし、本当に行き倒れてしまい、そこをサアサに助けられたことを切っ掛けに改心して彼女と友達になり、それからは嘘をつかずに生きていく決心をするが、自身の過去については打ち明けられずにいた。その後、かつて盗賊であったことを知られ、誤解によって一度は隊商のメンバーから離れるが、誤解が解けた後に再び同じ隊商に復帰した。その後チーシャンを訪れた際にモルジアナを仲間に加えており、その道中でアラジンとも再会する。
最終章で再び登場し、アリババと商売の話をしていた。
サアサ
声 - 佐藤聡美
ライラが所属する隊商の娘。ライラの一番の友達。褐色肌で巨乳の優しい「お姉さん」。18歳→23歳。身長157cm。
ファティマー
声 - 置鮎龍太郎
SLM3兄弟が頭を務める採掘砦の盗賊団を拠点とする奴隷商人。
男性だがオネエ言葉で話す。過去にファナリス出身の奴隷を売買した経験があり、爪から大牛も即座に昏倒させる猛毒を発する砂漠カラスなど、砂漠や暗黒大陸産の猛獣など数種の動物を飼い慣らしている。31歳。身長178cm。
彼自身も元は奴隷で旅の途中で主人を殺害し、以来身分を隠して奴隷商人となった経緯を持つ。盗賊団と結託して誘拐や人身売買を執り行うが、モルジアナによって砦は壊滅させられた挙句彼女に情けをかけられた。
外伝にも登場。当時は17歳の少年で、マーデル（後の大聖母）が所有する奴隷。主の代理として奴隷の「等級」を選別する奴隷長の地位に就いていた。マーデルの右腕を自負し彼女に心酔しており、彼女の側近であるキースとは仲が悪い。新たに奴隷になったシンドバッドに不本意ながらマーデルの指示で奴隷長の補佐を任せていたが、次第に頭角を現すようになった彼に嫉妬心を抱き始める。シンドバッドを貶めるために出荷用の奴隷を逃亡させてその罪を着せようとしたが、悪事が露呈してマーデルに見限られてしまい、男色家の豪商・ゼスティウスに売却される。主人の湯治に同行していた時にマデリアル商会の破産を知り、自分がマーデルを超える完璧な「本当のマーデル様」になることを誓い主人を殺害し逃亡する。この時に口調を現在の物に変えている。
ナージャ
声 - 小幡記子
採掘砦の盗賊団に捕まり、同じ部屋に閉じ込められたモルジアナと仲良くなった少女。バルバッド出身。7歳。身長122cm。
バルバッドの内紛によって家族と共に国外へ脱出しようとしていた所を捕まってしまった。病気になって砂漠ハイエナの餌として処分されそうになったが、足枷を破壊したモルジアナによって助けられ、家族と再会することができた。
ティアレ
声 - 種田梨沙
シンドリア近海のトラン族の村の村長の孫娘。
「ザガン」に囚われた父母を助けようとしてアラジン達についてくる。その後、迷宮植物に捕まってしまったがモルジアナの奮闘で救出され、白龍がザガンと契約し迷宮を攻略したことで父母と再会することができた。
マルガレータ
声 - 進藤尚美
アラジン・アリババ・モルジアナが別れる前にアラジンとアリババが入ったアクティア王国の店のNo.1実力派ホステス。エリザベスと瓜二つの風貌でやはり筋骨隆々としている。生き別れの姉を探しているという。

## アルマトラン

### 抵抗軍（レジスタンス）
ソロモン・ヨアズ・アブラヒム
声 - 森田順平
抵抗軍のリーダー。後のアルマトランの大魔導士にして王、アラジンの父。
ジンと迷宮、そしてアラジン達の住む世界を作ったとされる存在で、物語の中で度々「偉大なる大王」と呼ばれ、その名を冠した用語も多く存在する。長い青髪を一本の三つ編みにし、身の丈は違えどその容姿はアラジンと酷似しており、額には三日月の形をした装身具を付けている。異種族の文化や暮らしに触れるのが大好きで、異種族の言葉もすぐに理解することができる。自由な考え方を持ち、「神」は力の塊に過ぎないとも考えており信仰していない。17歳→22歳→26歳没。
先端に針がついた球状の神杖を持つ。ウーゴくんが構築した魔法理論を利用する事で物理法則が流れる「ベクトル世界」を見ることができ、一定の経路で流れる「力（ゾルフ）」を自由に操る。それにより以下のような7型の重力魔法を得意とし、巨大な浮遊戦艦をも意のままに操るほどの力を持つ。
魔導士聖教連の第一元老であるダビデの子息。当時は異種族制圧に買って出る忠実な戦士で自分が一番強いと思っている傲慢な性格だったが、ウーゴくんやアルバとの出会いを経て考えが変わっていった。まだ神杖の加護を受けていなかった頃に大陸の裂け目の深部開拓を受けた際に亜空間で死に掛けていた所を原始竜に助けられ、彼女（ソロモンらは男だと勘違いしていた）から様々な話を聞いたり異種族と関わっていったのをきっかけに、「平等な友達が欲しい」と思うようになり12歳の頃に大聖堂府を飛び出し抵抗軍のリーダーとなった。
5年後には解放した異種族同士が同じ抵抗軍の魔導士に煽動されて争いとなってしまい、それを止めるために王になることを強いられた。その際どの生命体にも平等に宿るルフに着目しており、ウーゴくんにルフの研究をさせている。ダビデとの最終決戦では、現在所有する60本の神杖を使って魔導士聖教連の本拠地である大聖堂府を絶縁結界で囲んで魔導士を無力化して異種族達と共に攻める作戦に出るが、逆に罠にはめられ大聖堂府に閉じ込められる。ウーゴくんと共に１５分という短い時間で脱出することに成功したが、後方部隊は虐殺される。再び大聖堂府に向かい長老達の自爆魔法を食い止めて重傷を負う。その後、ダビデから手渡された神杖を使い「神」と接触、「運命」の存在を知る。運命から脱却する時が来たと判断し、「神」から全ての魔力を奪い取って異空間に封印、奪ったルフに自らの意思を上書きして全ての知的生命体へ平等に分配する。その影響で一気に老化した上廃人同然となるが、シバの死を感じ取って覚醒し最終決戦に臨む。あらゆる力の概念を駆使する究極の力魔法を発動し、ワヒードが呼び寄せた「黒の神」をアル・サーメンごと再び異空間に封印、ウーゴくんに「世界を創れ」と言い残して死亡した。
名前の由来は旧約聖書の『列王記』に登場する古代イスラエルの第3代の王・ソロモンから。
- 魔法

- 推力反作衝（ゾルフ・サバーハ）

複数の対象を押し返して、壁などに押し付ける魔法。
- 重力反作衝（ゾルフ・サバーハ）

対象を天高くまで持ち上げる魔法。
- 重力累加衝（ゾルフ・ルイーラ）

対象を上空から一気に落とし、地面に叩きつける魔法。
シバ
神杖を持つ魔導士。後のアルマトランの王妃にしてソロモンの三賢者「マギ」の一人、アラジンの母。
両脇から小さな角が生えたようなピンクの長髪（17歳時には長髪の一部が三つ編みになる）が特徴の少女。元は捨て子で、生まれた時に教会の前に捨てられていた。12歳の頃、鱗狼の領土の愚々塔にて神杖の力で鱗狼に精神破壊魔法をかけさせられ、そこをソロモンと抵抗軍に救出されたが、当初は魔導士聖教連の教えを盲信し「使命のために死ぬのは名誉」という教えに異を唱えるソロモン達を「不浄の者（ダエーフ）」と罵り、異種族を「汚らわしい化け物」と蔑んでいたが、鱗狼の子供のモモとの交流とソロモン達の考えに触れることで自分が行ってきたことの非道さを知った。絵が上手い。12歳→17歳→21歳没。
先端が三日月に近い形状の神杖を持つ。5年後には防壁魔法を極限まで高めて強力な攻撃魔法にまで仕立て上げることが可能になり、17歳の時点で抵抗軍でもソロモンとアルバに次ぐ3番目の実力者になっている。
鱗狼族の解放を通じてソロモンに感銘した後、抵抗軍の一員として異種族解放に尽力を注いでいる。この頃にはソロモンに恋心を抱くようになっており、ソロモンに近しいアルバにも対抗心を燃やしてもいたが、彼女から「共にソロモンを支える柱になっておくれ」と頼まれる。積極的にプロポーズをするものの当初は本気だと思われず軽くあしらわれていたが、同じ抵抗軍の魔導士にそそのかされた馬人族と豹頭族の争いで彼らを一喝した際にソロモンに認められ、その三ヶ月後、正式に付き合うようになる。さらに三ヶ月後にはソロモンとの子供であるアラジンを身籠った。体調を気遣ったソロモンからは、作戦から外れるよう言われたが、ダビデとの闘いが終わった後の平和な世界に生まれてきてほしいという願いと、大きな戦力だったため抜けるのは痛手になるということから、最終決戦にも参加した。終戦後は廃人同然となったソロモンの代わりに異種族達をまとめようと尽力していたが、水面下で一部の魔導士が反乱を企んでいることに気付かなかった。進軍するアル・サーメンを食い止めるべく出陣したが、アルバとの一騎討ちの末敗北して致命傷を負い、駆けつけたウーゴくんにアラジンを託して息を引き取った。彼女のルフは後にウーゴくんによってマギとして生誕した息子に受け継がれた。
- 魔法

- 八ツ首防壁（ボルグ・アルサーム）

自身を覆う防壁魔法のエネルギーの一部を八体の蛇のように操作し、攻撃に転用する魔法。
ウーゴ / ウラルトゥーゴ・ノイ・ヌエフ
抵抗軍の一員。神杖を持つ魔導士。後のアルマトランのソロモンの三賢者「マギ」の一人。現在は聖宮の番人。詳細は主要人物を参照。
アルバ
抵抗軍の一員。神杖を持つ魔導士。後のアルマトランのソロモンの三賢者「マギ」の一人。現在はアル・サーメン首領。詳細はアル・サーメンを参照。
イスナーン
抵抗軍の一員。神杖を持つ魔導士。現在はアル・サーメン幹部。詳細はアル・サーメンを参照。
ワヒード
抵抗軍の一員。神杖を持つ魔導士。
左目に眼帯（5年後には両目を帯で覆っている）を付け、口の左側の大きなリング状のピアスが特徴の男。豪快かつ好戦的な性格。一人称は「わし」で、年寄りのような喋り方をする。大食漢で肉体派。胸好きらしく、隙あらば妻ファーランの胸を揉んでいる。三鈷杵を十字に重ねたような形の飾りが付いた神杖を持ち、炎の魔法を得意とする。
5年後にはファーランとの子供であるテスを儲けている。しかし、最愛の息子の死により運命を拒絶、アル・サーメンとして反旗を翻し、最期にはソロモンに何が正義なのか分からないことを説いてブァレフォールらの攻撃からファーランを守り、「神」と共に奈落に囚われた息子のルフを探しに行けることを喜びながら逝った。結果、彼の黒ルフが「黒の神」を地上に引きずりおろした。
死後も、性欲や食欲に未練を感じながらも無為に過ごしていたが、セッタやテスと共に精神だけの存在になったアリババと出会い、ダビデと「黒の神」のことを教える。女性とつきあったことのないアリババに同情して協力を極め、100年かけて彼に魔法の指導を行い埴輪の人形の体を与えた。
- 魔法

- 焼夷閃光（フラーシュ・アジョーラ）

神杖から巨大な炎を放つ魔法。
セッタ
抵抗軍の一員。神杖を持つ魔導士。
眼鏡をかけた褐色肌の青年。「クール」を信条とする。同じ教会で育ち、神杖で削られる命の半分を肩代わりしてくれたイスナーンのことを「兄さん」と呼び、慕っている。方天戟のような形状の神杖を持ち、人や対象を凍らせる魔法を使う。
ダビデとの最終決戦では、神杖を持つ魔導士の中で一人、基地を守るために方に残るが、大聖堂府をあえて放棄したダビデ老ら長老会の襲撃を受け、無残にも殺された。
死後、「黒の神」の内部で同胞と同じく無為に過ごしていたが、異次元から迷い込んできたアリババに触発され「次元と次元を一瞬繋げる大魔法」の開発に着手する。
ファーラン
抵抗軍の一員。神杖を持つ魔導士。現在はアル・サーメンの一員。詳細はアル・サーメンを参照。
テス
ワヒードとファーランの息子。
オレンジ髪を三つ編みのおさげにしている。5年後の時点で赤子だったが、シバが妊娠の報告をした時点で4歳になっている。
両親が最終決戦に赴く前に心配しているが故に二人に酷い言葉を浴びせてしまい、帰ってきた際に謝るためセッタらと後方基地で無事を祈っていたが、ダビデ老ら長老会の襲撃を受けてしまい、全身を焼き尽くされた状態で駆け付けたファーランの腕の中で息を引き取った。
死後は「黒の神」の内部に取り込まれていたが、迷い込んできたアリババと親しくなり彼の魔法習得を手伝うことになる。その時にふともらした「ママに会いたい」という願いを聞いたアリババが死者のルフが帰る場所を一つにすると宣言したことに安堵し、笑顔で彼を見送った。
マルッキオ
抵抗軍の魔導士。シバの部下。現在はアル・サーメンの一員。詳細はアル・サーメンを参照。
マレース、アブリール、ヤヌユ、サムベル
抵抗軍の魔導士。シバの部下。後方基地に家族を置いて最終決戦に参加した。

### 魔導士聖教連
ダビデ・ヨアズ・アブラヒム
魔導士聖教連長老会第一元老聖教連魔。ソロモンの父でアラジンの祖父に当たる。
魔導士の長で「ダビデ老」と称される。アルマトランで800歳以上も長生きしている魔導士だが、魔法による老化の抑制で若々しい外見を保っている。眉無しの風貌で赤い月の形をした耳飾りを付けている。特別編の手記には自らを全ての事象が必然だと気づいた者「特異点」と自覚した事や「世界を創り世界を動かす」使命の為の行動を（息子のソロモンに倒されるのも含め）続けている事を書いている。また、いつの日かアラジン達がソロモンの知恵でアルマトランの歴史を知ろうとすることに気づいていたような描写がある。
八芳星が刻まれ球体を携えた神杖を持つ。「神」と繋がる穴を開け、「神」の身体から直接魔力を剥ぎ取り続けており、それによって大聖堂府に強力な防壁魔法を張ったり、絶大な威力を持つ魔法を使うことができる。また、彼のこの神杖を持つ者のみが次元の歪みを感じ、「神」と接触することができるようにしていた。
自分以外の存在には興味が無く、周りの人間について考えることも無かった。誰とも関わってこなかったために自分ができあがらず、自分の頭で考えることができない。「聖宮」に過度な理想を抱き、誰かも分からない何者かに与えられた「特異点」という役割に執着しており、シンドバッドには「特別ではない」と指摘され、アラジンからは「寂しい人」「運命に頼り切っていた、一番おくびょうな人」という感想を持たれている。
800年前、「神」から最初に魔法を与えられた人間の一人であり、その中でも唯一の「特異点」として全ての事象の必然性を理解した。「使命」のために寿命と戦い、聖教連の頂点に立ち異種族を隷属させ、「計画書」を作った。500年前には当時の仲間と共に愚々塔を発明、その時から自らが神と並び立つという目的のために「神」から大量の魔力を搾取し続けており、「神」と一つになることを望んでいた。ソロモン達との最終決戦では、自分達のいる大聖堂府を囮にしてソロモン達を閉じ込め、その隙に手薄になった彼らの後方基地を狙う。セッタをはじめとする後方基地に残った者達を無残にも皆殺しにした後、大聖堂府に残った者達も殺そうとするが、そこから追いついてきたソロモンと対峙。最期はいずれ運命の流れのままに全て決まっていたと知るという意味深な発言を残し、「愛しい息子」と彼に別れを告げて自爆した。その際に「運命を知った時、絶望するか立ち向かうか、その果てを見たい」と自身の神杖をソロモンに託した。
その後は人格として「黒の神」に取り憑つくことに成功したが、ルフそのものは「神」の内部に取り込まれる。しかし自分が復活することへの確信を抱き続けていたことで、感情などが希薄になる死後の世界でも明確な自我を保ち続ける。新世界において初代シンドリア王国が崩壊し「特異点」であるシンドバッドが半「堕転」したタイミングで彼と繋がり語りかけ続け、マグノシュタットの戦争で「黒の神」が新世界に降臨したことで生じた「次元の穴」を通り「黒の神」の内部からの脱出を果たす。世界会談の直後にアルマトランの一部始終を見せられたシンドバッドが自分の存在を確信し彼の黒ルフと共鳴したことで完全にこの世界と繋がることになり、「黒い異変」を起こすために世界を弄る力を持つ聖宮の鍵となるアラジンを狙おうとしている。
最終章ではシンドバッドが聖宮に赴きウーゴくんに倒された後、彼の黒ルフから姿を現してウーゴくんを侵食し一時的に聖宮の番人の座を奪ったが、神の順番を入れ替えたウーゴくんによって水槽の中で「黒の神」と共に自分が望んでいたはずの下位世界を創らされる。しかし、バアル達が引き留めていたシンドバッドのルフから彼のマギとして王を支える「王佐の賢者」の役割を与えられ、シンドバッドのルフを聖宮に引き上げ彼が聖宮の番人となるよう協力した。シンドバッドが己の神様かもしれないと思って従ってきたが、彼がアリババ達に説得されて計画を中断したことで、自分の布石に過ぎなかったと見限り、「神の序列を入れ替える魔法」を使って聖宮のシステムを掌握、シンドバッドが停止させていた「世界をルフに還す魔法」を強制的に再始動し、分身体を使ってアラジン達を足止めしつつ大峡谷の中の別次元に移動する。だが、シンドバッドの抵抗で聖宮は消滅し、大峡谷と同化した本体も世界中に出現した「迷宮の塔」の破壊に伴って完全に消え去った。
外伝ではシンドリア建国編で登場。ファーランが作った暗黒点を利用してシンドバッドに憑依し、力魔法を使ってファーランを惨殺。慣れない身体で力を使いすぎたために間もなく意識はシンドバッドから去るが、「特異点」と繋がるという成果を得たことに満足し、再び地上に戻る日が近いことを確信していた。
名前の由来は古代イスラエルの王・ダビデから。

### 異種族
アガレス
抵抗軍により解放された鱗狼族の長で、モモの母親。現在は紅炎のジン。詳細は煌帝国を参照。
モモ
額に十字傷を持つ鱗狼族の子供。
自身の父親はシバの愚々塔からの精神破壊魔法により理性を失って仲間との共食いで亡くなっており、母親と二人暮らし。それを知らぬままシバと仲良くなり、魔導士聖教連の浮遊戦艦からの精神破壊魔法により他の鱗狼共々再び自我を失うが、ソロモン達の活躍で元に戻った。
ダビデとの最終決戦では戦士として参加している様子が、シバが死んだ時には涙を流して悲しんでいる様子が描かれた。
アモン
抵抗軍により解放された仙老族の長。現在はアリババのジン。詳細は主要人物を参照。
アシュタロス
抵抗軍により解放された蛇人族の長。現在は紅炎のジン。詳細は煌帝国を参照。
フェニクス
シバにより解放された鳥人族の長。現在は紅炎のジン。詳細は煌帝国を参照。